# Cathédrale Santa Maria Assunta de Sienne
Pour les articles homonymes, voir Cathédrale Santa Maria Assunta.

Plan de la cathédrale : 1) Acquasantiere di Antonio Federighi 2) S. Francesco di Sales di Raffaello Vanni 3) S.Caterina di Pier Dandini 4) Torre campanaria 5) Cappella della Madonna del Voto di Bernini 6) San Crescenzio di Luigi Mussini 7) Natività di Alessandro Casolani 8) Coro ligneo 9) Vetrata di Duccio da Buoninsegna 10) Altare maggiore di Baldassare Peruzzi 11) Lastra tombale di Giovanni Pecci di Donatello 12) Angelo portacero di Domenico Beccafumi 13) Pulpito di Nicola Pisano 14) Sant'Ansano di Francesco Vanni 15) San Giovanni Battista di Donatello 16) Libreria Piccolomini 17) Altare Piccolomini di Andrea Bregno 18) Pavimento 19) Sagrestia.

La cathédrale de Sienne ou cathédrale Notre-Dame-de-l'Assomption (en italien : cattedrale di Santa Maria Assunta), appelée couramment Duomo di Siena, est la cathédrale de Sienne, en Toscane, Italie. Elle domine une ville déjà perchée et concentrée entre ses remparts. Elle mêle les styles roman toscan et gothique.
Le pavement intérieur du Duomo de Sienne est entièrement constitué de marqueteries de marbre figuratives, une création qui s'est étalée sur six siècles.

## Chronologie
L'origine de la cathédrale est incertaine. Selon la tradition, une première église dédiée à saint Boniface aurait été construite sur le sommet de la colline où se trouvait l'agglomération romaine Castelvecchio. Au IXe siècle, l'église prend le nom de Sainte-Marie. En 1058, le synode qui élit Nicolas II se tient à cet endroit. Durant le XIIIe siècle, la Biccherna, l'office financier de la Commune de Sienne, consigne plusieurs actes financiers qui témoignent de l'avancement de la construction. Plusieurs artistes sont sollicités pour divers ouvrages, dont Nicola Pisano pour la chaire.
La coupole est terminée en 1264. La lanterne construite en 1664 est surmontée d'une sphère en cuivre doré portant une croix datant de 1385.
Vers 1280, Giovanni Pisano est chargé de revoir la façade. Les travaux s'échelonnent jusqu'au XIVe siècle durant lesquels la façade subit plusieurs remaniements. La cathédrale compte alors 3 nefs et 5 travées, ainsi que le campanile. Cependant, le 23 août 1339, l'édifice étant jugé trop petit, il est décidé de lancer le projet très ambitieux de nouveau dôme, soit un agrandissement perpendiculaire au mur latéral du côté sud-est. Les travaux menés rondement par Giovanni d'Agostino sont interrompus en 1348 en raison de la peste. Cependant, des déficiences apparaissent dans la fondation et dès 1350, il est recommandé d'abandonner le projet, ce qui est fait en 1355. On trouve trace de ce gigantisme non abouti dans le facciatone, un des murs, en arcade, élément porteur laissé sans objet et absorbé depuis par le Museo dell'Opera Metropolitana del Duomo. L'accès à son sommet permet d'avoir une vue totale sur Sienne et la place du Campo.
André Suarès, le note ainsi dans son ouvrage Voyage du condottière :
« Quelle grandeur, quelle flamme d’amour dans ces petits Siennois. Si ardents, si riches qu’ils fussent au début du XIVe siècle, il leur faut une audace passionnée pour oser concevoir, au plus haut d’une ville et d’un terrain si difficile, l’exaltation d’un tel colosse. »
Les travaux sur la façade principale reprennent en 1376 sous la direction de Giovanni di Cecco (en). Les nombreuses sculptures de la façade sont remplacées au XIXe siècle par des copies, les originaux étant conservés au Musée de l'Œuvre.
La cathédrale est caractéristique d'un art gothique italien.

## Histoire

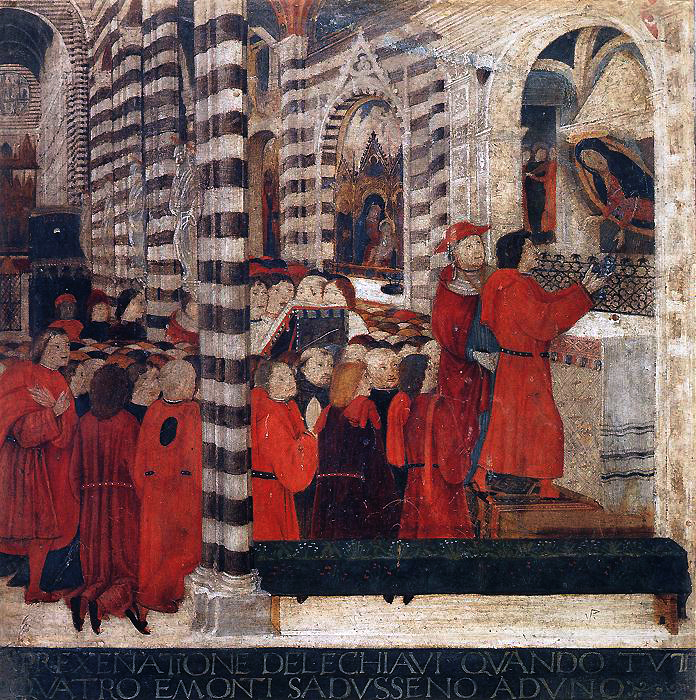
L'intérieur de la cathédrale, sur un registre de la Biccherna de 1482, représentant l'offrande des clés de la ville de Sienne à la Madone.

Les informations sont rares et incertaines avant décembre 1226, date où la république de Sienne commence l'enregistrement aux bureaux de la Biccherna (bureaux des sorties) les dépenses et contrats relatifs à la construction et à la décoration de la cathédrale. Le nouveau bâtiment, cependant, semble avoir été commencé au milieu du XIIe siècle sur un bâtiment préexistant, peut-être du IXe siècle, qui à son tour avait été construit sur un hypothétique temple de Minerve. Au début du Moyen Âge, en effet, le bâtiment qui aurait été jusqu'en 913 la résidence de l'évêque, comprenant une église orientée à l'est, c'est-à-dire vers le baptistère actuel, se trouvait à cet endroit. C'est seulement au XIIIe siècle que la cathédrale aurait été transformée en basilique, la façade orientée à l'ouest, vers l'hôpital de Santa Maria della Scala, mais les travaux ne furent achevés qu'à la fin du siècle suivant. Selon la tradition, la consécration de la nouvelle cathédrale eut lieu le 18 novembre 1179, en présence du pape, le Siennois Alexandre III : en mémoire de cet événement, encore aujourd'hui, le 18 novembre de chaque année, la bannière papale est affichée dans le presbytère. Les travaux, cependant, étaient loin d'être terminés et, à partir de 1196, a été nommée une députation de citoyens, l’Opéra di Santa Maria, qui de 1238 à 1285, était administrée par les moines de l'abbaye de San Galgano.

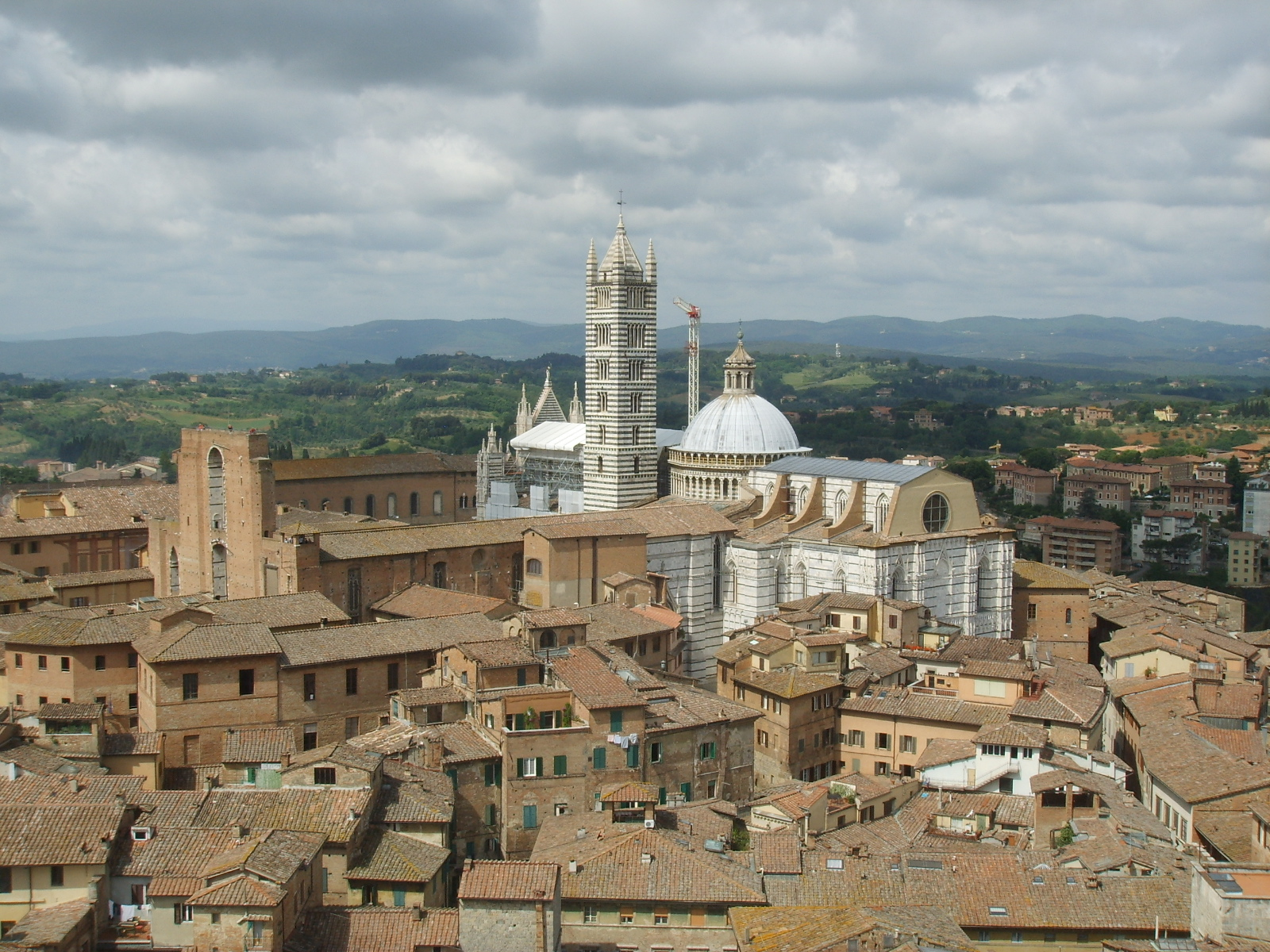
Vue depuis la Torre del Mangia sur la cathédrale, avec le Duomo Nuovo (à gauche) laissé inachevé.

En 1227, la Biccherna della Repubblica a enregistré une série de paiements pour le marbre noir et blanc. En 1259, les paiements ont été enregistrés pour l'ameublement du choeur, tandis qu'en 1263, le plomb a été acheté pour la couverture du dôme et le Rosso panioio a été payé pour la pomme de cuivre qui a été placée au-dessus du dôme. Sa hauteur est de 48 mètres, y compris la croix (la disposition actuelle du sommet du dôme lui-même remonte à 1667). Ces données montrent qu'en 1263, le chœur, l'hexagone central et le dôme de la basilique actuelle avaient déjà été construits. Des copies modernes de documents, provenant de sources non précisées, indiquent des dates entre 1280 et 1284 pour l'achèvement du corps longitudinal (nefs). Une chronique anonyme du XIVe siècle indique que 1284 est l'année de la pose de la première pierre de la façade, tandis que d'autres documents gouvernementaux témoignent que, de 1284 à environ 1297, Giovanni Pisano travaillait comme maître d'œuvre pour la construction de la partie inférieure de la façade, complétée plus tard par Camaino di Crescentino , père du sculpteur Tino di Camaino, entre 1299 et 1317 environ.
En 1313, le clocher a été achevé, à environ 77 mètres de hauteur. Trois chroniques du XIVe siècle, dont l'une n'existe qu'en copie, témoignent qu'en mai 1317, la façade était achevée et que les travaux d'agrandissement ont commencé dans la partie orientale, avec l'ajout de deux travées dans le chœur (rendu possible par la création d'un baptistère en contrebas dont le toit soutenait le nouveau chœur), une troisième nef dans le transept et une travée pour chacun des deux bras du transept. La nef centrale a également été surélevée pour l'adapter à la façade à peine terminée. Dans le bâtiment actuel, l'hexagone sous le dôme n'est plus le centre de symétrie de l'église, comme avant cette extension.

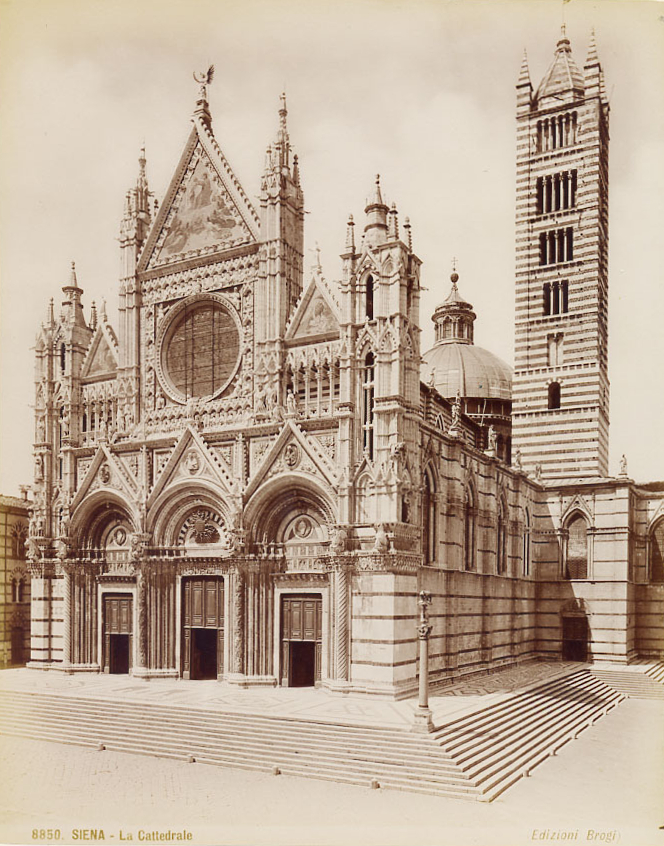
La cathédrale dans les années 1870, par Giacomo Brogi.

Ces travaux d'agrandissement ont subi une interruption brutale en 1339, lorsque, Sienne étant à son apogée, il a semblé que la cathédrale était devenue trop petite pour la ville, : la population et la richesse s'étaient accrues en même temps que l'élan municipal et le désir de rivaliser avec Florence et sa nouvelle gigantesque cathédrale. On a donc pensé l'agrandir de manière que le corps longitudinal (encore actuel) devienne le nouveau transept, et englobant aussi la façade sud, dans une position beaucoup plus avancée que dans l'ancien bâtiment. Le projet a été confié à Lando di Pietro (ou di Piero) après la résolution du Consiglio generale della Campana du 23 août 1339. Les travaux passèrent en 1340 sous la supervision du sculpteur et architecte Giovanni di Agostino. Mais, en raison de la peste de 1348 et de quelques effondrements structurels, en juin 1357, il fut décidé d'interrompre les travaux, laissant les bâtiments inachevés dans l'aspect qu'ils ont encore aujourd'hui et formant ainsi la piazza Jacopo della Quercia : les voûtes et les bases de colonnes inachevées sont venues s'intégrer dans le bâtiment actuel du Museo dell'Opera Metropolitana del Duomo, en plus de la façade à l'état de squelette, appelée couramment le Facciatone (la « façade »),.
Après l'abandon du projet de la nouvelle cathédrale, les Siennois se résignèrent à terminer l'ancienne construction et, quelques années après 1357, les travaux reprirent sous la direction de Domenico di Agostino, frère de Giovanni. En 1370, les travaux étaient terminés.
L'évêque siennois Enea Silvio Piccolomini (1405-1464) monta sur le trône papal en 1459 sous le nom de Pie II et éleva le diocèse de Sienne au rang d'archevêché. Depuis lors, l'évêque de Sienne a pris le titre d'archevêque métropolitain, donnant à la cathédrale le titre de « métropolitaine ».
En 1870, un incendie détruisit le dôme extérieur en bois et une partie du toit de la nef, également en bois, qui ont été restaurés.

## Extérieur
- La façade de marbre blanc, vert foncé (serpentine de Figline di Prato) et rouge, et les trois portails à décors sculptés très fins sur les colonnes et les architraves.
- Le campanile en marbre vert foncé et blanc à base hexagonale romane et à lanterne polygonale, des architectes Agnolo di Ventura et Agostino di Giovanni.
- Le parvis accessible par un escalier à volée de marches qui donnera son nom à l'hôpital qui lui fait face Santa Maria della Scala.
- Les trois mosaïques dorées récentes des pinacles, la Presentazione di Maria al Tempio (Présentation de Marie au temple), L'Incoronazione della Vergine (Couronnement de la Vierge) et La Natività di Gesù (Nativité de Jésus), exécutées à Venise en 1878 sur les cartons d'Alessandro Franchi[11].
- Au sommet des escaliers menant à l'entrée, se trouve deux colonnes ornées de la louve de Sienne.

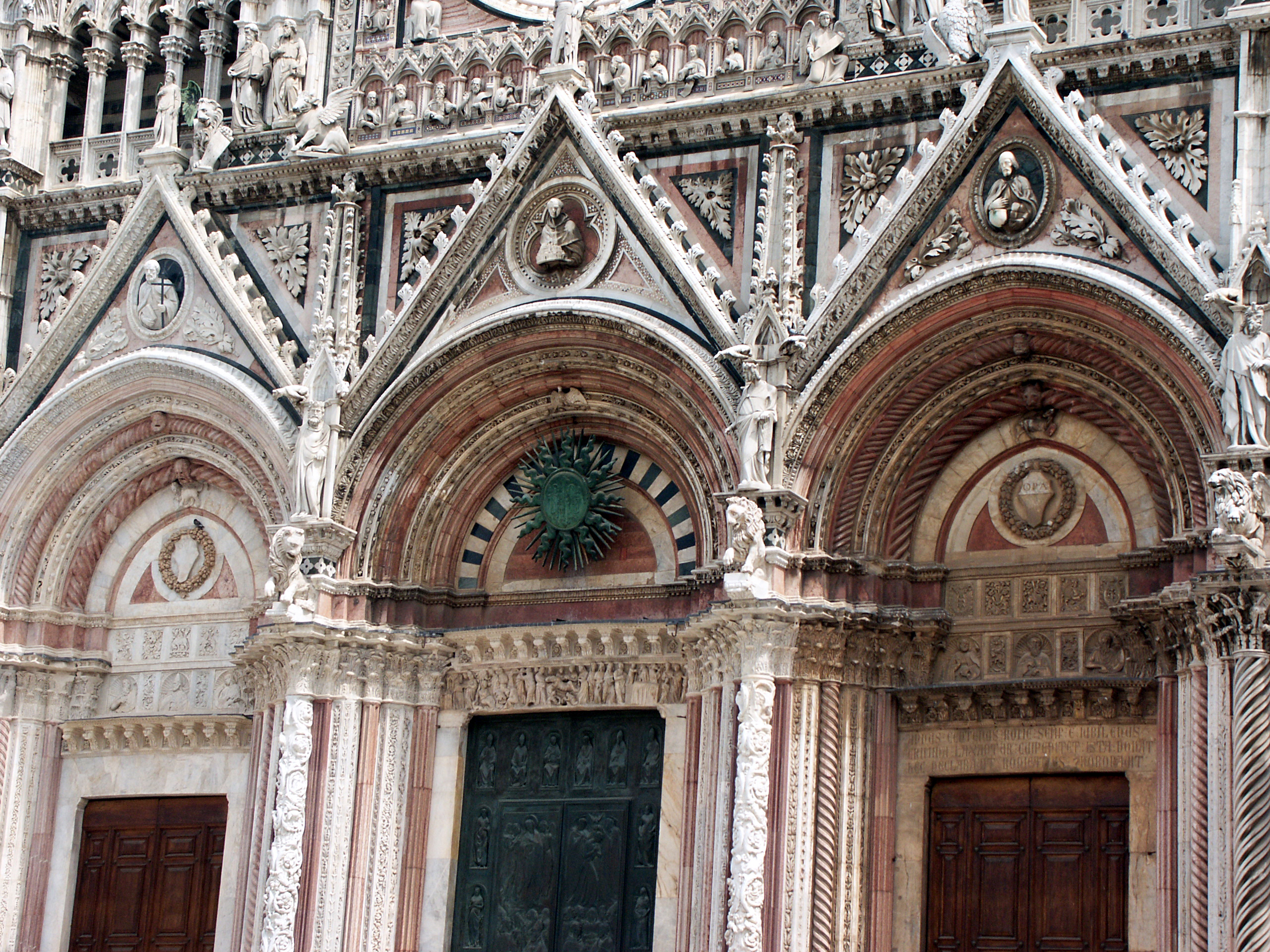
Tympan de la cathédrale de Sienne.
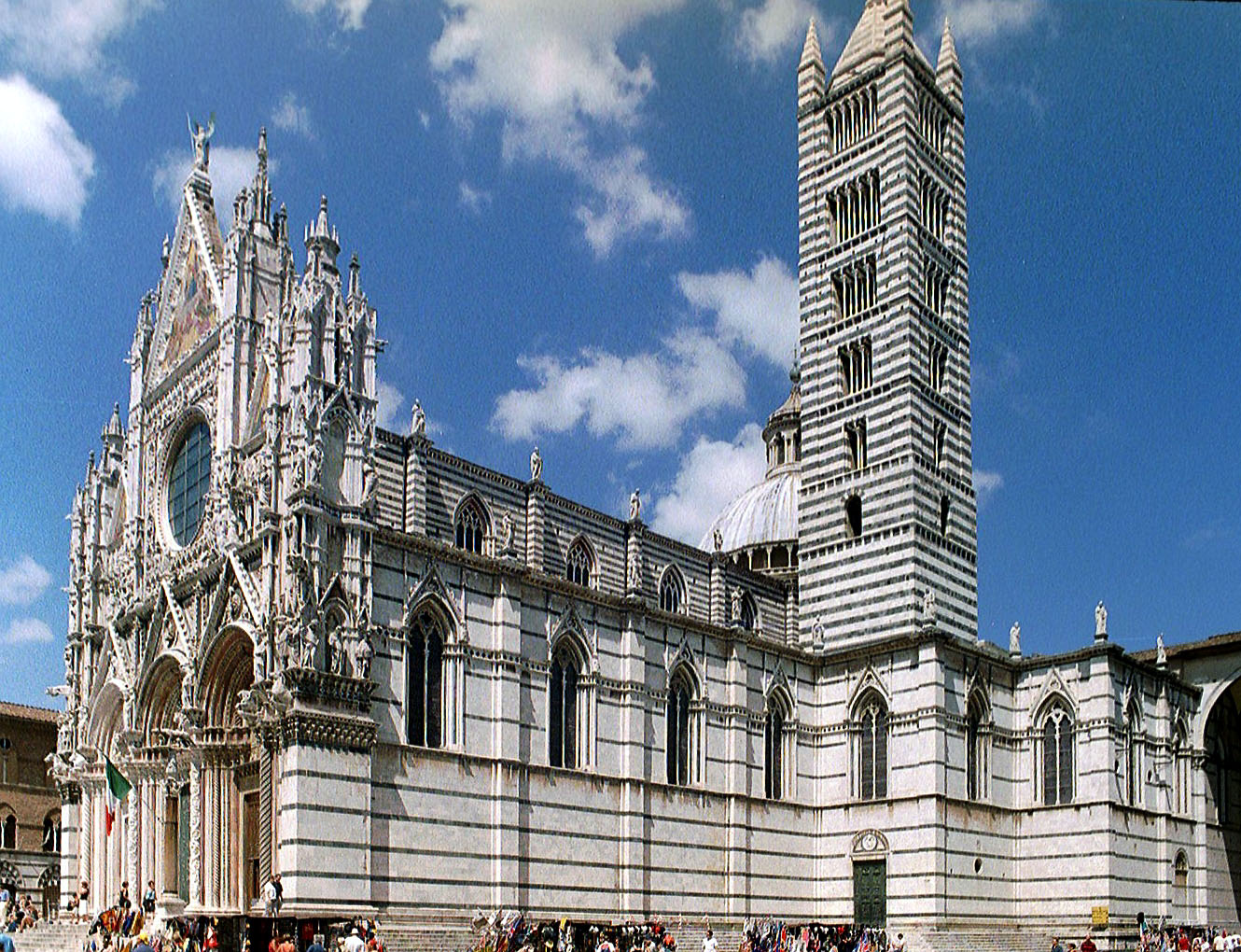
Vue de 3/4.
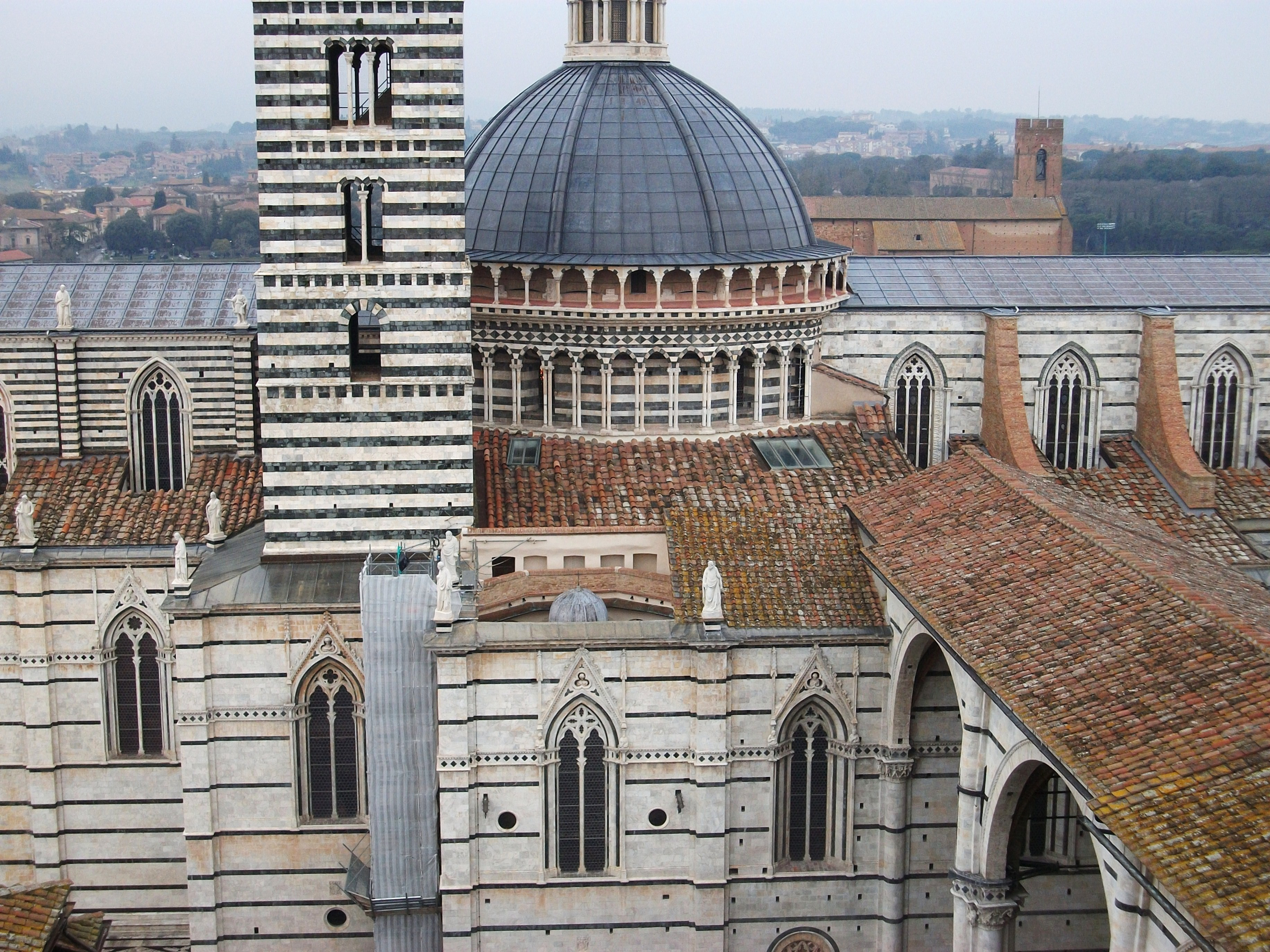
Vue sur le dôme et le campanile romans.

### Façade

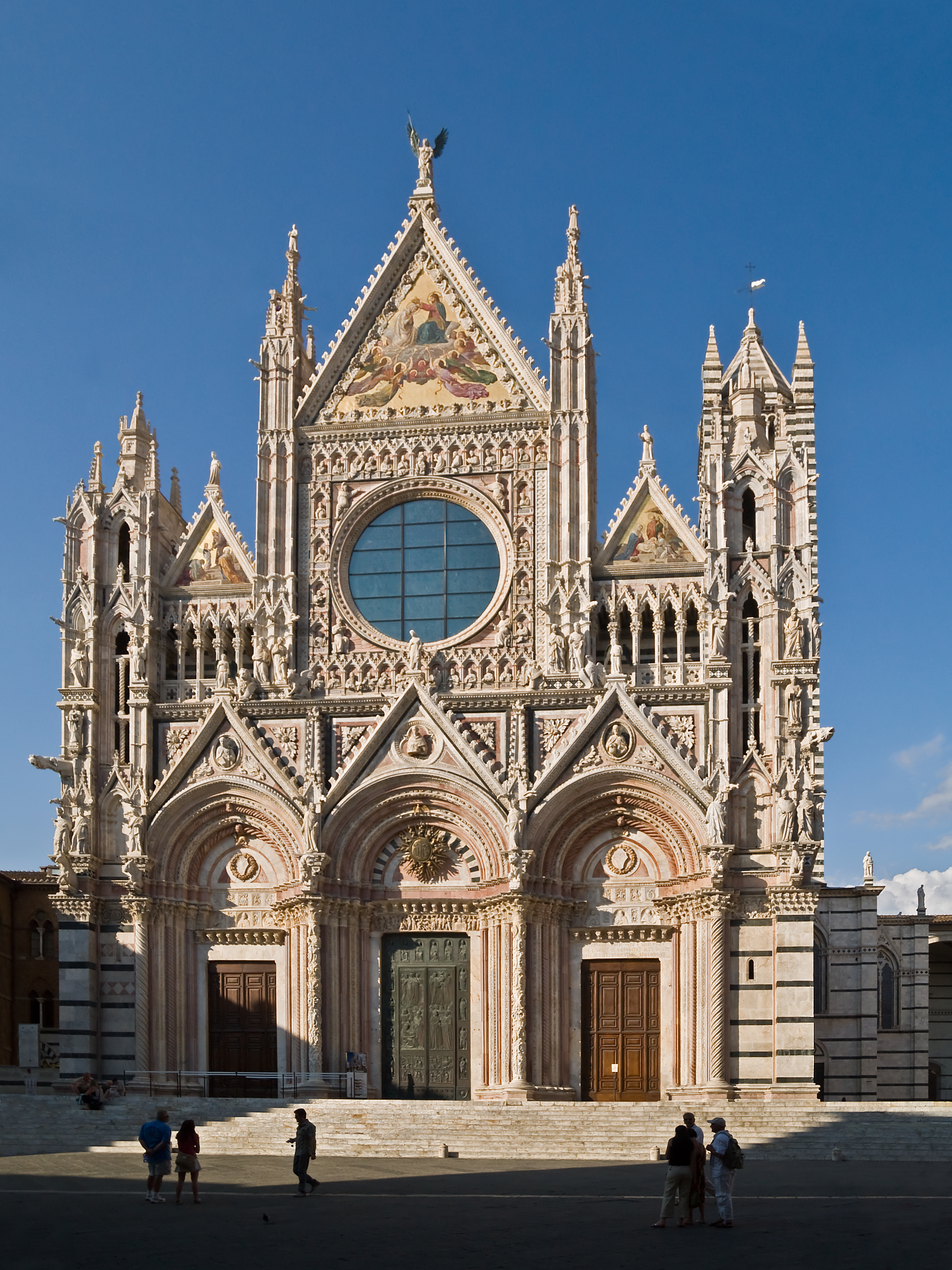
Façade ouest.

La façade, toute de marbre blanc avec quelques décorations en rouge de Sienne et serpentinite de Prato, peut être divisée en deux moitiés, inférieure et supérieure, se référant à deux phases de construction distinctes. La richesse de la décoration, principalement sculpturale, cache des irrégularités et des asymétries liées à la durée de la construction et au grand nombre des architectes et bâtisseurs qui se sont succédé sur le chantier.

#### Partie inférieure
La moitié inférieure, construite par Giovanni Pisano, se réfère au style de transition du roman au gothique. Il y travailla de 1284 à 1297, avant de s'éloigner soudainement de Sienne, probablement en raison de critiques de la municipalité pour gaspillage et désorganisation. Les trois portails (avec la conque, les lunettes et les pignons ) et les deux tours latérales remontent à cette période. Le portail central a un arc en plein cintre, tandis que les arcs latéraux sont légèrement ogivaux ; les feuillets sont ornés de fines colonnes torsadées, aux chapiteaux sculptés de feuillage. Ils soutiennent les archivoltes, également torsadées, avec des têtes de satyres en clés de voûte. Trois pignons surmontent les arcades. Ils sont décorés de feuilles rampantes et, au centre, portent des bustes, ajoutés seulement au XVIIe siècle. Sur le dessus, des statues représentent des anges et une statue de la Vierge, au-dessus de laquelle le grand oculus semble agir comme une auréole. Les tours latérales extérieures sont trapues et robustes, éclairées uniquement par des fenêtres élancées qui s'ouvrent dans les renfoncements et par des édicules nichés ornés de statues, gargouilles et couronnes gothiques.

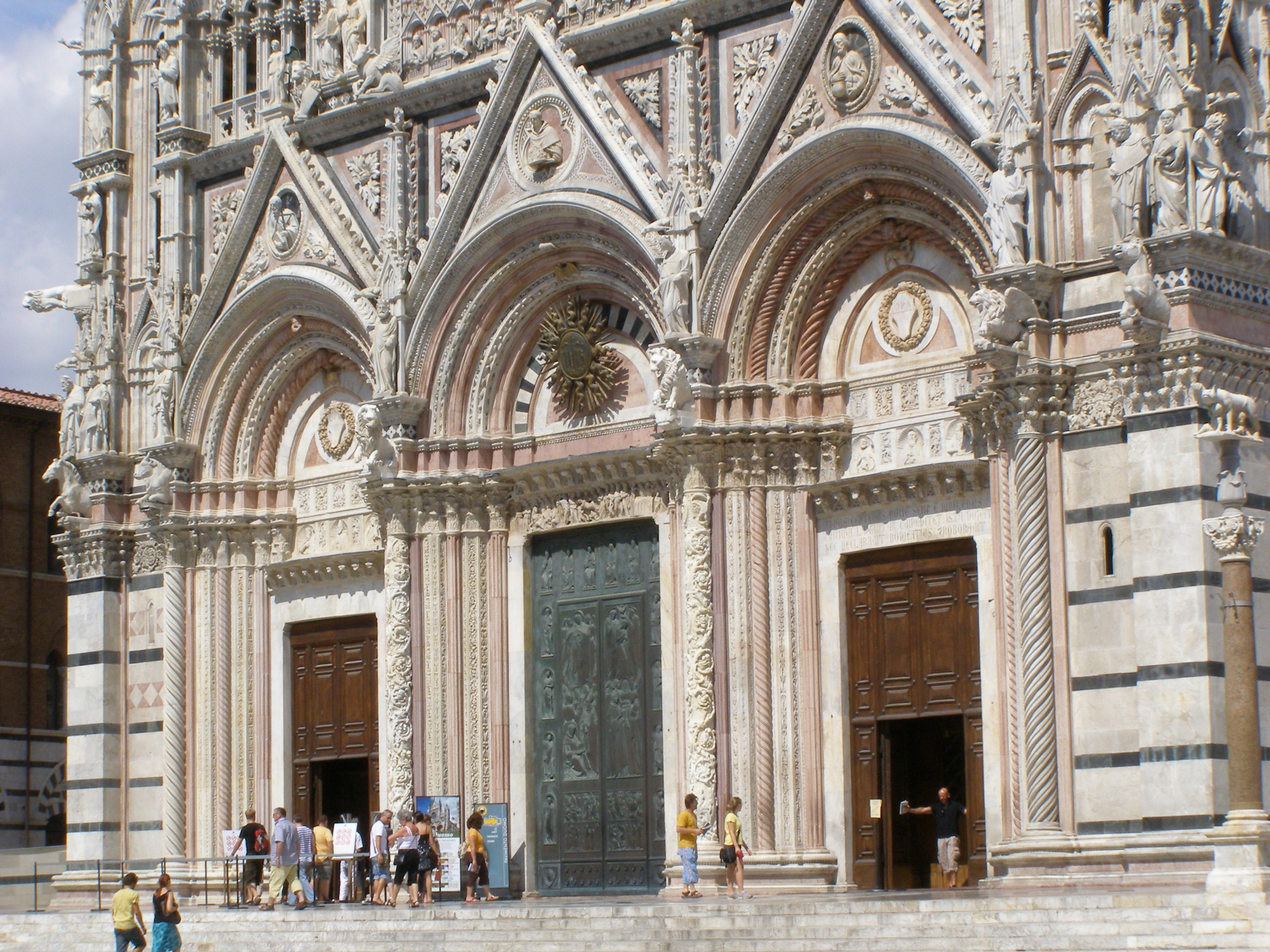
Partie inférieure de la façade, avec les trois portails.

Giovanni Pisano a également collaboré à la décoration sculpturale et a donné à la façade un surprenant cycle de statues gothiques,. Les quatorze figures humaines (huit sur la façade, trois sur le côté gauche de la façade et trois sur la droite) ont pour sujet des prophètes, des patriarches, des philosophes païens et des prophétesses, formant un unicum de la sculpture gothique italienne, car toutes les figures de ce programme iconographique précis annoncent la venue du Christ. Sur la façade figurent de gauche à droite le philosophe Platon, le prophète Habacuc, une Sibylle, le roi David, le roi Salomon, Moïse et Jésus de Sirach. Sur le côté gauche, nous trouvons une figure non identifiable, puis le prophète Isaïe et le devin Balaam, et sur le côté droit se trouvent Siméon, la prophétesse Marie de Moïse et le philosophe Aristote. Au-dessous de ces statues, on voit des figures animales, tandis que plus haut, entre la Vierge et les Anges et reposant sur l'architrave, se trouvent les représentations anthropomorphiques des quatre évangélistes. Toutes les statues sont des copies d'originaux conservés au Museo dell'Opera del Duomo. De Giovanni Pisano ou de son atelier sont également les statues des tours latérales, jusqu'au sommet.
Une exception à toute cette statuaire annonçant la venue du Christ est l'architrave avec des épisodes de la vie de la Vierge, placée au-dessus du portail central et sous la lunette, considérée comme une œuvre originale de Tino di Camaino, de la première ou deuxième décennie du XIVe siècle, et les bustes des bienheureux Siennois Giovanni Colombini, Ambrogio Sansedoni et Andrea Gallerani, sculptés dans les tympans des pignons par Tommaso Redi (années 1630).
Le trigramme en bronze du nom du Christ sur la lunette du portail central date du même siècle. La porte en bronze du portail central, due à Enrico Manfrini (1958), représente la Glorification de Marie.
Le parvis présente des incrustations de marbre similaires à celles du sol de la cathédrale. Aujourd'hui, ce sont des copies des exemplaires originaux du 1450 de Nastagio Gaspare, représentant des cérémonies d'ordination.

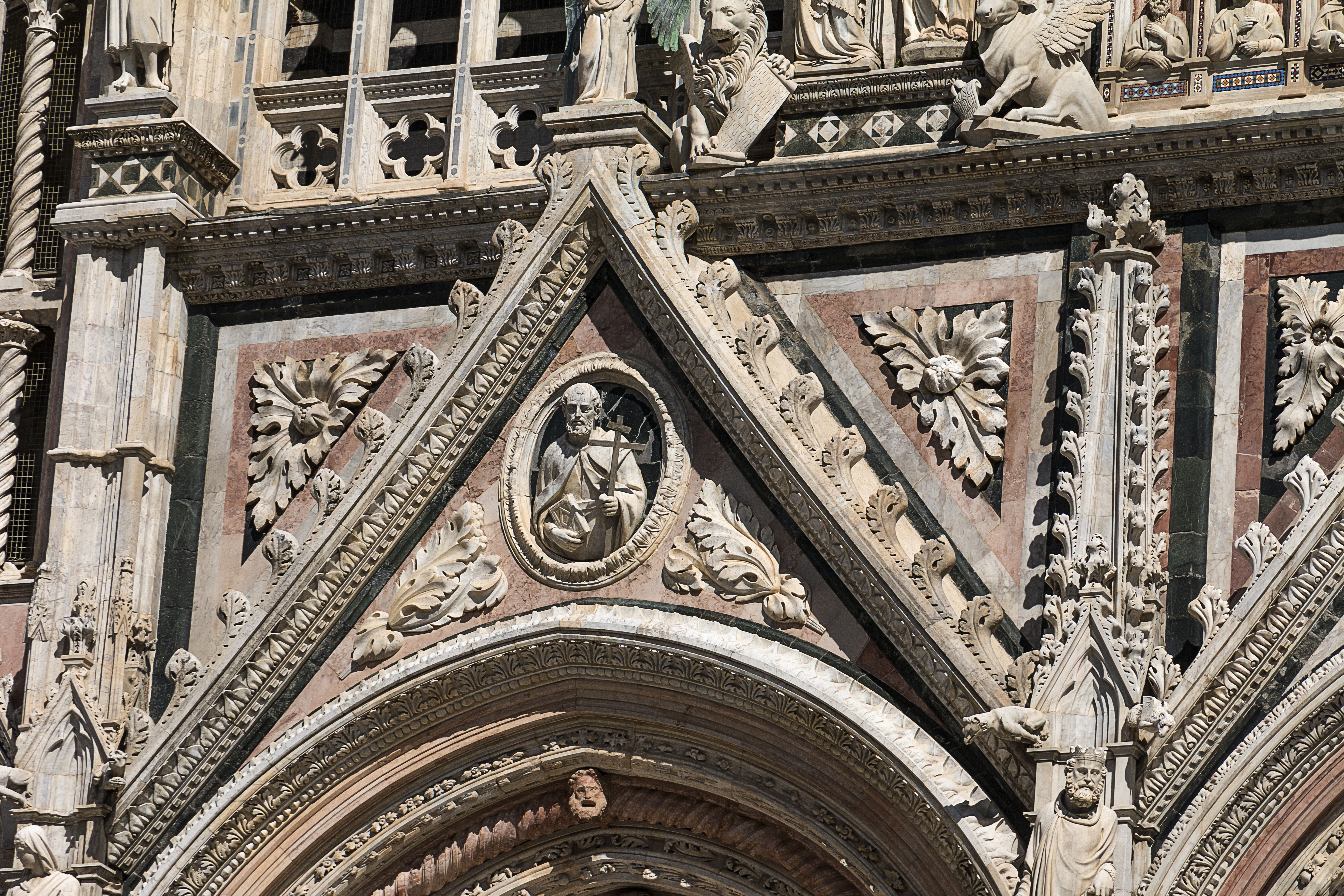
Pignon du portail de gauche.
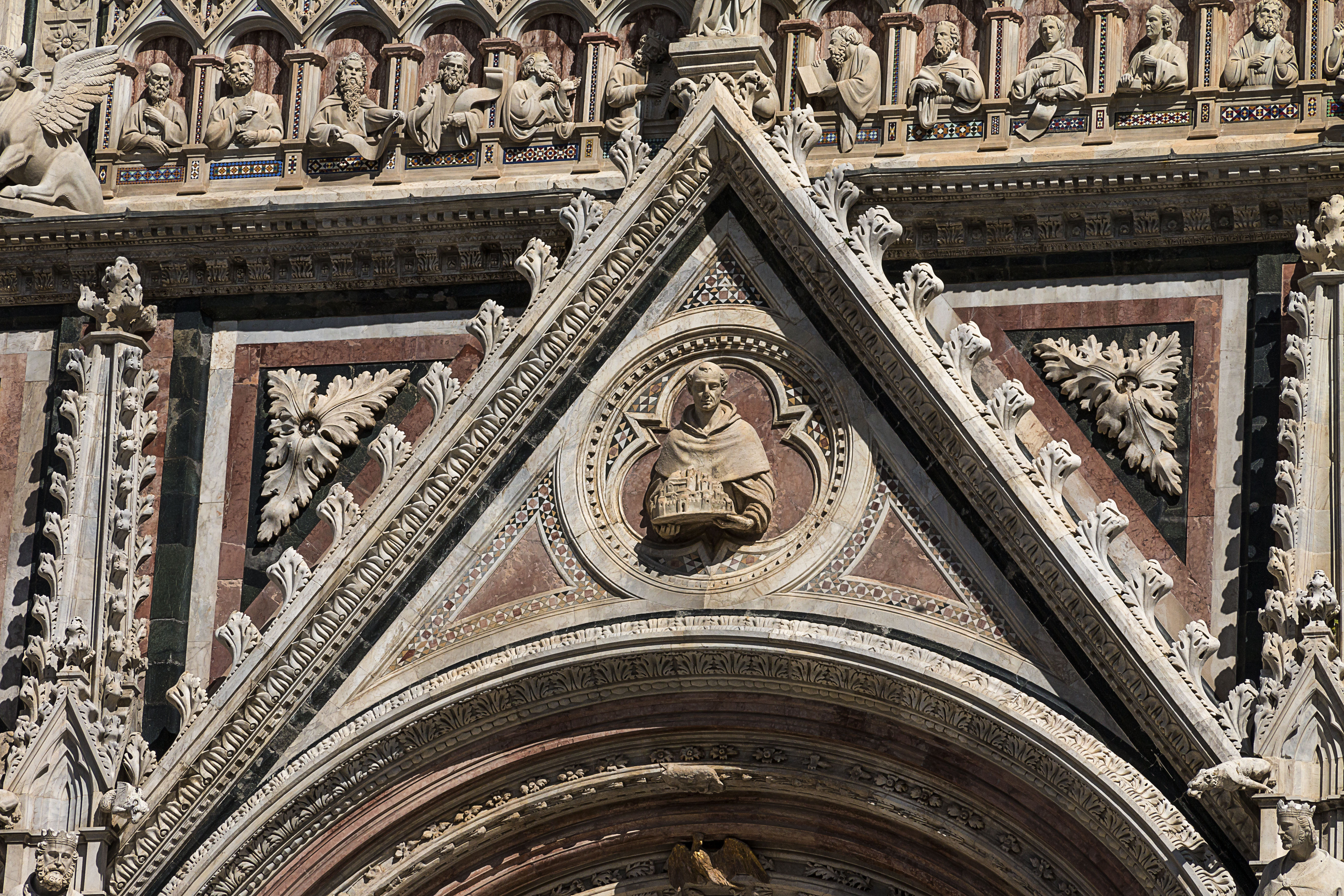
Pignon du portail central.
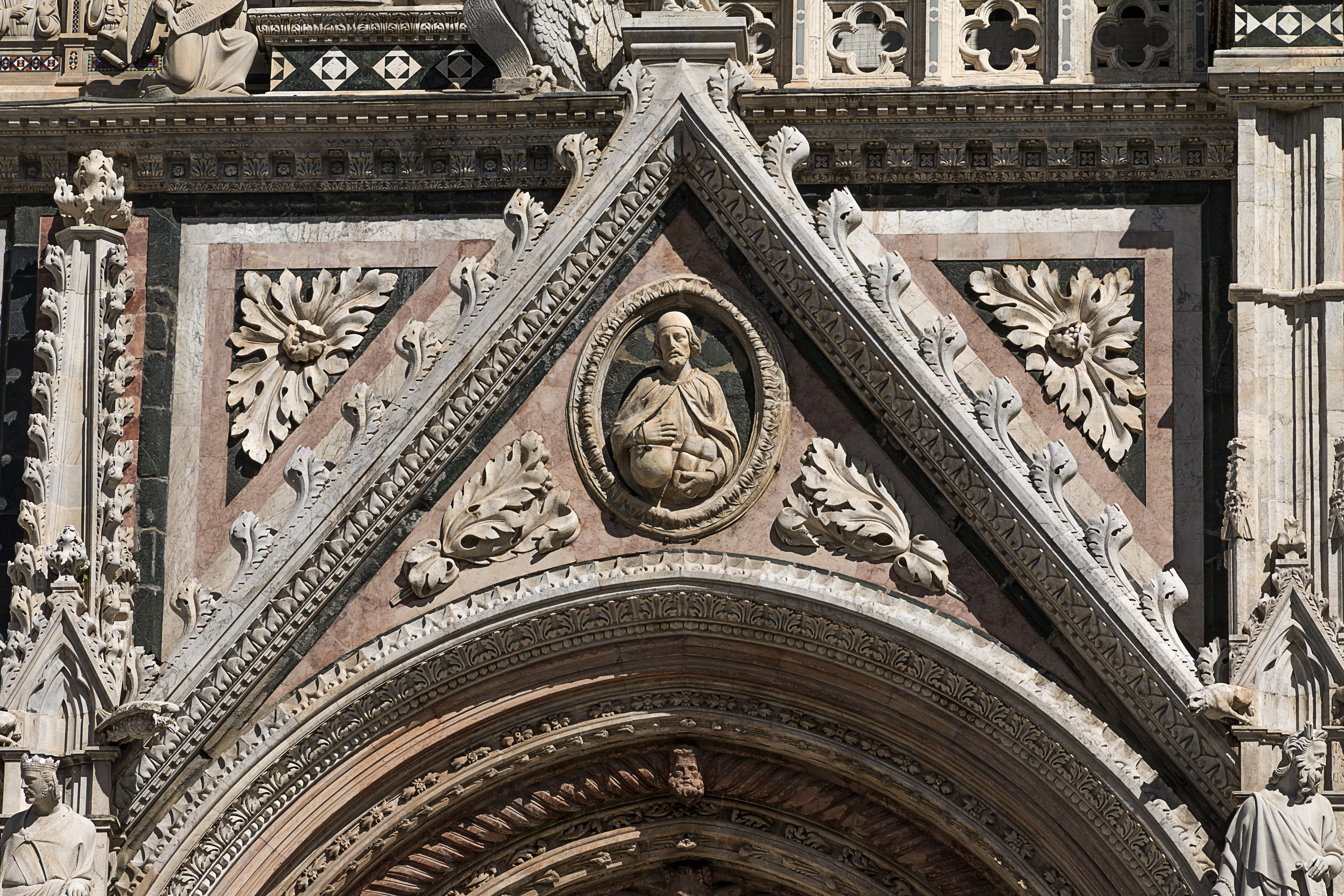
Pignon du portail de droite.

#### Partie supérieure

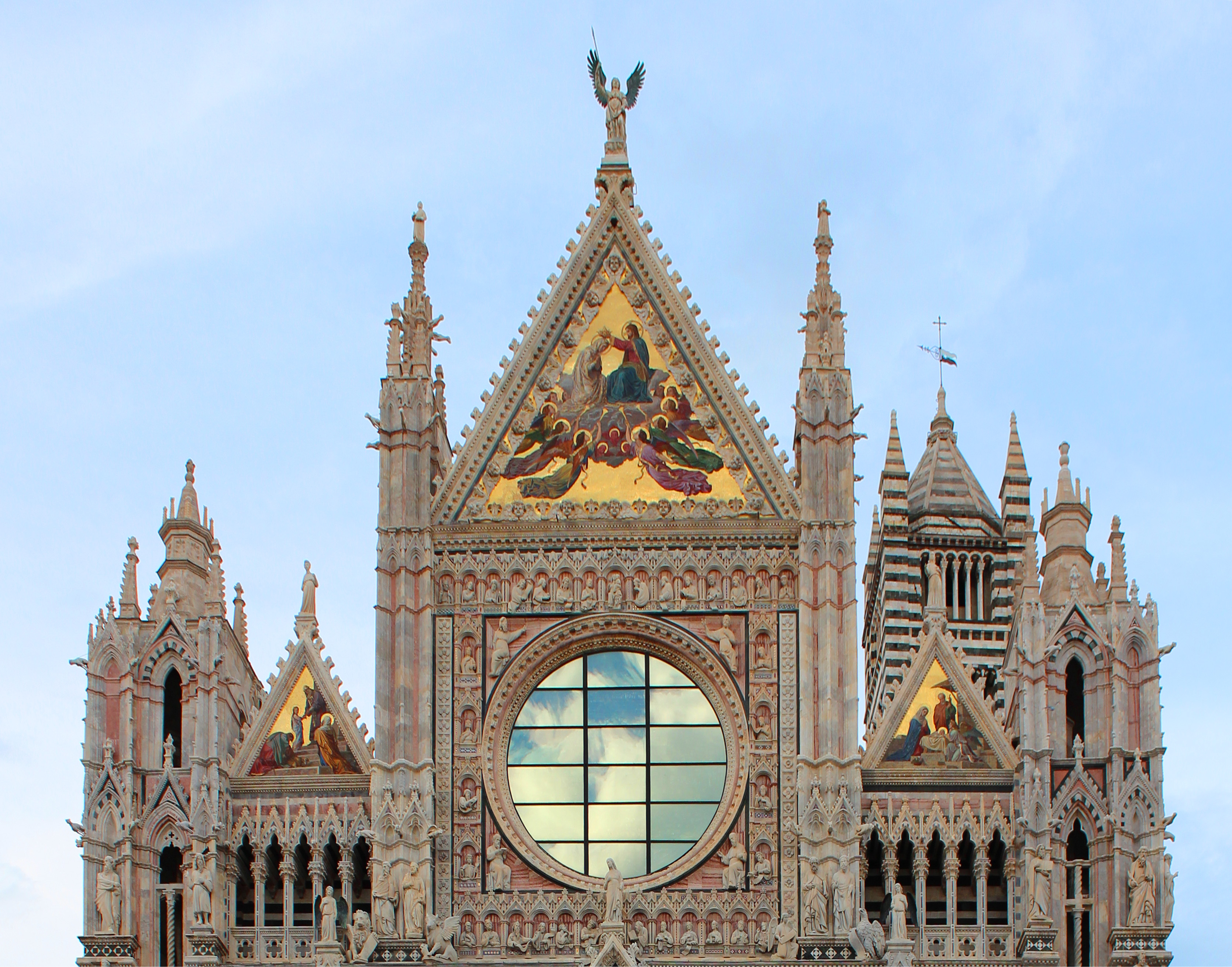
Partie supérieure de la façade.

La partie supérieure de la façade est l'œuvre de Camaino di Crescentino (père du plus célèbre Tino di Camaino), qui y travailla entre 1299 et 1317 environ. La paternité du projet a parfois été attribuée à Giovanni di Cecco, qui y aurait travaillé après 1376, sur la base d'un document qui parlait de travaux « sur la façade de la piazza del Duomo, logis de l'évêque », ce qu'on a considéré comme faisant référence à la façade de la cathédrale, plutôt qu'à la façade du palais épiscopal, situé sur la même place. La découverte d'un document de 1310 qui encourage la création d'une mosaïque pour le pinacle centrale et trois chroniques du XIVe siècle jusque-là ignorées, qui datent l'achèvement de la façade en 1317, ont clarifié cet aspect.

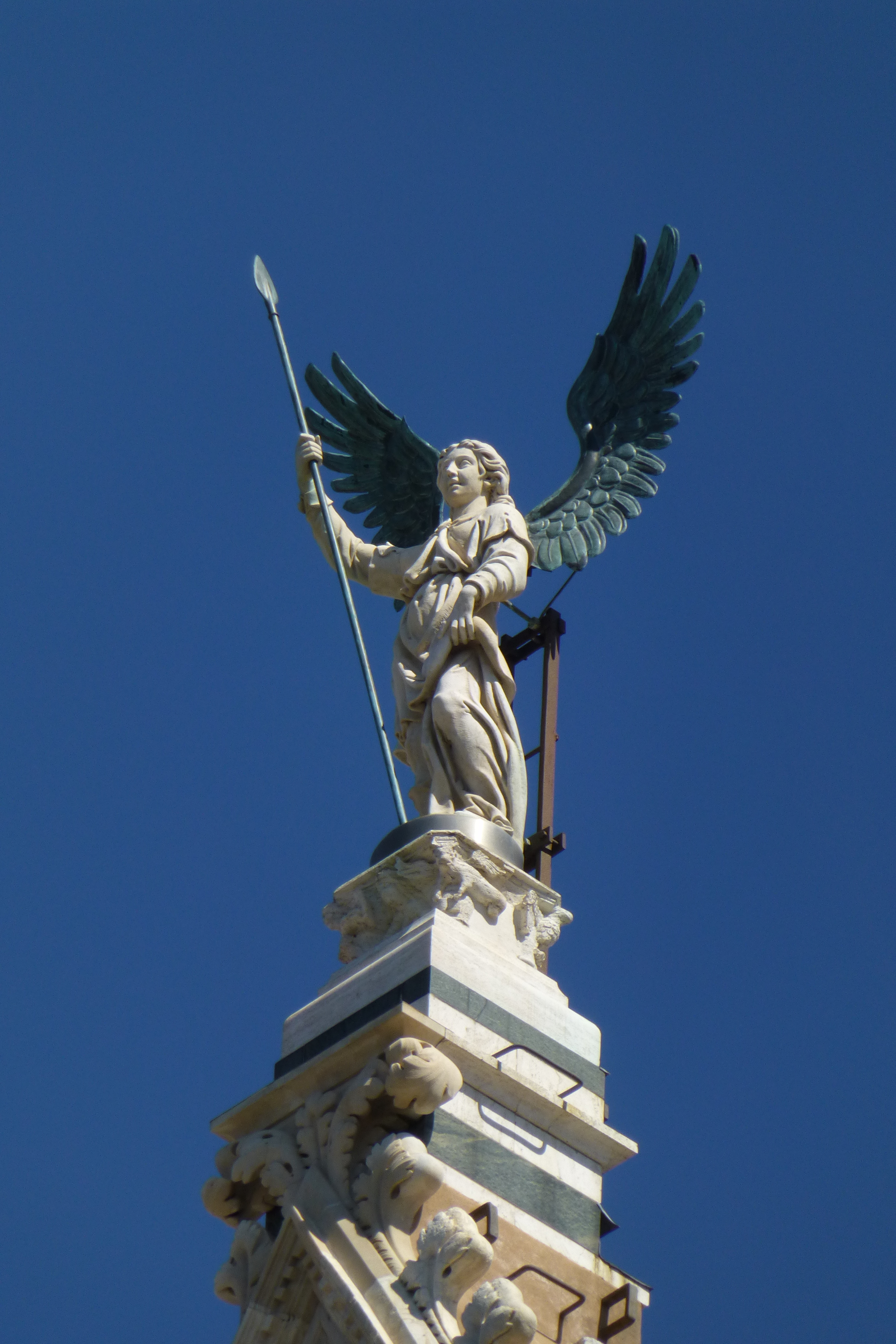
Statue de l'ange.

Camaino di Crescentino a donné à la façade son aspect triple actuel. Un bel oculus s'ouvre au centre, encadré par des niches gothiques contenant les bustes des apôtres et des prophètes qui rendent hommage à la Vierge et l'Enfant, identifiable dans la niche centrale supérieure (les originaux se trouvent au Museo dell'Opera del Duomo). Sur les côtés, deux piliers encadrent cette structure et se terminent en pinacles, puis en flèches très fines, accentuant l'élan ascendant du bâtiment. Sur le côté, il y a deux ordres de loggias, tandis que le tout est surmonté de trois pinacles dorés. Les trois mosaïques dorées, qui représentent de gauche à droite la Présentation de Marie au Temple, le Couronnement de la Vierge et la Nativité de Jésus, ont été réalisées à Venise en 1878, d'après un dessin d'Alessandro Franchi. L'oculus porte un vitrail de Pastorino dei Pastorini (milieu du XVIe siècle), représentant la Cène.
Dans l'ensemble, la façade supérieure est de style gothique fleuri. Vers les premières années du XIVe siècle, l'architecte siennois Lorenzo Maitani a commencé à travailler sur la façade de la cathédrale d'Orvieto, visiblement influencée par la façade supérieure siennoise. Cependant, comme ce style est appliqué à toute la façade plutôt qu'à la partie supérieure, la façade de la cathédrale d'Orvieto apparaît comme une version améliorée de la façade siennoise. Il n'est pas tout à fait clair lequel des deux fut le modèle de l'autre, mais les œuvres de Camaino di Crescentino ayant anticipé de quelques années celles de Lorenzo Maitani et la ville de Sienne ayant une plus grande influence que celle d'Orvieto, il est probable que c'est Sienne qui a servi de modèle à Orvieto, plutôt que l'inverse. Dans tous les cas, un défaut architectural est évident à Sienne, avec les piliers sur les côtés de la rosace qui ne coïncident pas avec ceux des côtés du portail médian, dans la moitié inférieure.

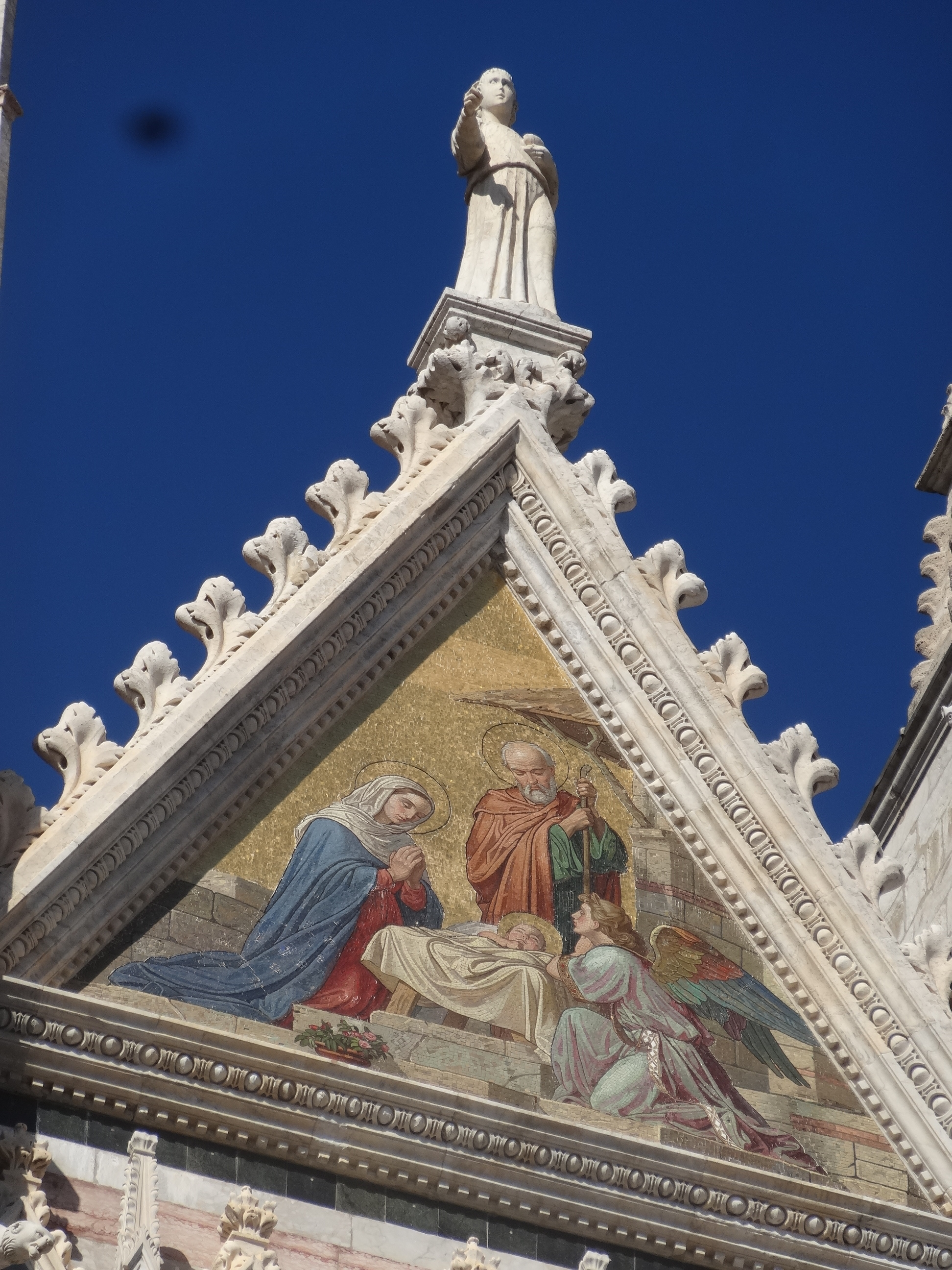
Nativité de Jésus.
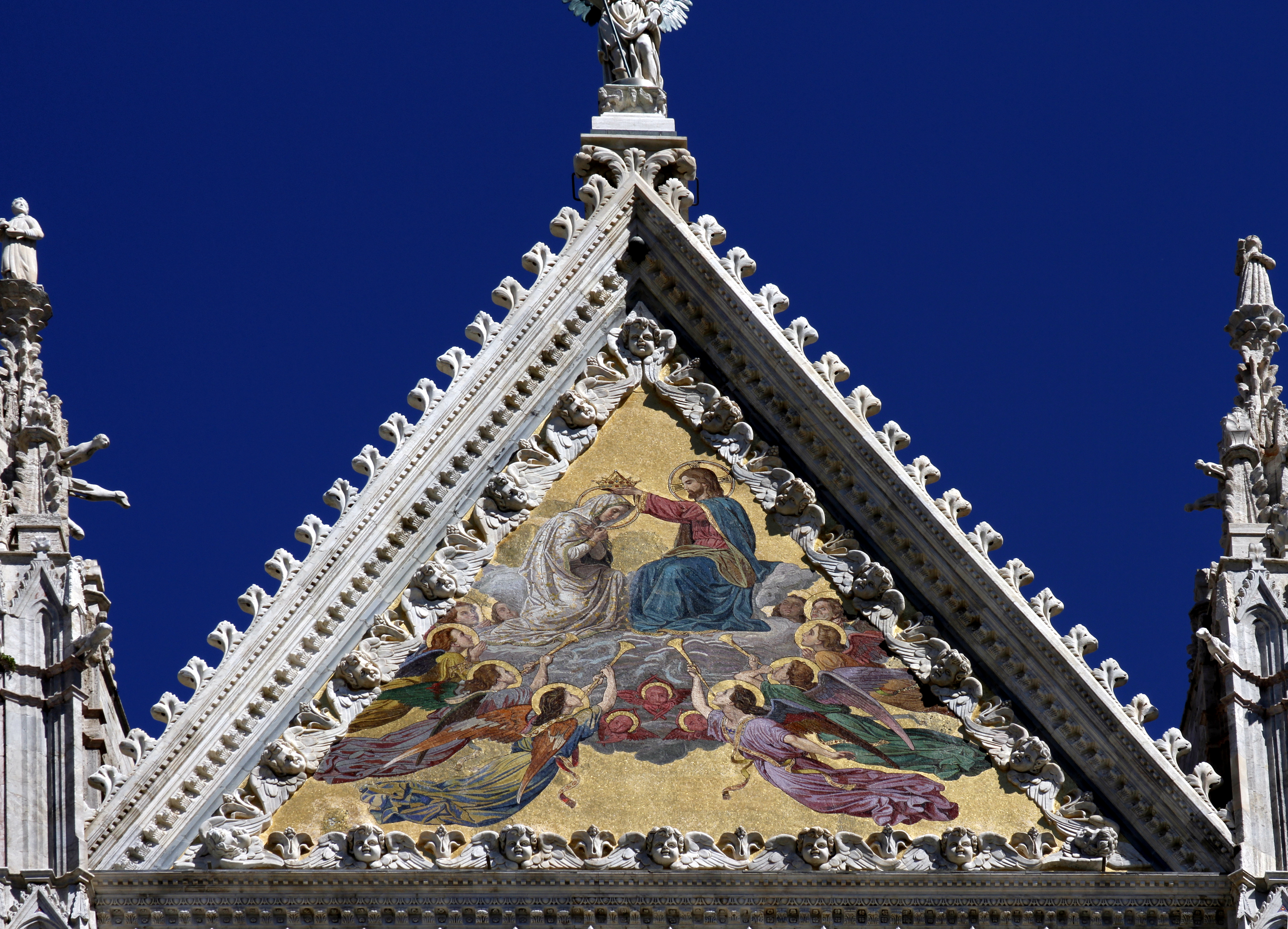
Couronnement de la Vierge.
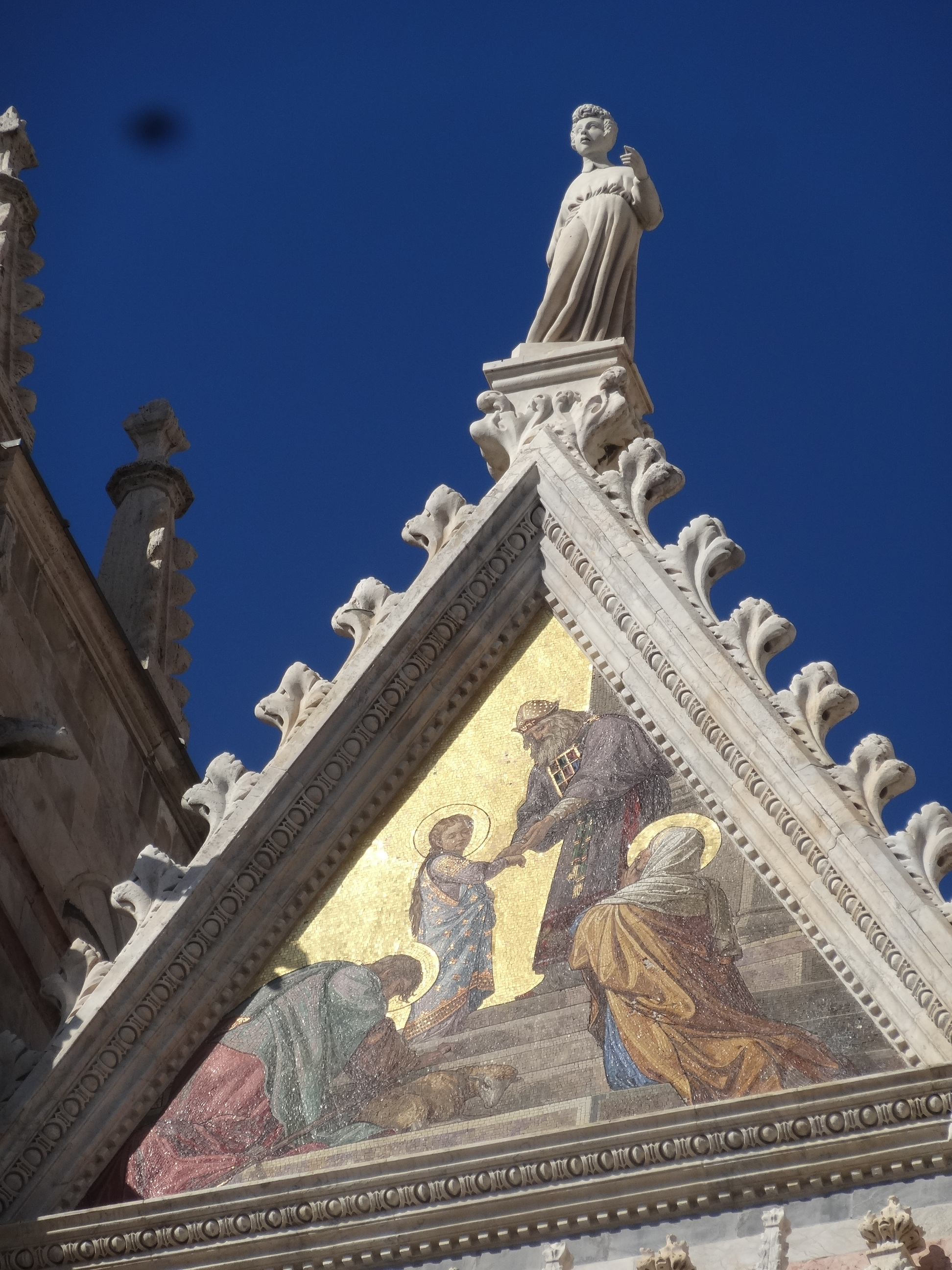
Présentation de Marie.

### Façade arrière: chœur et baptistère

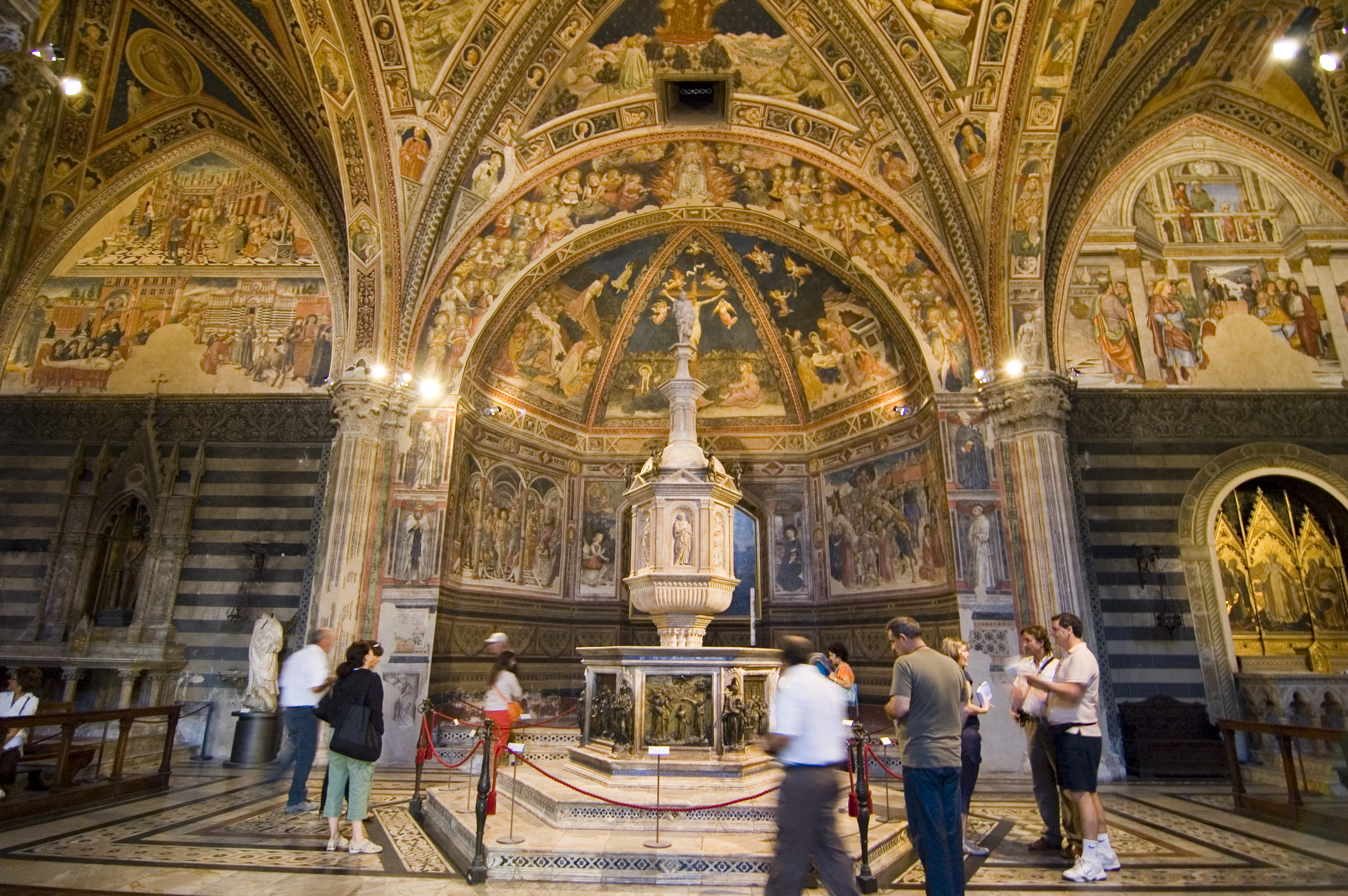
Fonts baptismaux et voûtes du baptistère.

L'extrémité arrière de la cathédrale, orientée au nord-est, a sa propre façade, qui forme également l'élévation du baptistère de San Giovanni,.

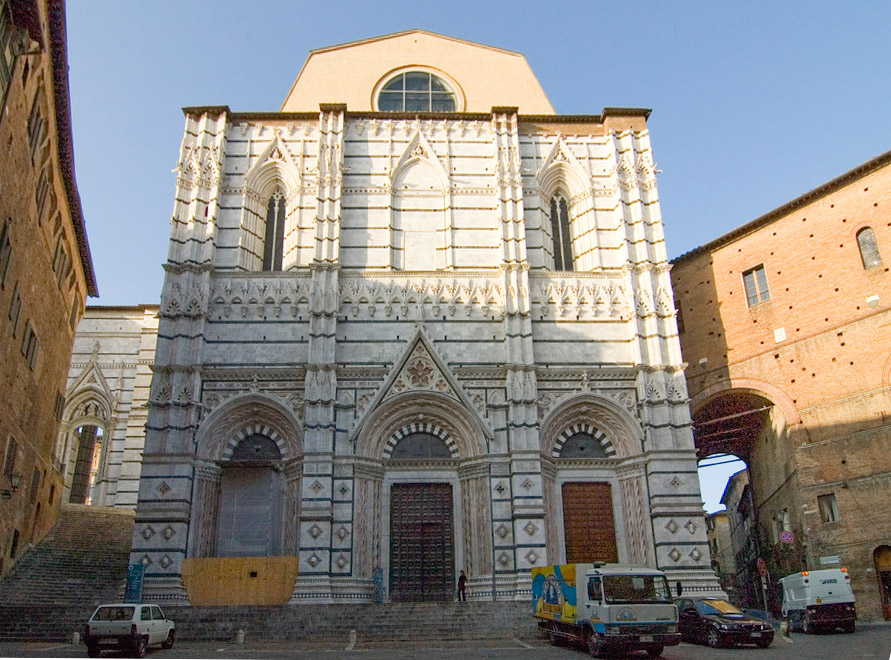
La façade arrière : baptistère au niveau inférieur, chœur de la cathédrale en élévation.

La façade est divisée en deux ordres superposés par une corniche décorée, avec un revêtement mural en bandes de marbre blanc et vert. L'ordre inférieur, correspondant au baptistère, présente trois portails ébrasés, dont chacun est surmonté d'une lunette au sixième fermée par une paroi de verre. L'ordre supérieur, correspondant au chœur de la cathédrale, présente une série d'arcs suspendus aveugles, dont chacun est couronné par un pignon ; au sommet, cependant, il y a trois fenêtres à meneaux ébrasés, également avec des pignons ; la fenêtre centrale a été fermée au XVIe siècle pour la construction de l'abside.
Le couronnement de la façade, resté inachevé, se caractérise par sa forme quadruple inclinée typique, avec une face de mur en plâtre orange. Au centre s'ouvre une rosace circulaire.

### Le dôme et les côtés

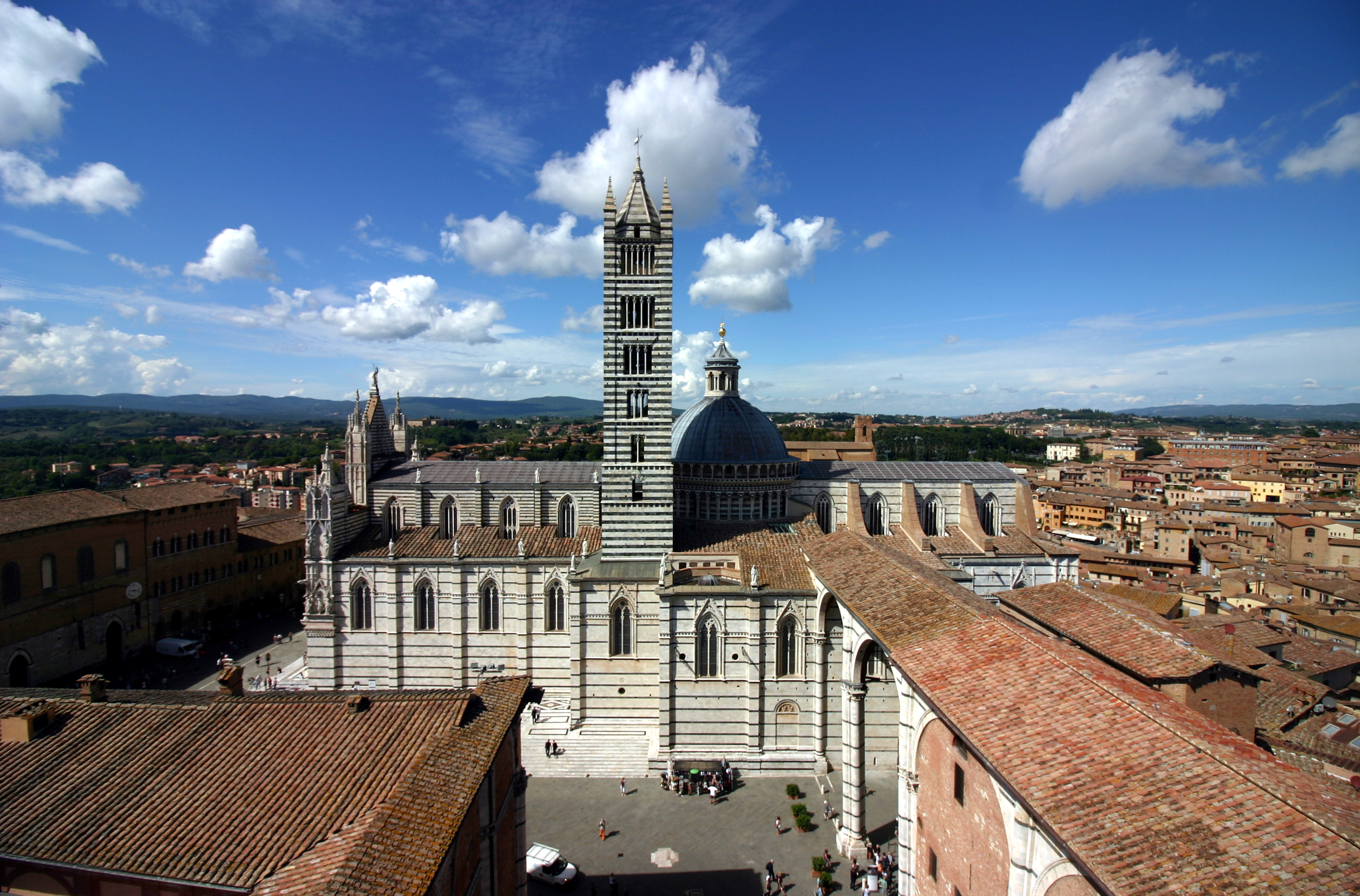
Le côté droit, le dôme et le campanile.

Le dôme, commencé en 1215, est caractérisé par deux ordres de loggias, l'un constitué de colonnes couplées élancées et d'arcs en ogive et l'autre de colonnes simples plus courtes et d'arcs surbaissés. L'hémisphère est constitué de briques et recouvert de plaques de plomb. Il a été achevé en 1263 avec la pose, au sommet, de la pomme de cuivre par Rosso Padellaio. Le sommet du dôme, cependant, a été reconstruit par Barna di Turino en 1385, avant la construction de la lanterne actuelle en 1667, pour une hauteur totale de 48 mètres.
La présence actuelle de bâtiments adossés au côté gauche de l'église implique que seule une rangée de fenêtres à lancette fermées dépasse de la nef de l'église. Le côté droit, en revanche, est resté libre, dominé par les bandes noires et blanches du parement, séparées par les contreforts des piliers des bas-côtés. Chacun est couronné par la statue d'un prophète, copies des originaux du XIVe siècle conservés au musée. Entre les piliers s'ouvrent quatre fenêtres de tabernacle gothique, similaires à celles de l'abbaye de San Galgano, avec des restaurations de 1898, réalisées sur un projet d'Agenore Socini. Sur la croisée, pourvue de cinq fenêtres à meneaux, s'ouvre la porte du Pardon (ou de la Gratitude), qui montre une Madone dans la lunette de Donatello (maintenant en copie, original au musée) et deux vantaux de bronze de Vico Consorti fondus à Florence par la fonderie artistique Ferdinando Marinelli (1946), avec des panneaux rappelant les consécrations de la ville à la Vierge.

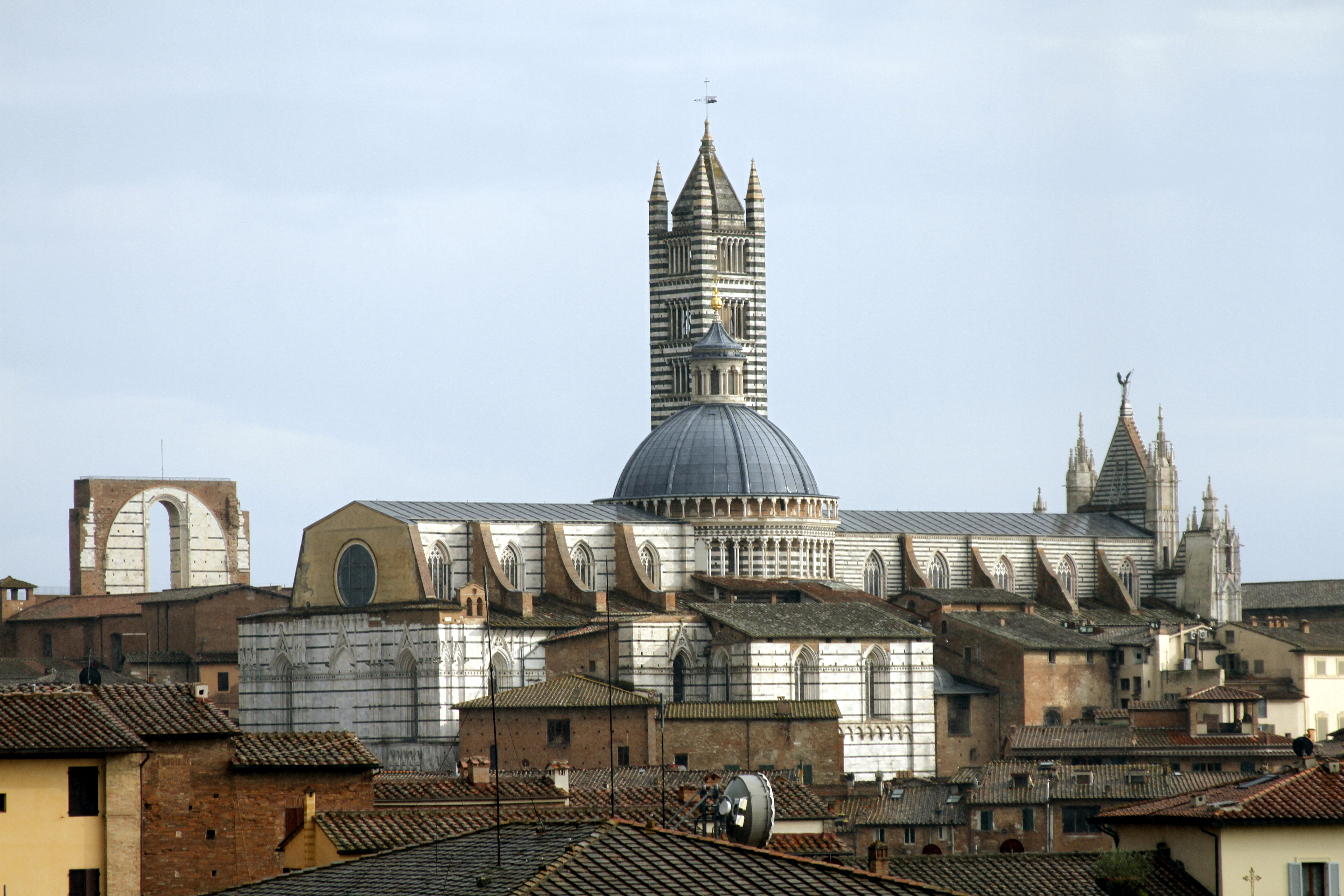
Le flanc gauche.
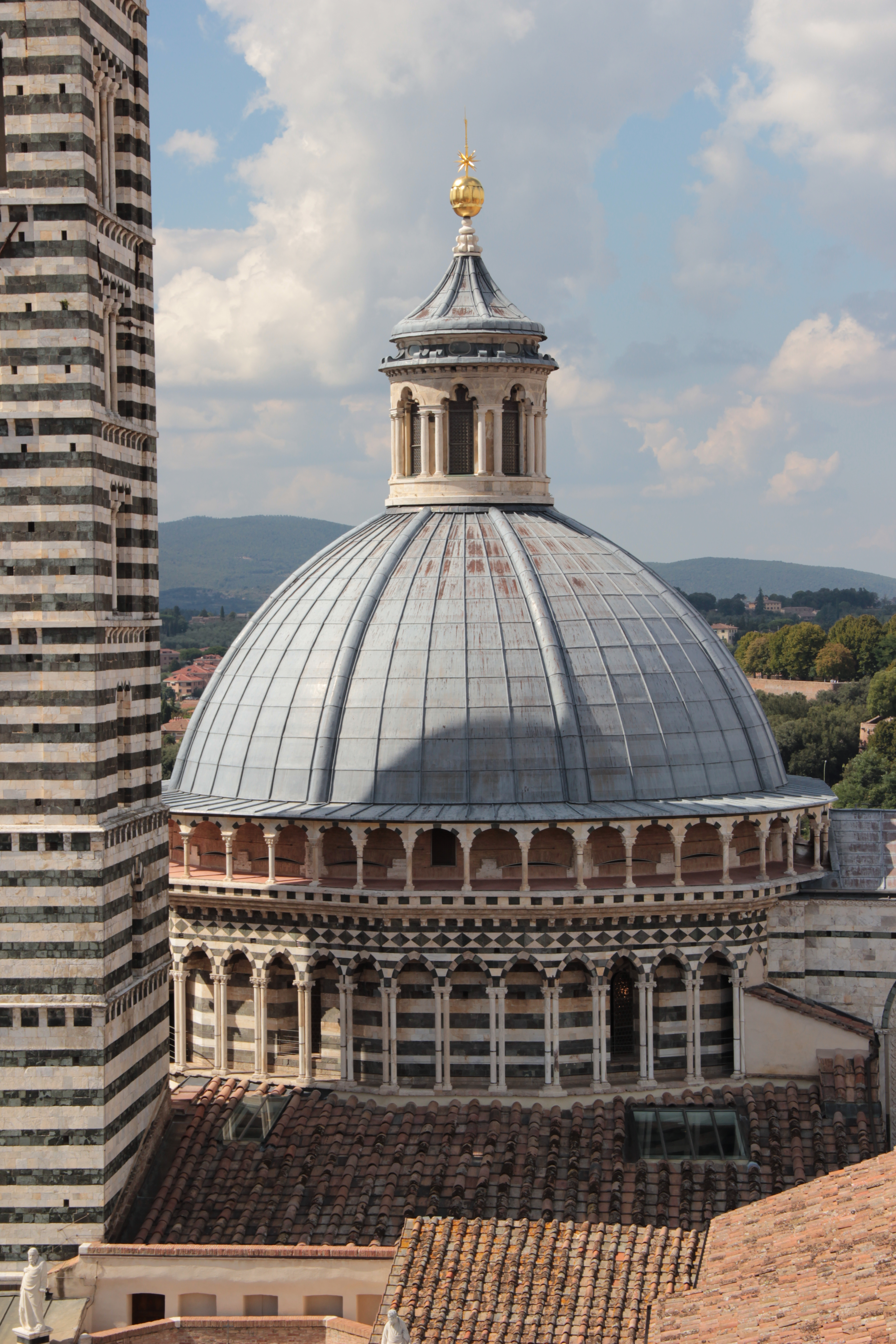
Le dôme.
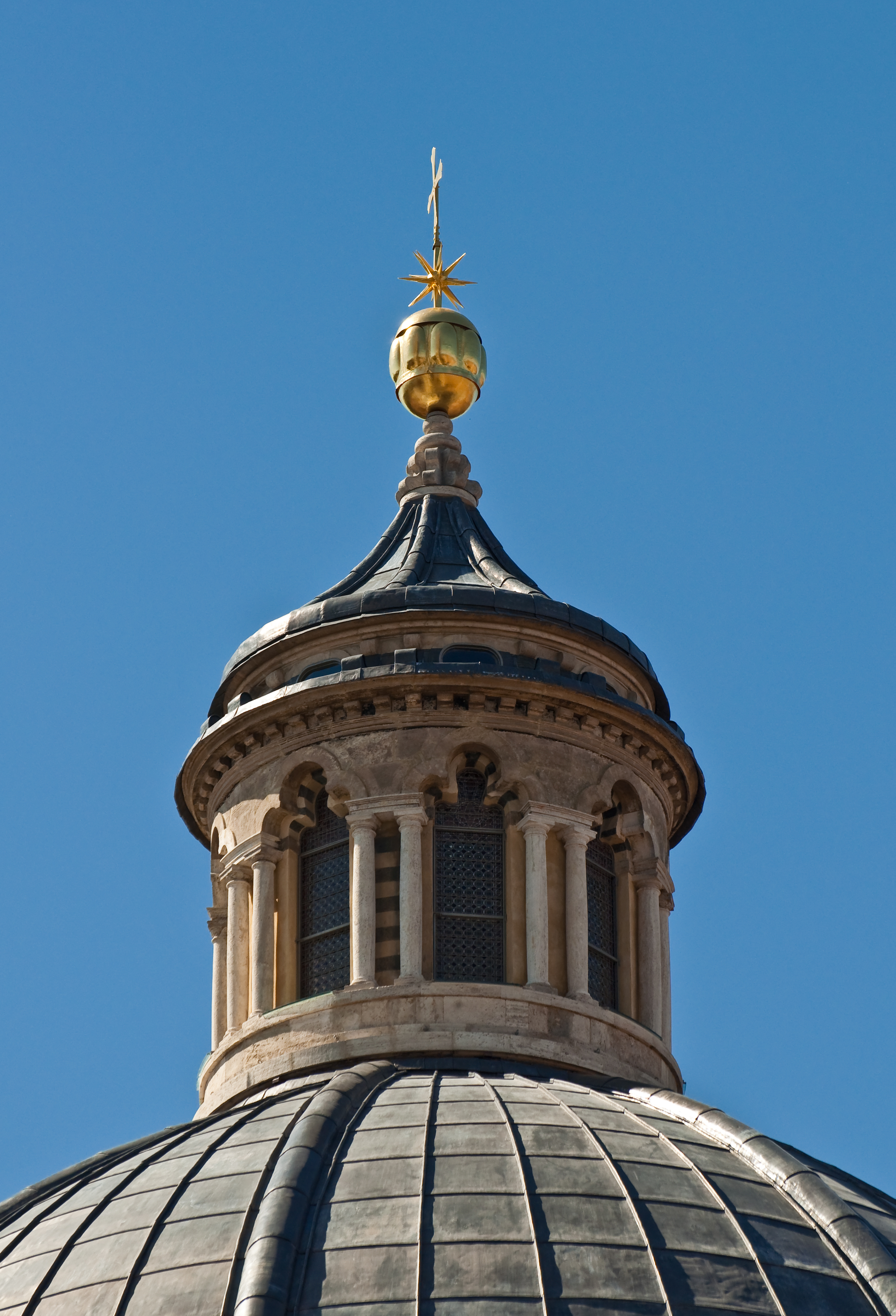
La lanterne du dôme.
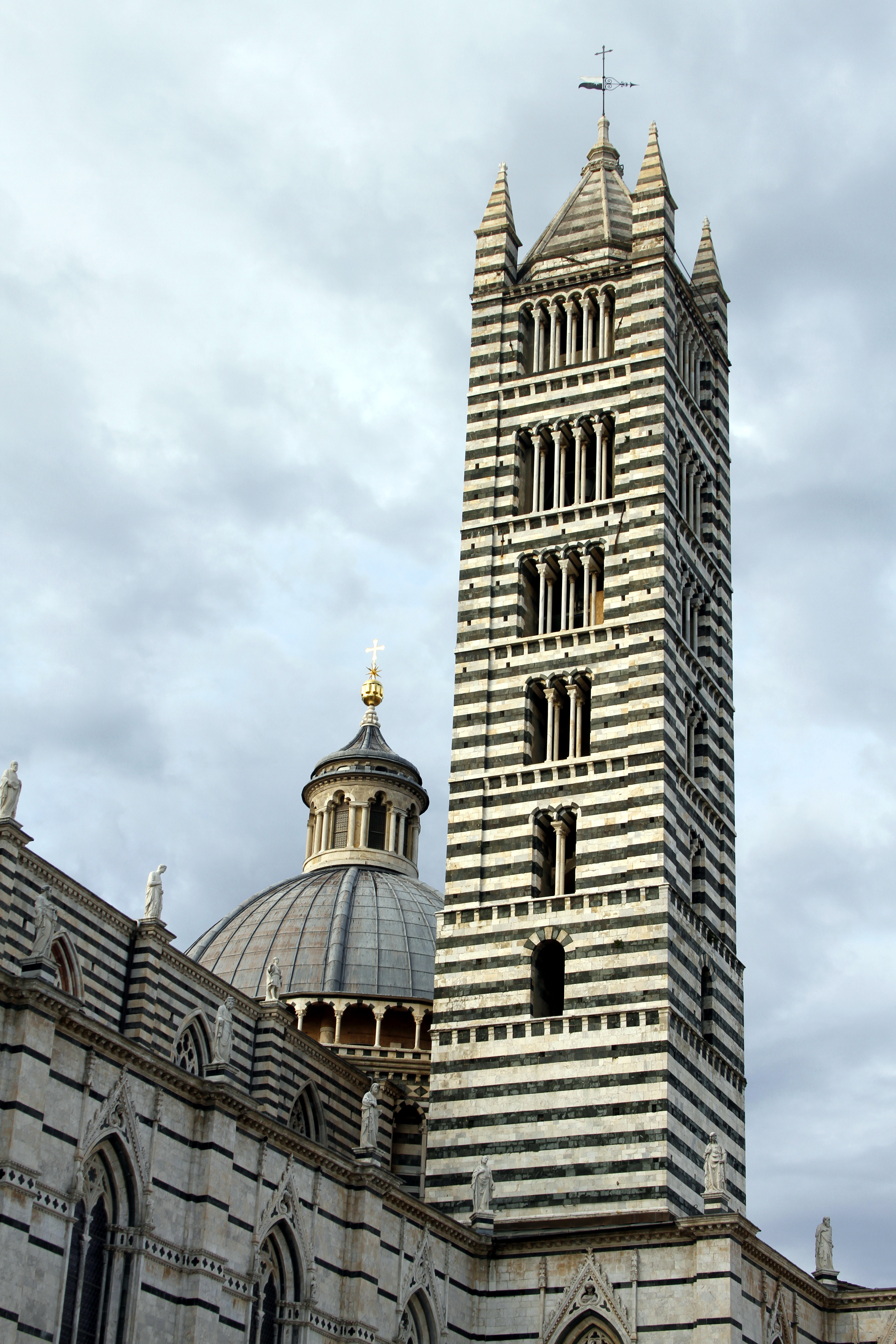
Le campanile.

### Le campanile
Le clocher ou campanile, également de style roman, présente des bandes de marbre blanc et vert (marbre de Prato), ainsi que six ordres de fenêtres qui, depuis le niveau inférieur à lancette unique, deviennent progressivement des hexaphores au dernier étage. Le campanile, achevé en 1313, atteint une hauteur de 77 mètres.

### LeDuomo Nuovoet leFacciatone

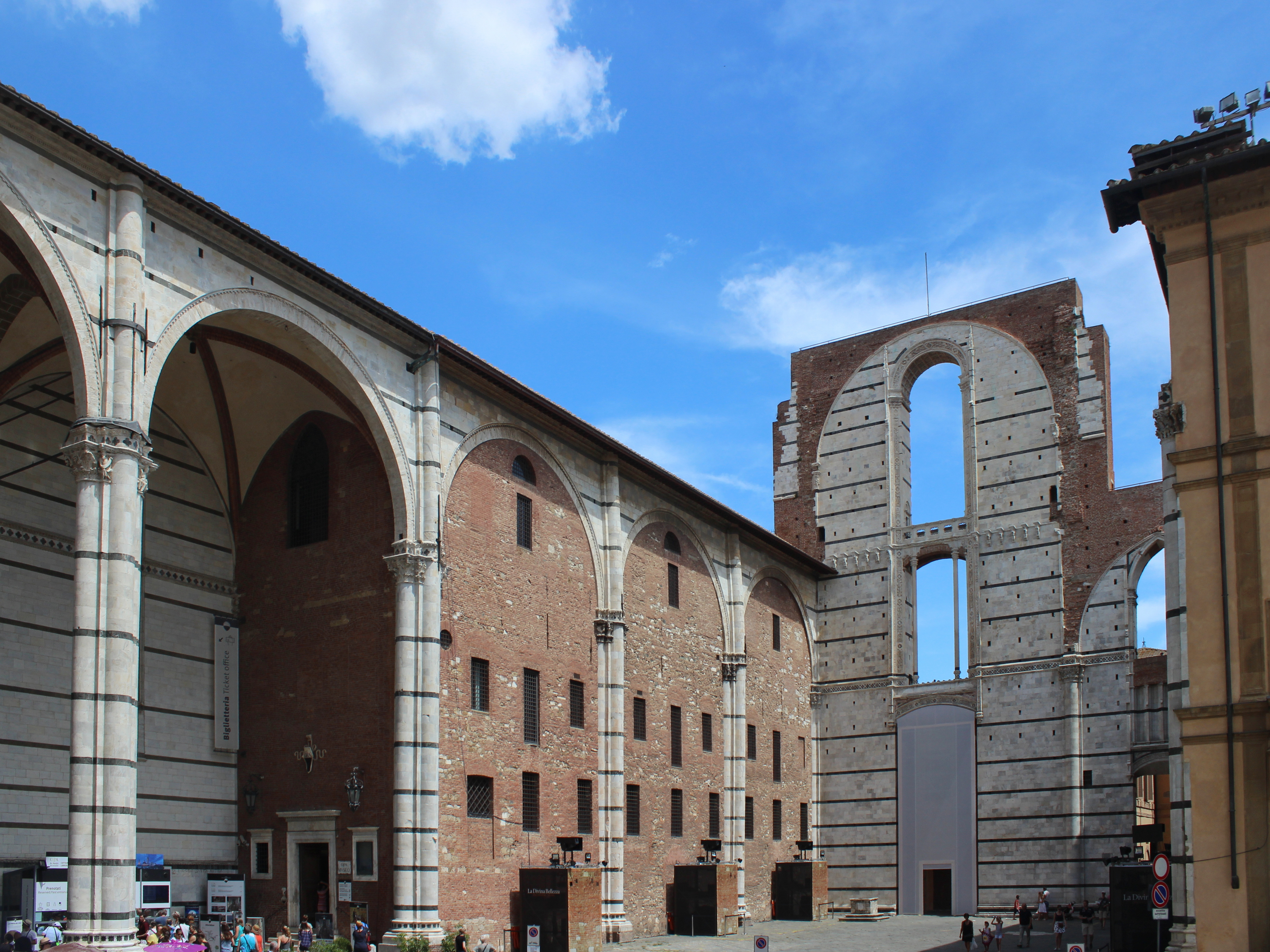
Le Duomo Nuovo et le Facciatone.

En 1339, il fut décidé d'agrandir la cathédrale, en faisant en sorte que l'église actuelle devienne le transept de la nouvelle. Le projet impliquait la construction de trois nouvelles nefs, dont la principale viendrait s'insérer dans l'église existante à la hauteur du dôme ; en outre, une grande abside semi-circulaire avec chapelles déambulatoires et rayonnantes devait être construite au nord. En raison de divers événements imprévus et de la peste de 1348, les travaux furent interrompus en 1357. Les bâtiments inachevés que nous voyons aujourd'hui sont appelés « la nouvelle cathédrale » (Duomo Nuovo). La nouvelle façade, réduite à sa structure, est communément appelé le Facciatone. Aujourd'hui, la nef droite, avec ses cinq baies, abrite le Museo dell'Opera del Duomo. Sur le côté gauche, on peut voir trois arches achevées, avec de grandes fenêtres, où le Palais Royal a pris la place.
Le Facciatone est attribué à Giovanni d'Agostino, à qui l'on doit aussi le portail latéral à pinacle ogival de 1345, ouvert sur les marches de la piazza San Giovanni. Dans la lunette, la Bénédiction du Rédempteur est un moulage qui remplace l'original exposé au musée de l'Œuvre.

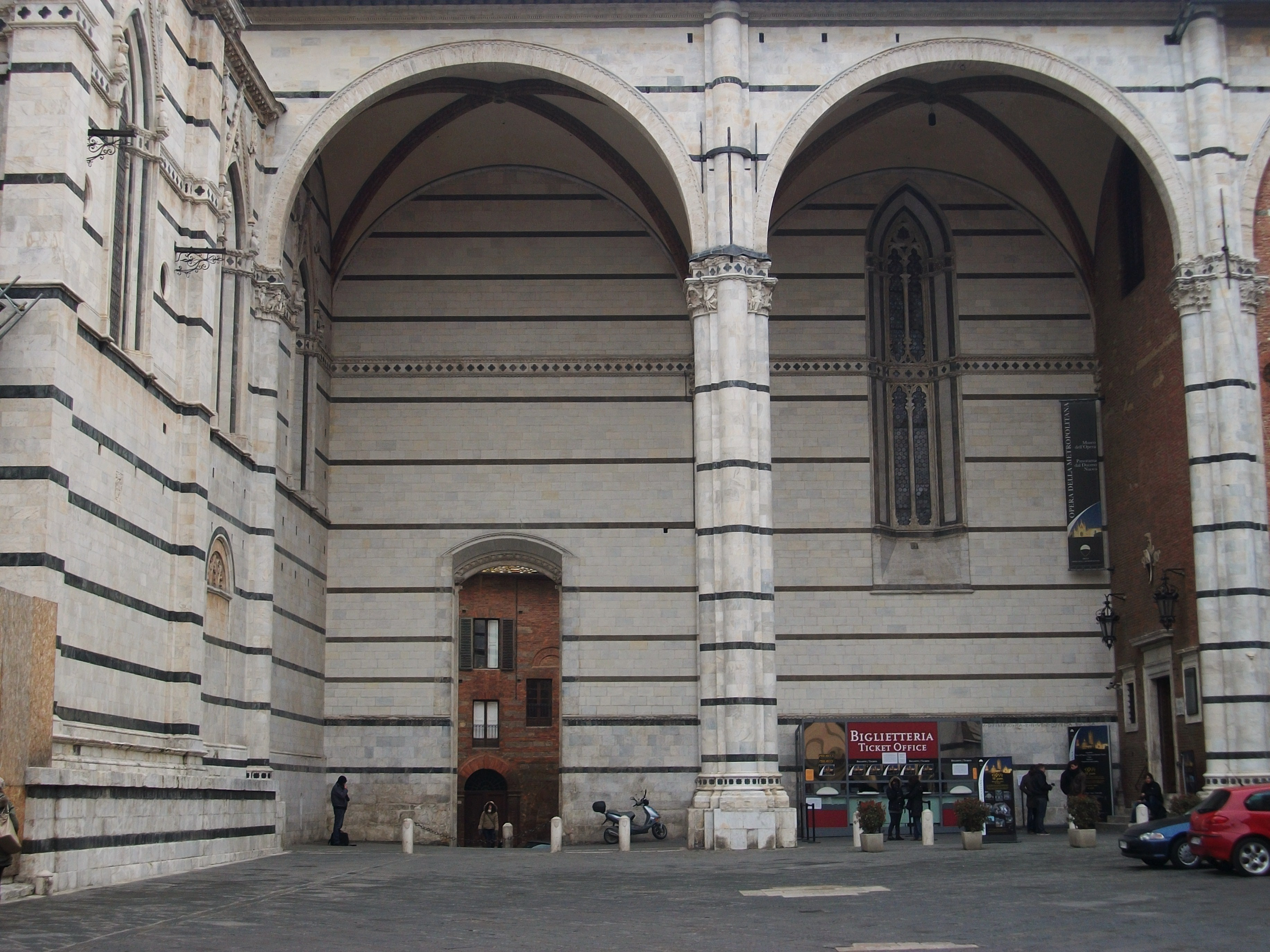
Quatrième et cinquième travées du bas-côté droit.
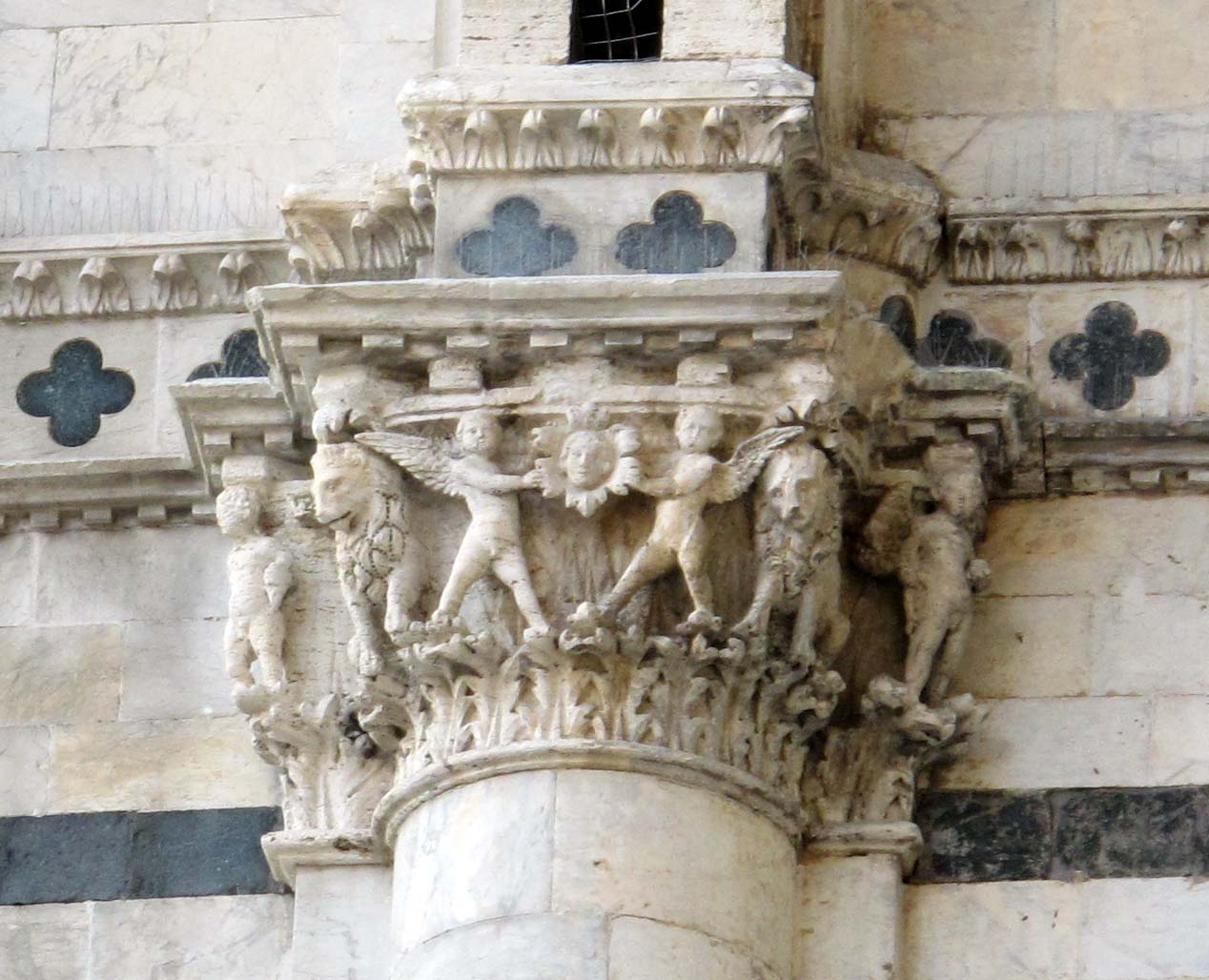
Chapiteau sculpté.
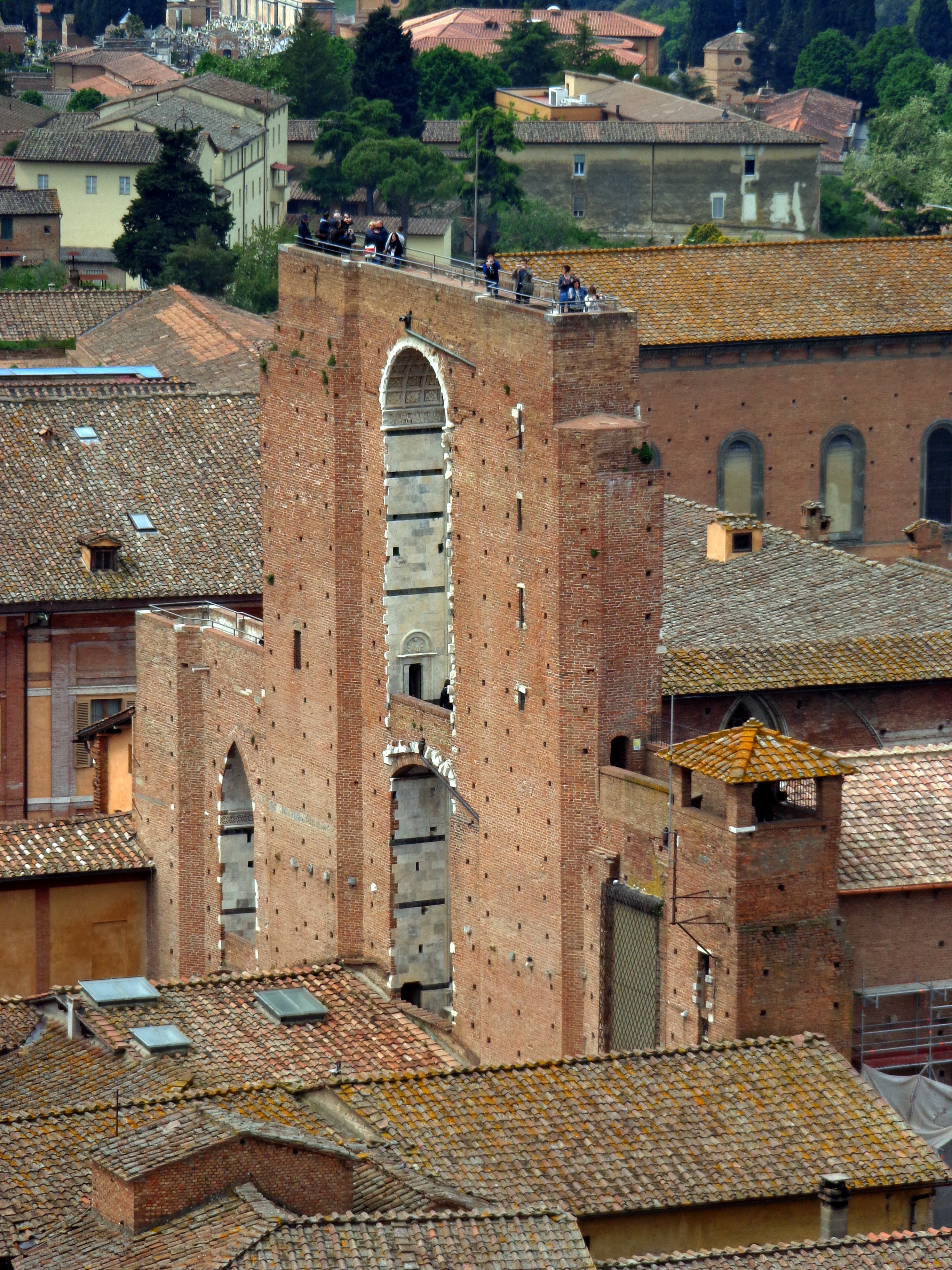
Extérieur du Facciatone.
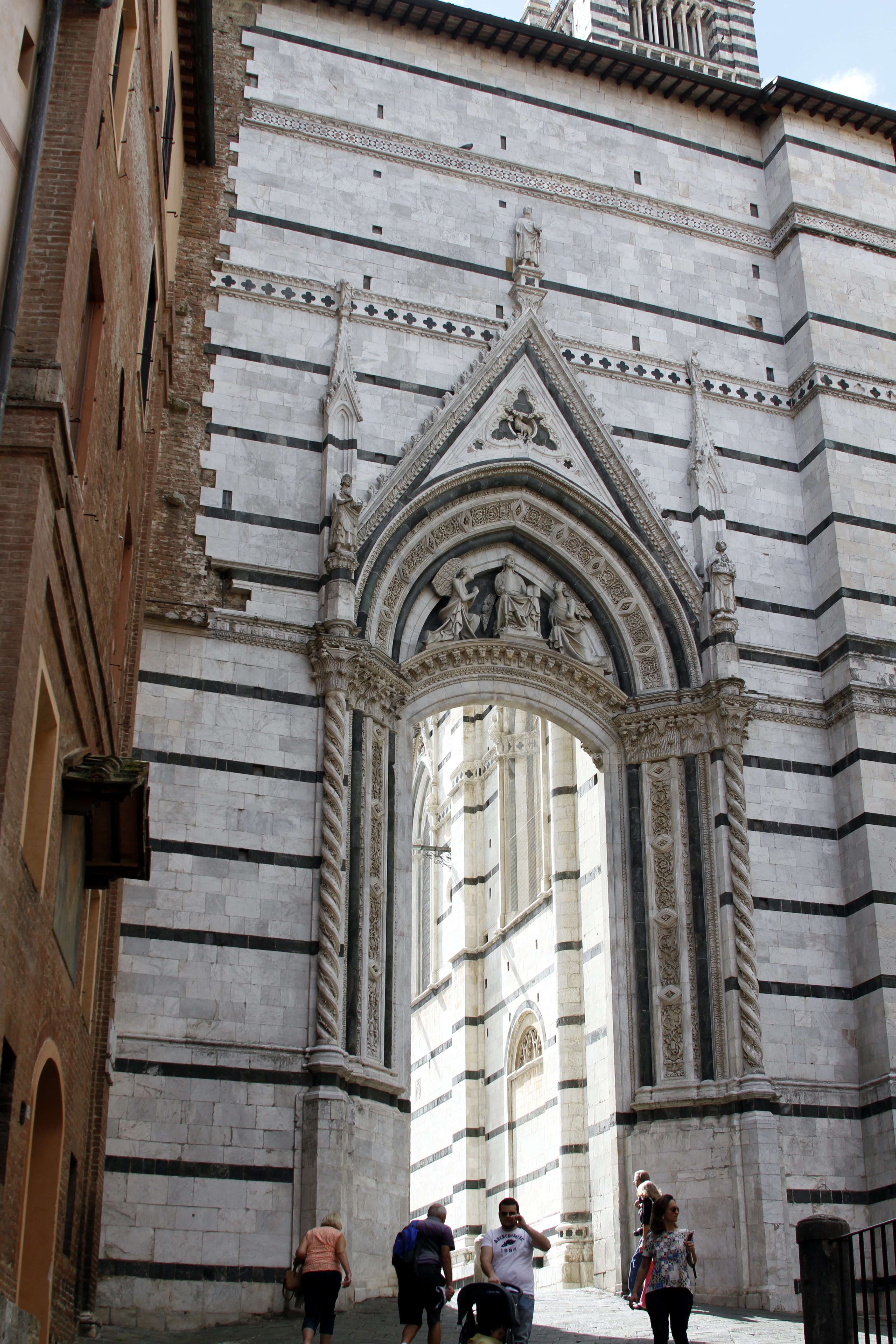
Portail latéral.
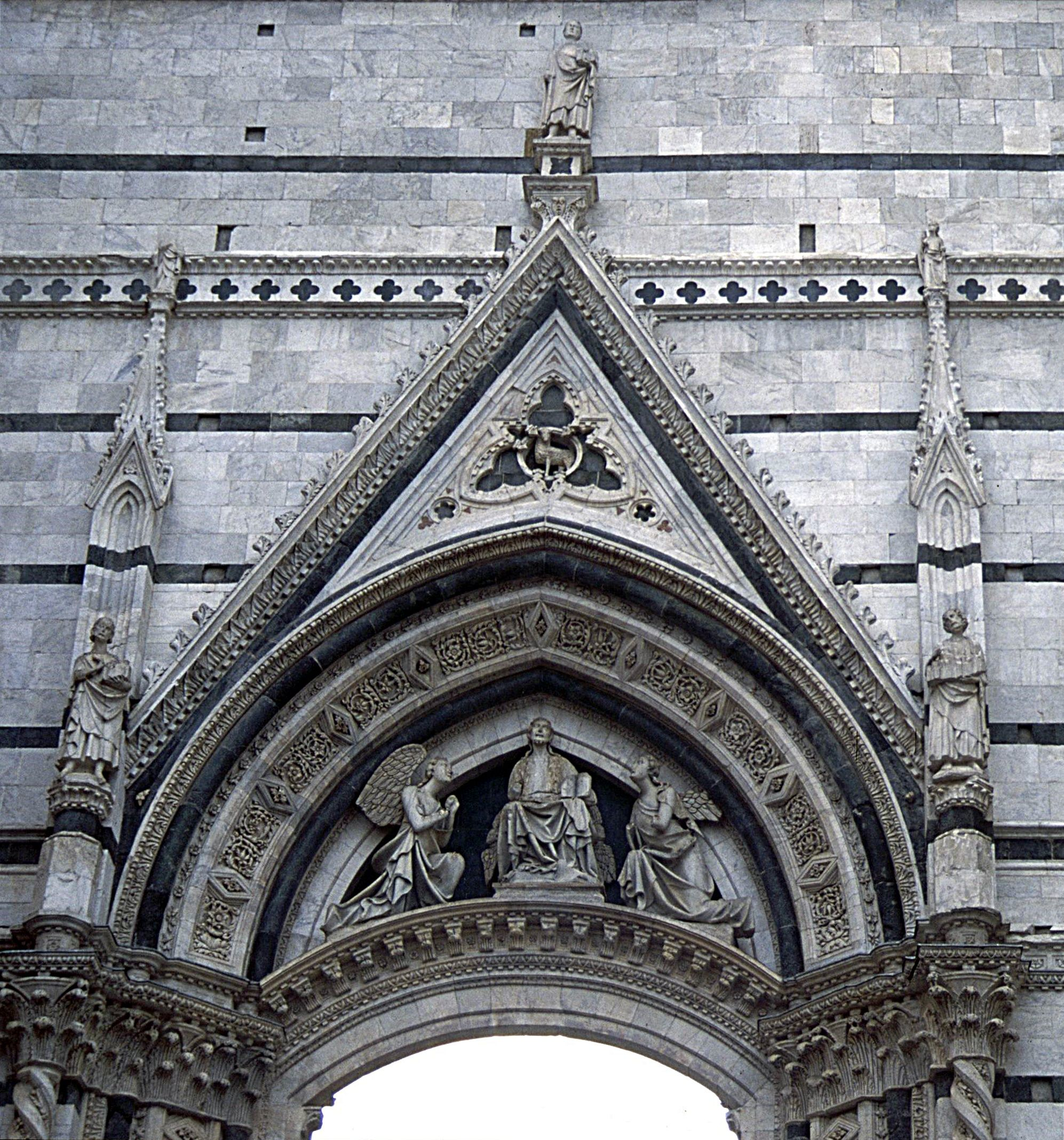
Lunette du portail.

## Intérieur

### Le pavement de marqueterie

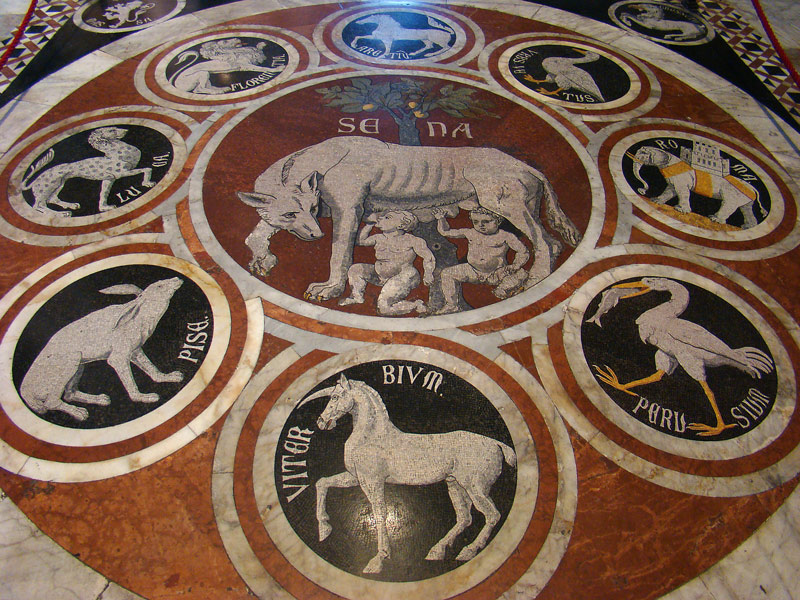
La Louve siennoise (1373).

Le pavement intérieur du Duomo de Sienne constitue une œuvre exceptionnelle, qui couvre tout le sol de la cathédrale. L'ensemble des panneaux n'est visible en totalité que peu de temps dans l'année, certains restant visibles de manière permanente, d'autres restant protégés par recouvrement.
Le pavement, d'une surface de 3 000 m2, comporte  37 marqueteries de marbre sur 56 panneaux, représentant les Sibylles, les Vertus et des allégories de l'Ancien Testament. Il a nécessité le travail de plus de quarante artistes entre les XIVe et XVIe siècles. Une campagne importante de restaurations a été menée à la fin du XXe siècle.
Les techniques

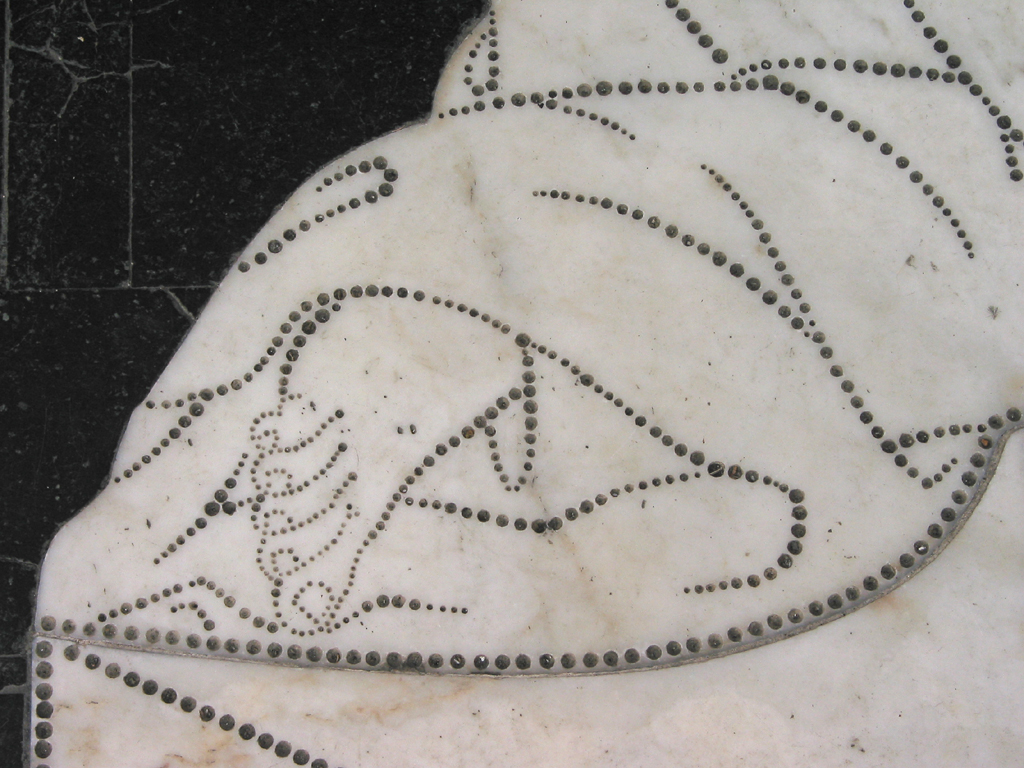
Détail des incrustations de niellage.

La technique des artistes des premiers panneaux était celle de la gravure dans le marbre noir par des trous et des lignes remplis d'un niellage de bitume, puis de la marqueterie de minéraux de couleur blanche, verte, rouge ou bleue.
Les artistes
Parmi les premiers panneaux figurent La Roue de la Fortune, posée en 1372 et La Lupa senese con i simboli della città alleate, avec les emblèmes de la cité (au centre, la louve siennoise), de 1373. Ces pavements ont été restaurés en 1864.
Les Quatre Vertus cardinales (Tempérance, Prudence, Justice et Force) accompagnées de la Miséricorde, exécutées d'après des cartons d'artistes siennois anonymes, datent de 1406.
Le premier artiste dont le nom est connu est  Domenico di Niccolò dei Cori, responsable des travaux de la cathédrale entre 1413 et 1423, à qui l'on peut attribuer plusieurs panneaux de scènes bibliques : L'histoire du Roi David, David le Psalmiste et David et Goliath .
Son successeur Paolo di Martino a exécuté, entre 1424 et 1426 La Victoire de Josué et La Victoire de Samson sur les Philistins, suivi de Domenico di Bartolo (Le Nouvel Empereur couronné par saint Sigismond, 1434), de Minella de Pietro di Tommaso (La Mort  d'Absolom, 1447) 

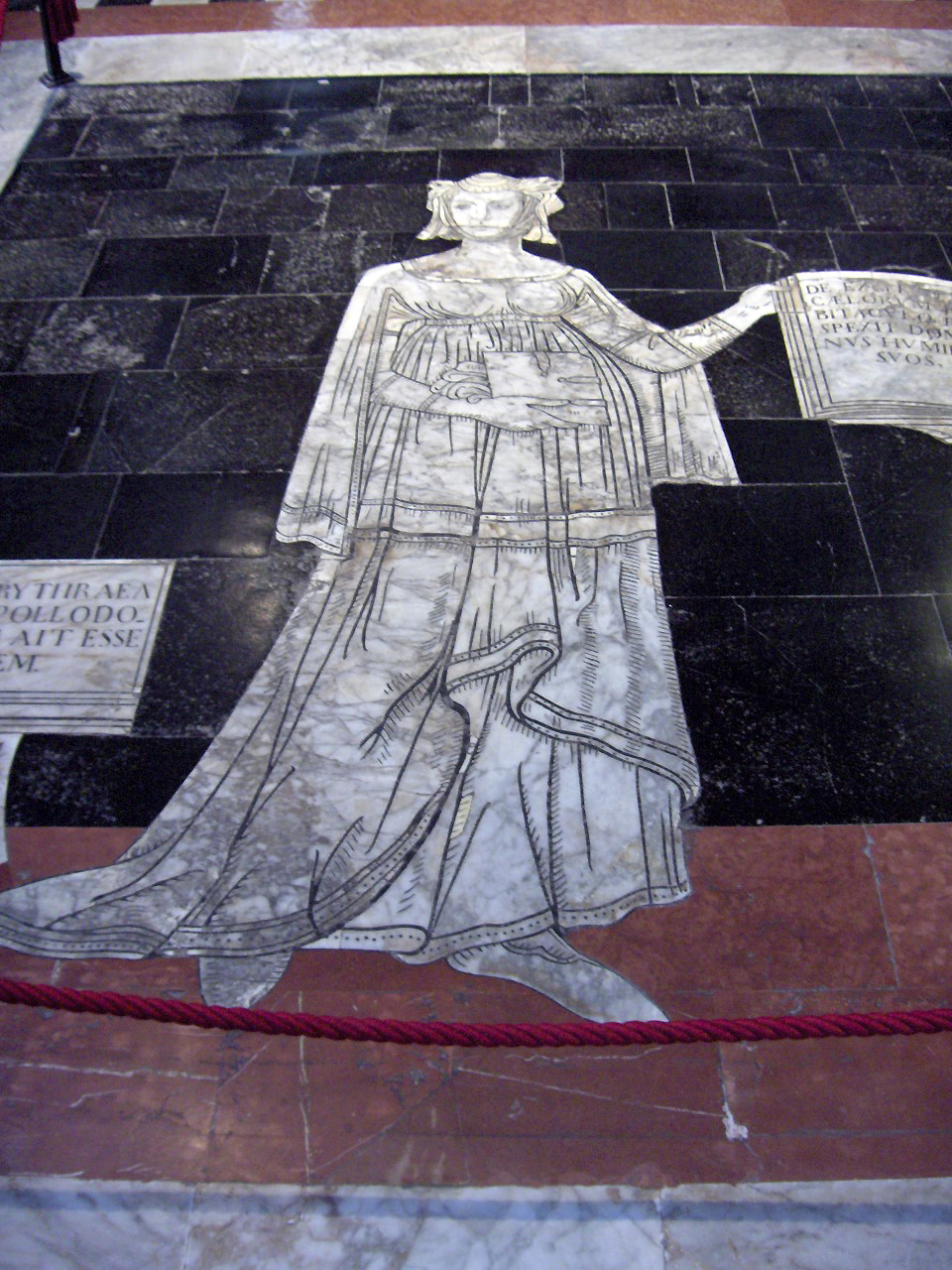
La Sibylle érythréenne (1482).
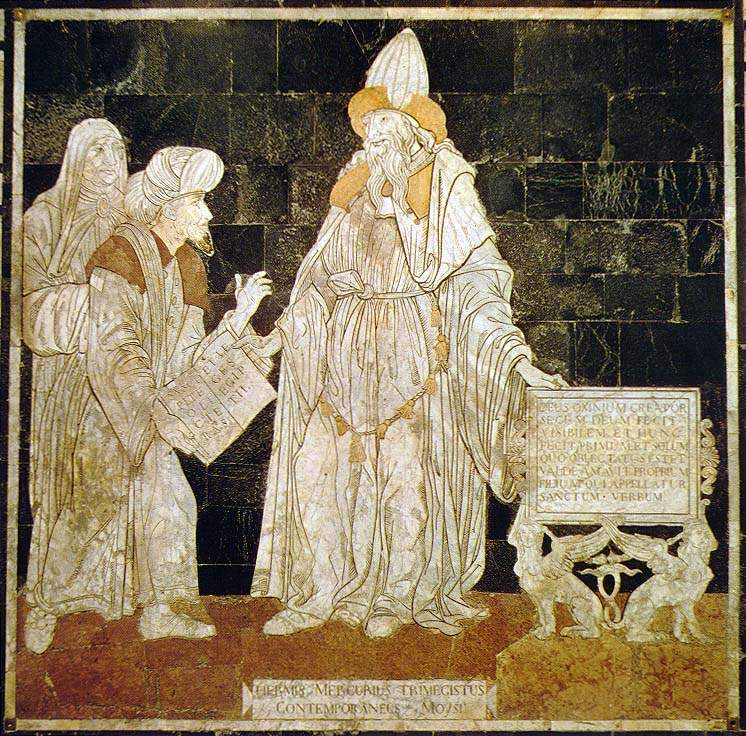
Hermès Trismégiste (1488).
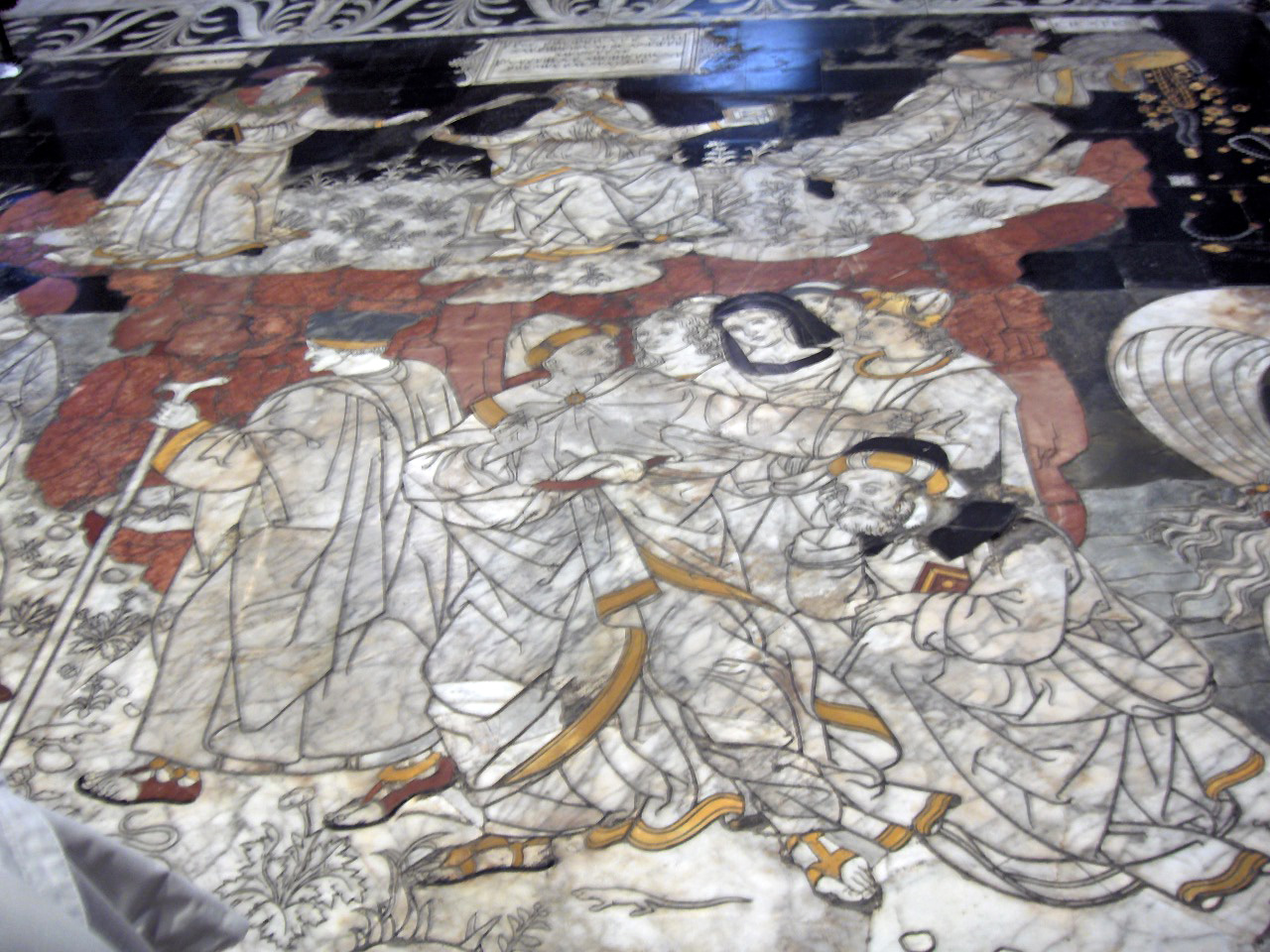
La Fortune (1504).

Urbano da Cortona (de) continue en 1473 avec les Histoires de la vie de Judith et La Libération de Bethulia. Puis Alberto Aringhieri, nommé surveillant des travaux en 1480, fait poser de nombreux panneaux des Sibylles entre 1481 et 1483 : la Sibylle de Samian et Le Massacre des Innocents, par Matteo di Giovanni ; la Sibylle d'Hellespont, par Neroccio di Bartolomea ; la Sibylle d'Albunenan, par Benvenuto di Giovanni ; la Sibylle de Cumes, la Sibylle Delphique, la Sibylle de Perse, la Sibylle de Phrygie, par le peintre allemand Vito di Marco ; les rénovations de la  Sibylle  d'Érythrées par Antonio Federighi et la Sibylle Libyque de Guidoccio Cozzarelli.
Benvenuto di Giovanni réalise en 1484 et 1488 L'Expulsion d'Hérode et Hermès Trismégiste ; Pinturicchio L'Allégorie de la Fortune en 1504 ;
Puis Domenico Beccafumi travaille durant trente ans, entre 1518 et 1547, sur les Scènes  de la vie d'Élie, l'eau qui couvre sur 8 m le sol de la frise de Moïse  en 1525, ainsi que panneau encadrant Moïse sur le mont Sinaï (1531) et Le sacrifice de d'Isaac (1547).

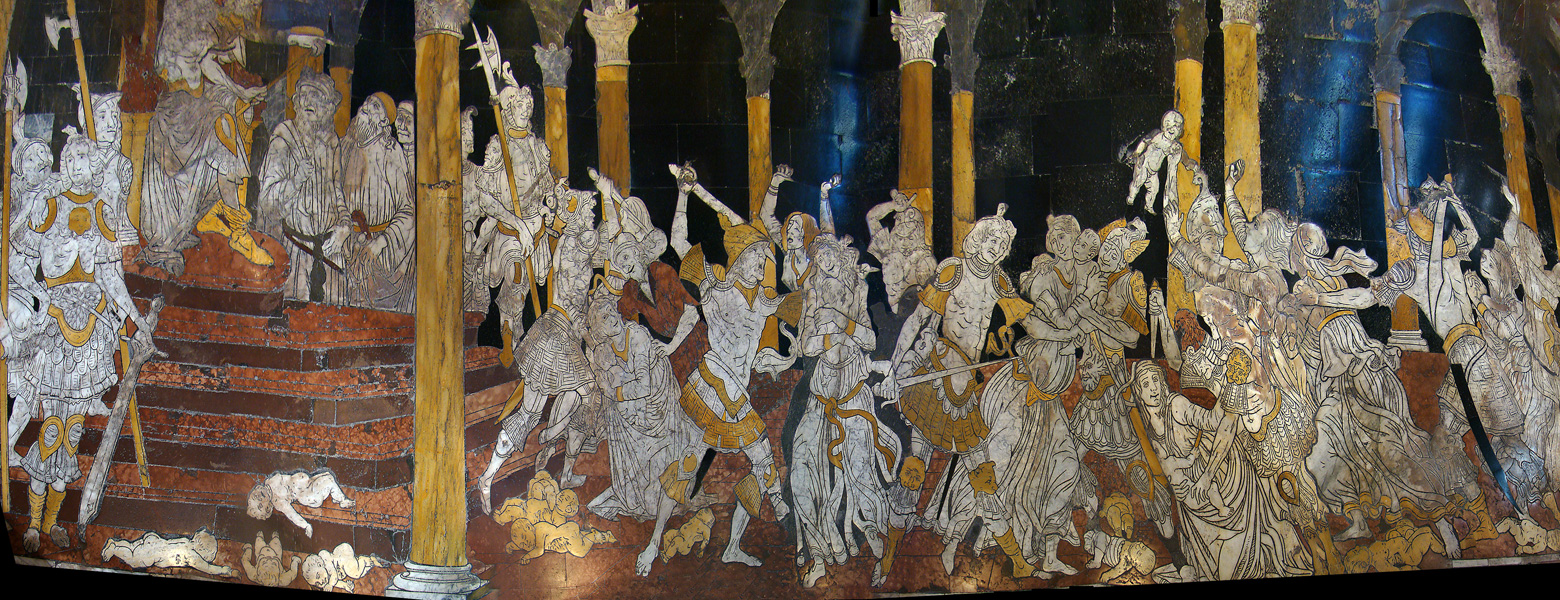
Le Massacre des Innocents (1482).

### Mobilier, sépultures, vitraux
L'intérieur de la cathédrale est célèbre par son utilisation du marbre vert foncé (serpentine de Figline di Prato) et blanc et par son pavement. Il contient également nombre d’œuvres importantes.

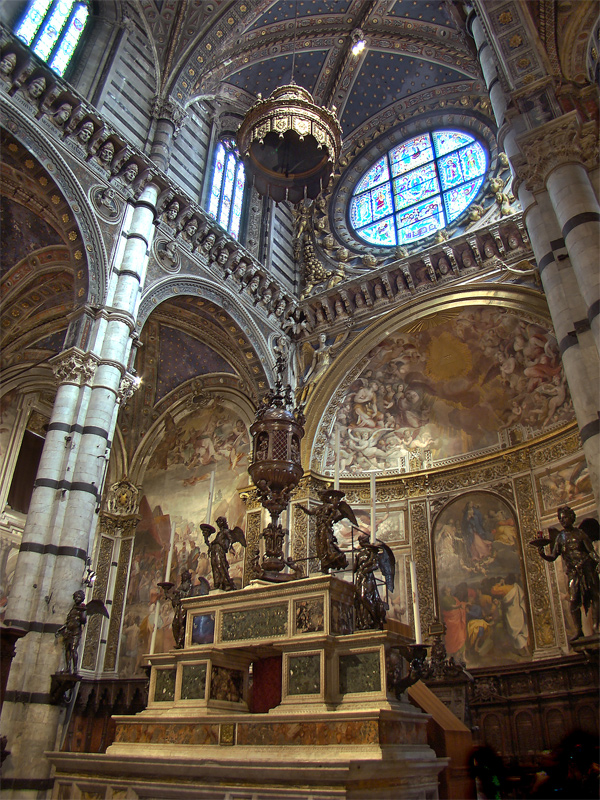
Maître-autel de Baldassarre Peruzzi.

- La nef de 89,40 m de long est caractérisée par des piliers formées de bandes alternées de marbre blanc et vert foncé (Serpentine de Figline di Prato), soutenant des arches en plein cintre.
- Entre les colonnes au-dessus des cintres, 171 bustes en stuc représentent les papes.
- Le chœur et son maître-autel de Baldassarre Peruzzi (1506) qui comportait la Maestà de Duccio de 1308 (à présent au musée de l'Œuvre de la cathédrale).
- La statue de saint Jean-Baptiste et la pierre tombale de l'évêque Giovanni Pecci de Donatello.
- Le tombeau du cardinal Riccardo Petroni de Tino di Camaino, créé en 1317.

- Le vitrail circulaire du chœur date de 1288 et représente les Évangélistes, les saints patrons de Sienne, la Mort, l'Assomption et le Couronnement de la Vierge, sur les dessins de Duccio di Buoninsegna.
- Le vitrail de la façade, également circulaire, est de la main de Pastorino de' Pastorini sur des dessins de Perin del Vaga. Il date de 1549 et représente la Cène.
- La chaire de Nicola Pisano et ses disciples, à colonnes de porphyre et marbre vert (quatre reposent sur des lions stylophores), à arcs trilobés et sept panneaux racontant des épisodes de la vie du Christ. Elle a été créée entre 1265 et 1268. De plan octogonal, le balcon est soutenu par neuf colonnes. À la base, le piédestal de la colonne centrale est orné des sept figures des Arts libéraux et de la Philosophie. Les arches qui soutiennent le balcon représentent les vertus chrétiennes, les Évangélistes et les Prophètes. Le pourtour du balcon est sculpté en bas-relief. Les scènes illustrent la Nativité, l'Adoration des mages, la Présentation de Jésus au Temple, le Massacre des Innocents, la Crucifixion et le Jugement dernier.
- L'autel Piccolomini pour Francesco Todeschini Piccolomini, le pape Pie III, chef-d’œuvre d'Andrea Bregno datant de 1485 et où dans quatre des niches on retrouve des statues de Michel-Ange : Saint Paul, Saint Pierre, Saint Pie et Saint Grégoire.
- Les bénitiers d'Antonio Federighi.
- Les huit anges porte-candélabres en bronze de Domenico Beccafumi.

### Structure

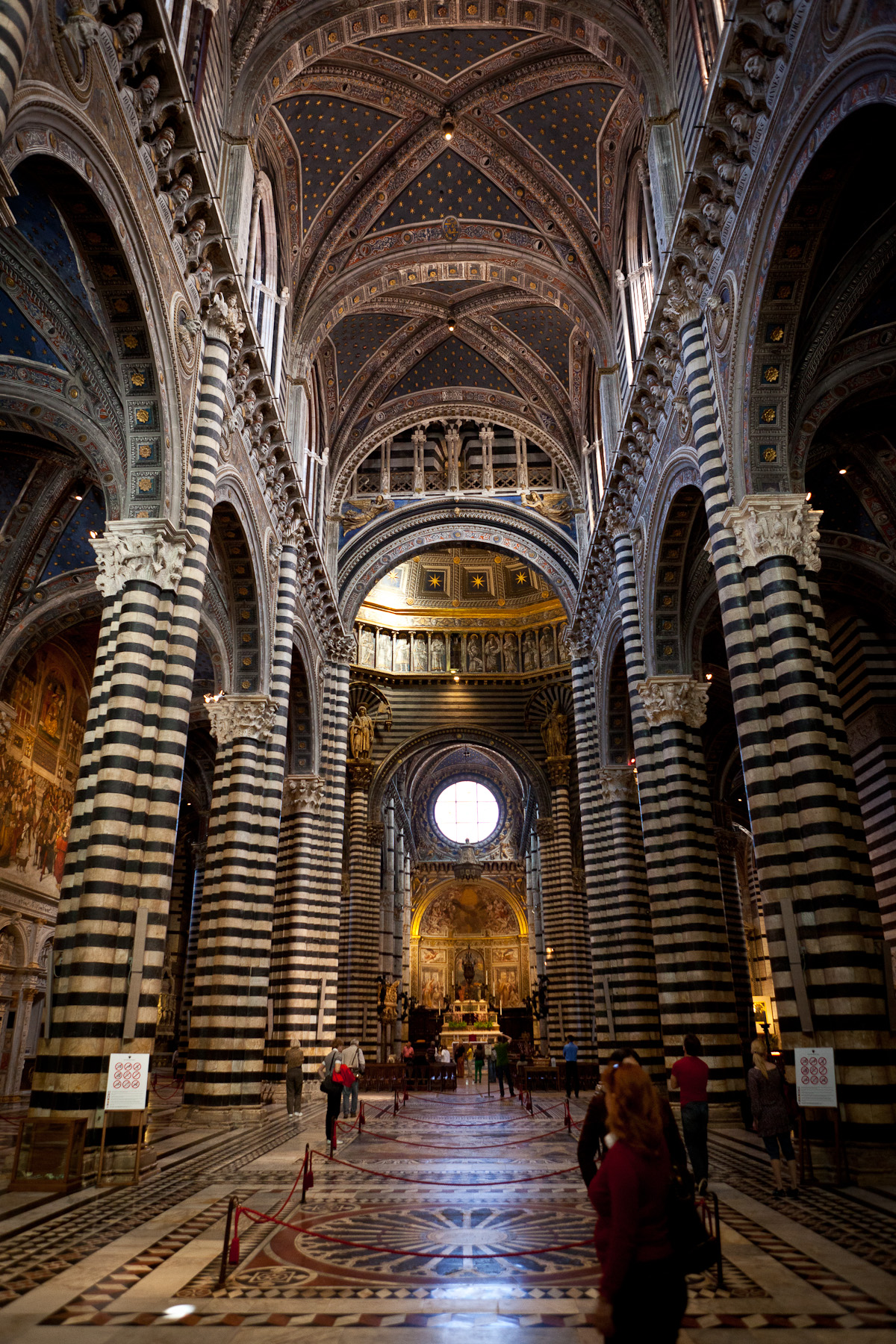
Intérieur.

L'intérieur est divisé en trois nefs par des piliers polystyles, avec un transept à deux nefs (quatre si l'on considère les chapelles) et un chœur profond. En tout, l'intérieur mesure 89 m de long, 24 m de large aux allées et 54 m à la croisée. La croisée du transept est constituée d'un hexagone surmonté du dôme à base dodécagonale, parmi les plus grands au moment de sa construction. Le plan est divisé en de nombreuses baies, carrées dans les bas-côtés et rectangulaire dans la partie centrale, à la manière des cathédrales gothiques françaises, le tout soutenu par des piliers et des arcs en plein-cintre très légers. Les voûtes, décorées d'un bleu étoilé, sont croisées dans l'ensemble des nefs. La claire-voie est placée très haut, décorée d'arcs en ogives et constituée de fenêtres à trois ouvertures ajourées, avec des meneaux dans le transept. Deux magnifiques rosaces illuminent la contre-façade et le chœur. À l'extérieur, quatre grands contreforts compensent la poussée des voûtes du chœur. Toute la structure interne est dominée par l'alternance du noir et du blanc, en référence aux couleurs des armoiries de Sienne et créant un effet raffiné de clair-obscur.

### Nef centrale

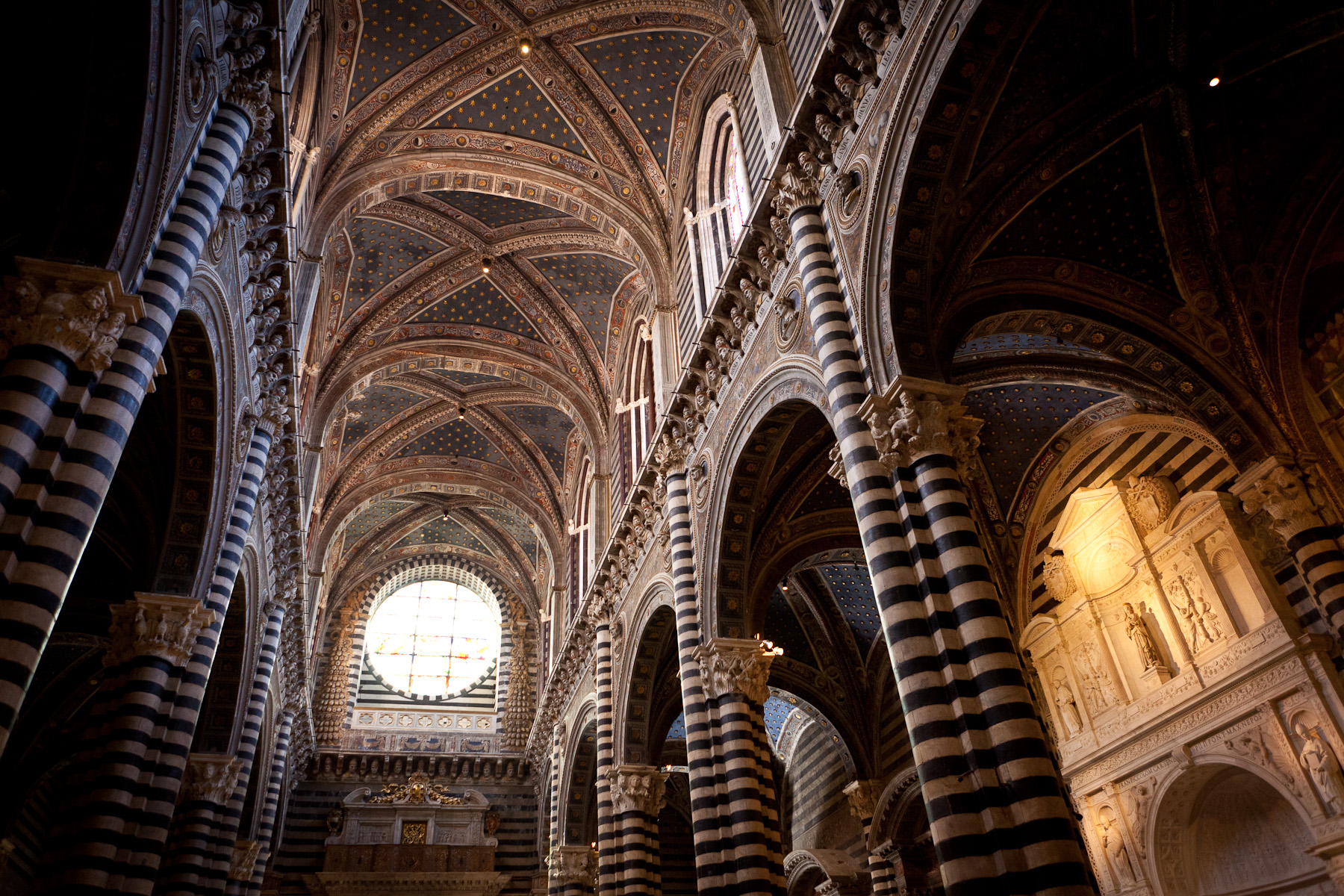
Vue de la nef centrale vers la contre-façade.

La nef centrale et le chœur sont surmontés d'un seuil surplombant une longue rangée de 171 bustes de papes, réalisés par des artistes non identifiés entre 1497 et 1502 . La liste commence par Saint-Pierre, le premier pape visible à droite d'un buste du Christ au centre du mur du fond du chœur ; il se poursuit dans le sens des aiguilles d'une montre avec une succession de papes chronologiquement ordonnée et se termine par le 171e pape, Lucius III pontife de 1181 à 1185, visible à gauche du buste habituel du Christ. La liste se terminait en fait par Alexandre III (1159-1181), pape siennois qui, selon la tradition, consacra la cathédrale en 1179 ; cependant, la nécessité de destituer le pape Jean VIII, qui était confondu avec la figure légendaire et embarrassante de la papesse Jeanne, a forcé le report de tous les papes suivants d'une unité et l'ajout d'un nouveau pontife. Bien que les bustes représentent des œuvres médiocres, la série est spectaculaire par sa longueur et son caractère exhaustif.

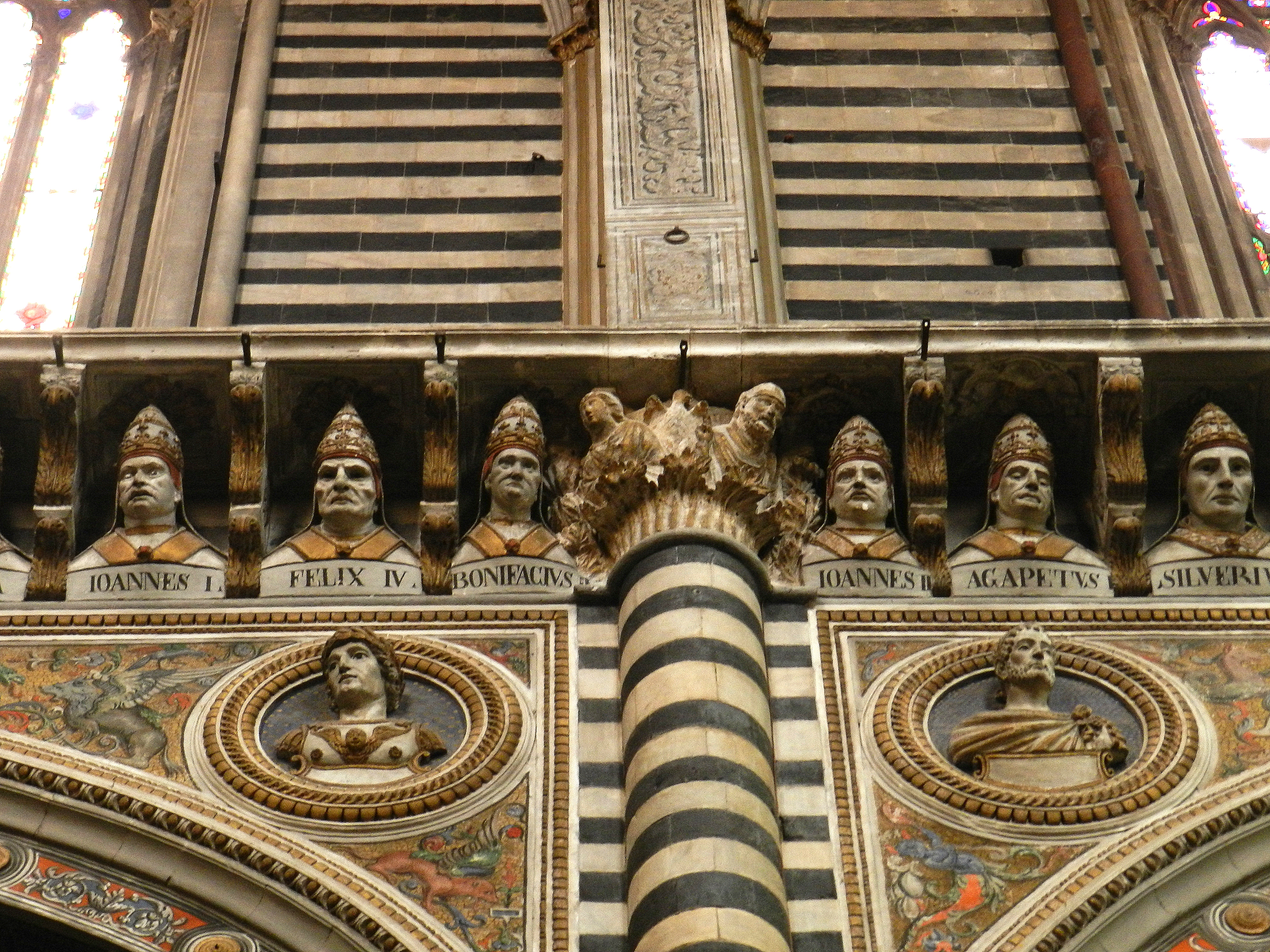
Bustes de papes et d'empereurs.

Au-dessous des papes, dans les arcades, se trouvent à intervalles réguliers trente-six bustes d'empereurs, sculptés au XVIe siècle en deux périodes, entre 1503 et 1506 (nef centrale et coupole) et entre 1568 et 1571 (choeur). Contrairement aux papes, les légendes manquent ici, ce qui rend impossible leur identification. La raison qui a poussé les travaux de la cathédrale à inclure les bustes de ces figures non ecclésiastiques dans un édifice religieux est toujours en discussion, probablement un hommage à la tradition gibeline de la ville.
Les nombreux chapiteaux historiés situés dans toute l'église sont d'un grand intérêt. On pense que beaucoup de ceux de la nef centrale sont l'œuvre de Nicola Pisano ou de son école (environ 1263-1280 ), bien que d'autres soient d'attribution plus incertaine et probablement des œuvres plus anciennes ou d'artistes moins compétents. On pense plutôt que les chapiteaux du chœur sont en grande partie l'œuvre de Giovanni di Agostino (1340 - 1357 environ).
Les deux antennes, sur les deux derniers piliers, figuraient déjà, selon la tradition, sur le carroccio siennois à la bataille de Montaperti en 1260. Compte tenu de leur longueur importante, plus de 16 mètres, ils semblent avoir été, plus vraisemblablement, les constituants d'un seul mât de pavillon d'un navire du XVIe siècle, peut-être même d'un bateau ottoman ou chrétien présent à la bataille de Lépante, le 7 octobre 1571.

### Contre-façade

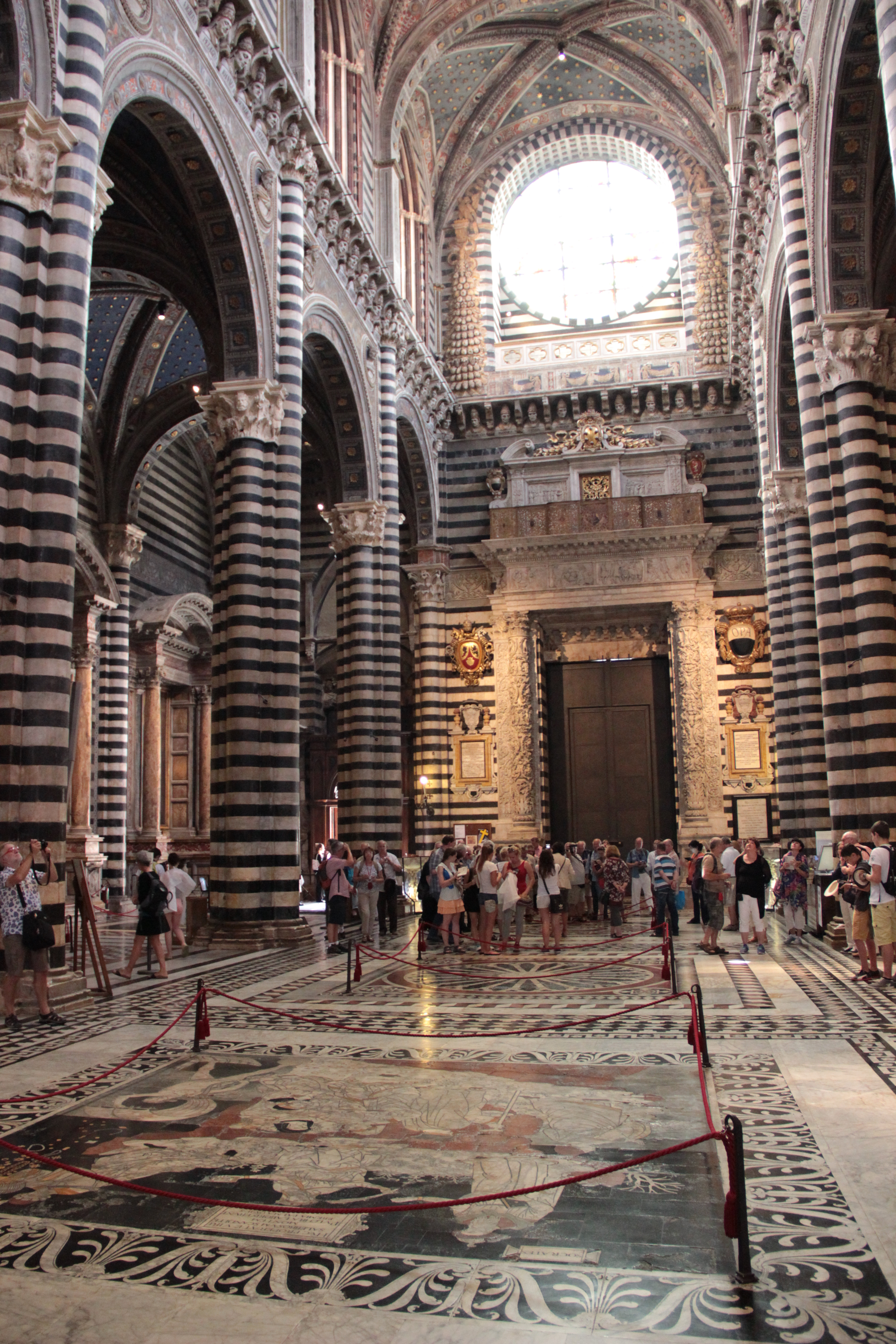
Contre-façade.

Sur la contre-façade (revers de la façade, à l'intérieur du bâtiment) se trouve un complexe de marbre qui encadre le portail principal et a été érigé au XVIIe siècle lors d'une restructuration commandée par le pape siennois Alexandre VII. Le complexe réutilise des matériaux du XVe siècle et seul le couronnement est du XVIIe siècle. Les colonnes latérales, achevées en 1483, proviennent de l'autel de la chapelle démontée dédiée aux saints Quattro Coronati (située dans la première travée du bas-côté gauche) et sont l'œuvre des maîtres bâtisseurs Antonio Federighi et Giovanni di Stefano (vers 1480). Le riche décor en relief alterne animaux et chérubins avec des spirales d'acanthe. Les six panneaux sculptés qui se trouvent sur les bases des colonnes (l'un est une copie) et les quatre au-dessus, représentant tous des scènes de la vie de la Madone, sont neuf des vingt-deux panneaux sculptés par Urbano da Cortona en 1450-1460 et réutilisés de la chapelle détruite de la Madonna delle Grazie. Enfin, les quatre dalles sculptées au-dessus de l'architrave, représentant des scènes de la vie de Saint Ansano, sont l'œuvre d'un artiste anonyme du cercle d'Antonio Federighi (1477-1478) : elles aussi sont des remplois, précisément de l'autel du saint du même nom, qui se trouvait à l'un des quatre coins de la croisée du dôme, puis démontées.
Il y a plus d'incertitude sur les six personnages qui se trouvent sur les consoles intérieures des trois portails, créés par un artiste inconnu dans un style inspiré du gothique français. Les portails latéraux ne sont pas alignés sur les bas-côtés : c'est l'un des dispositifs de Giovanni Pisano pour équilibrer l'apparence de la façade.

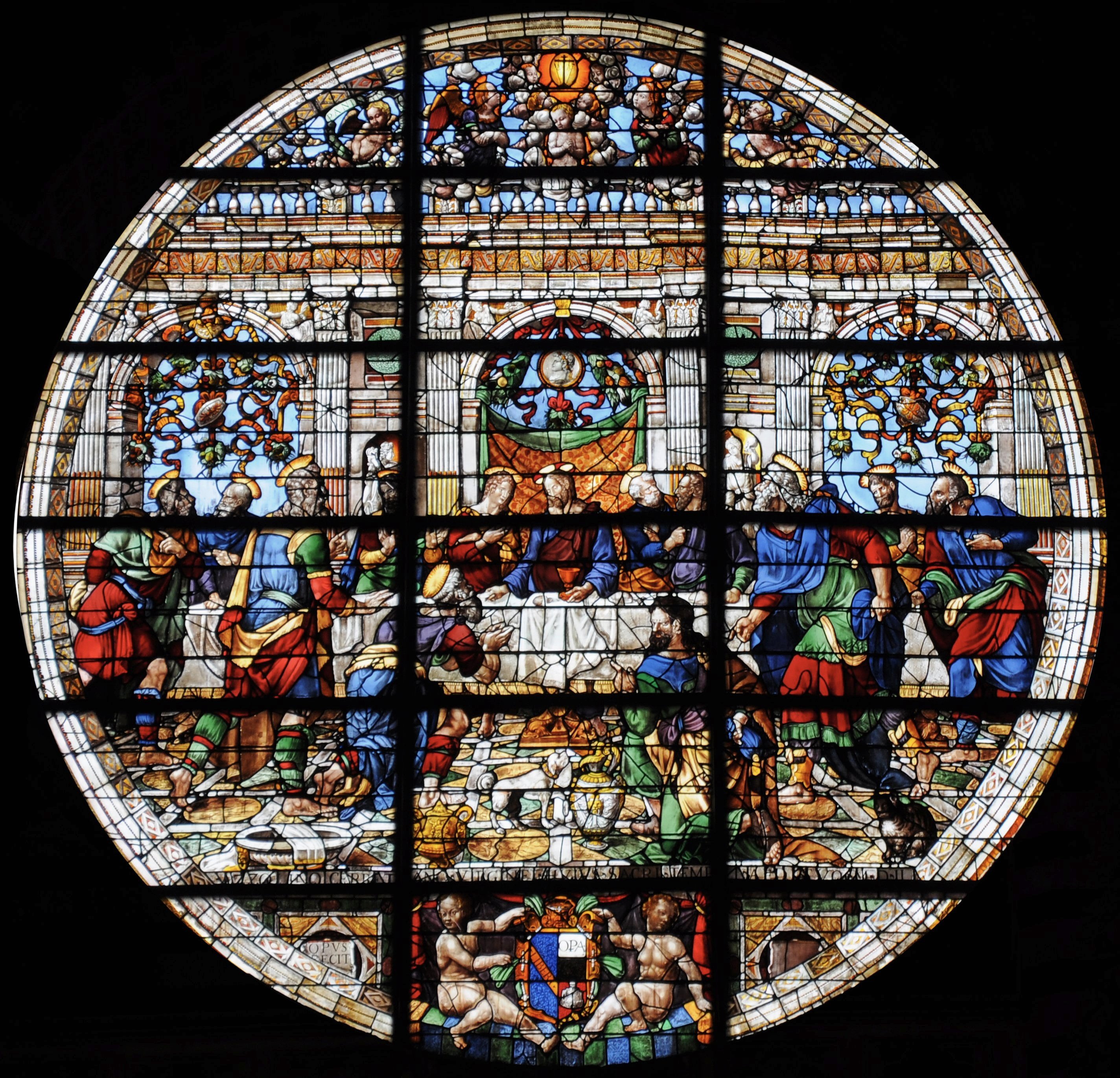
Rosace de la Dernière Cène.

La rosace est fermée par une grande verrière représentant la Cène, œuvre de Pastorino de' Pastorini (1549), peut-être d'après un dessin de Perin del Vaga.
Sur les côtés, toujours sur la contre-façade, sont représentés les papes Marcellus II et Paul V : initialement sculptés par Domenico Cafaggi à la demande du recteur Giugurta Tommasi pour figurer les deux premiers papes siennois Alexandre III (1591) et Pie II (1592), ils ont ensuite été convertis en d'autres papes en ajoutant des barbes, par l'atelier de la famille Mazzuoli (années 1680). On pense que cela a été fait afin de ne pas entraver le programme de représentation de tous les papes siennois par de nouveaux monuments commémoratifs qui étaient en cours d'achèvement au cours de ces années.

### Coupole

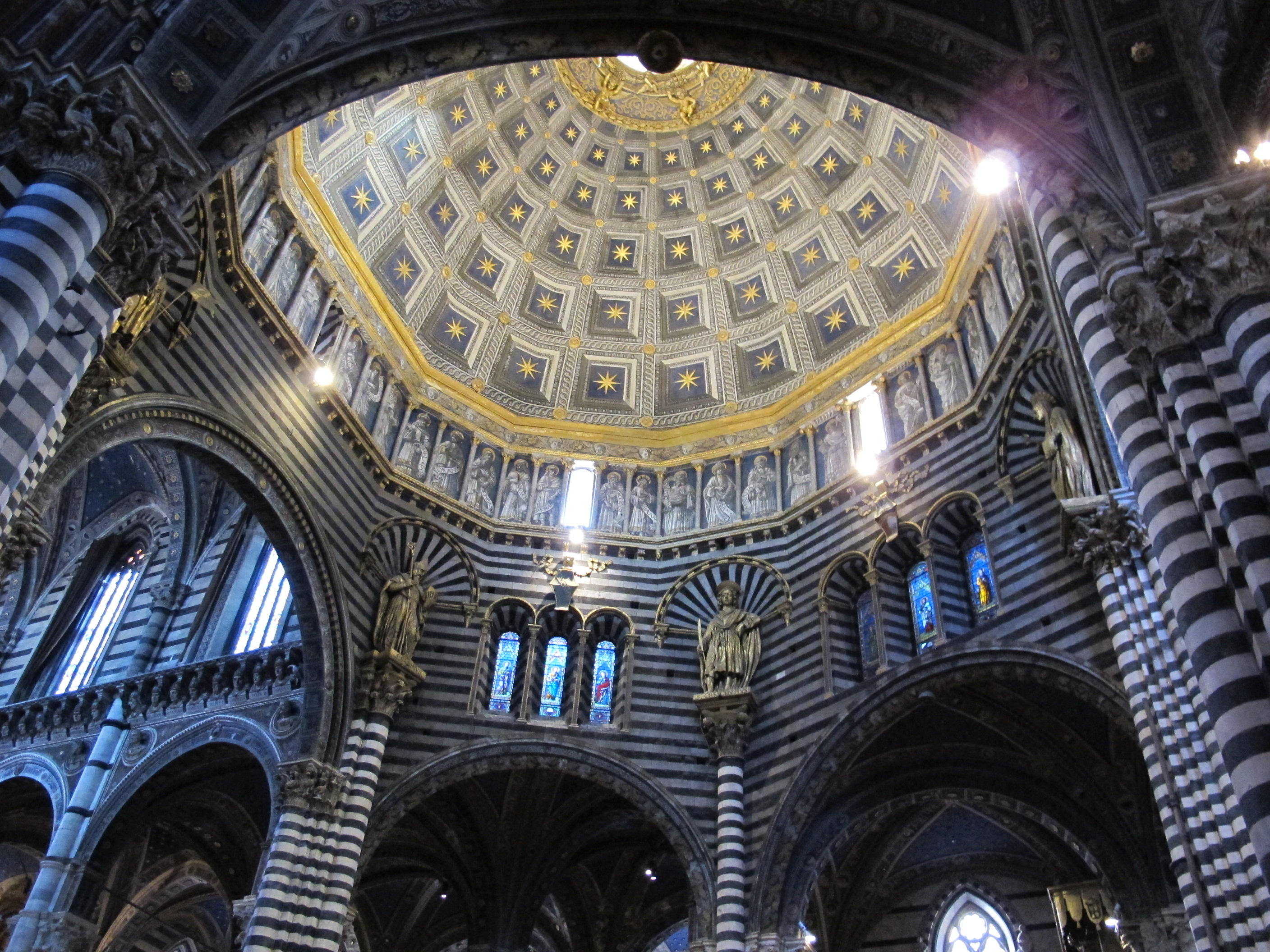
La coupole et sa base hexagonale.

La décoration intérieure de la coupole, avec ses caissons à fond bleu et ses étoiles de cuivre doré, remonte aux années 1481-1494. Les six statues en stuc doré sous les pendentifs de la coupole représentent les six saints siennois Ansano, Savino, Crescenzio, Vittore, Catherine de Sienne et Bernardino. Le travail, dû à Giovanni di Stefano, n'est pas excellent. Ils datent de la même période, ainsi que les deux anges situés à l'extérieur de la coupole, sur l'arc de triomphe. La dorure est un ajout du XVIIIe siècle, les statues étant à l'origine en stuc blanc. Les peintures monochromes de patriarches et de prophètes qui se trouvent entre les nombreuses colonnes du tambour ont été réalisées vers 1481 par divers artistes, dont Guidoccio Cozzarelli, Bastiano di Francesco, Benvenuto di Giovanni et Pellegrino di Mariano,. 
La lanterne, mise en place en 1666, a été conçue par Gian Lorenzo Bernini ; la voûte de la lanterne, qui représente la colombe du Saint-Esprit, a été sculptée par le flamand Cornelius Talboom, tandis que le grand cadre doré autour de l'oculus de la lanterne est plutôt l'œuvre des Lombards Andrea Ferrari et Pietro Cremoni. La restauration de la lanterne remonte à 1891 : en se plaçant exactement en dessous, on peut constater une asymétrie de la calotte. Au-dessus des quatre arcs mineurs situés à la base de la coupole se trouvent autant de fenêtres à trois meneaux à vitraux polychromes représentant les Apôtres, réalisés en 1886 par Ulisse De Matteis, qui donnent sur les combles.
Sur l'arc de triomphe, au-dessus des anges d'or et adossées aux colonnes jumelées, cinq petites statues de marbre représentent les saints siennois Ansano, Savino, Crescenzio et Bartolomeo et la personnification de la Charité ; ils sont l'œuvre d'artistes anonymes de la première décennie du XIVe siècle.

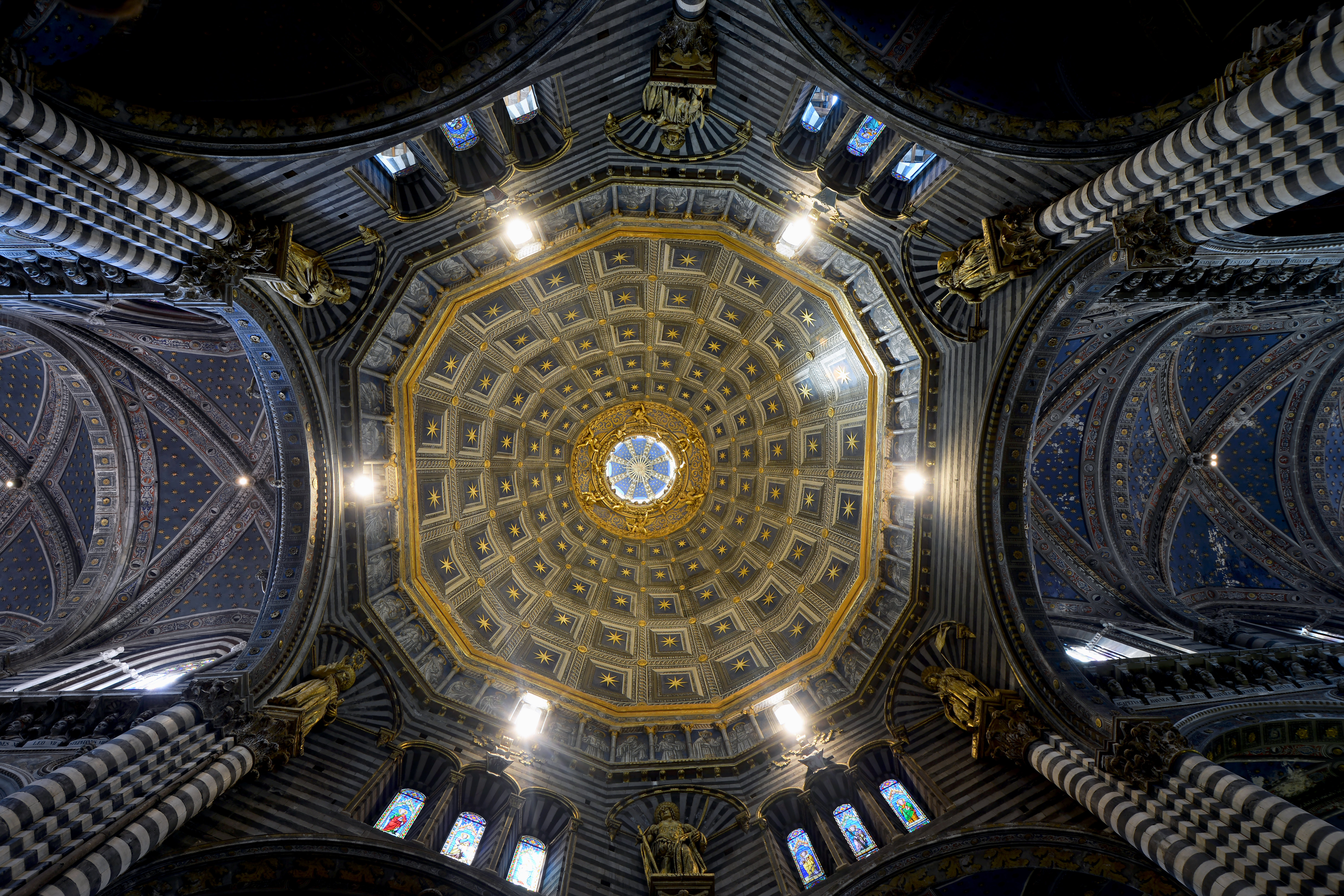
Intérieur de la coupole.
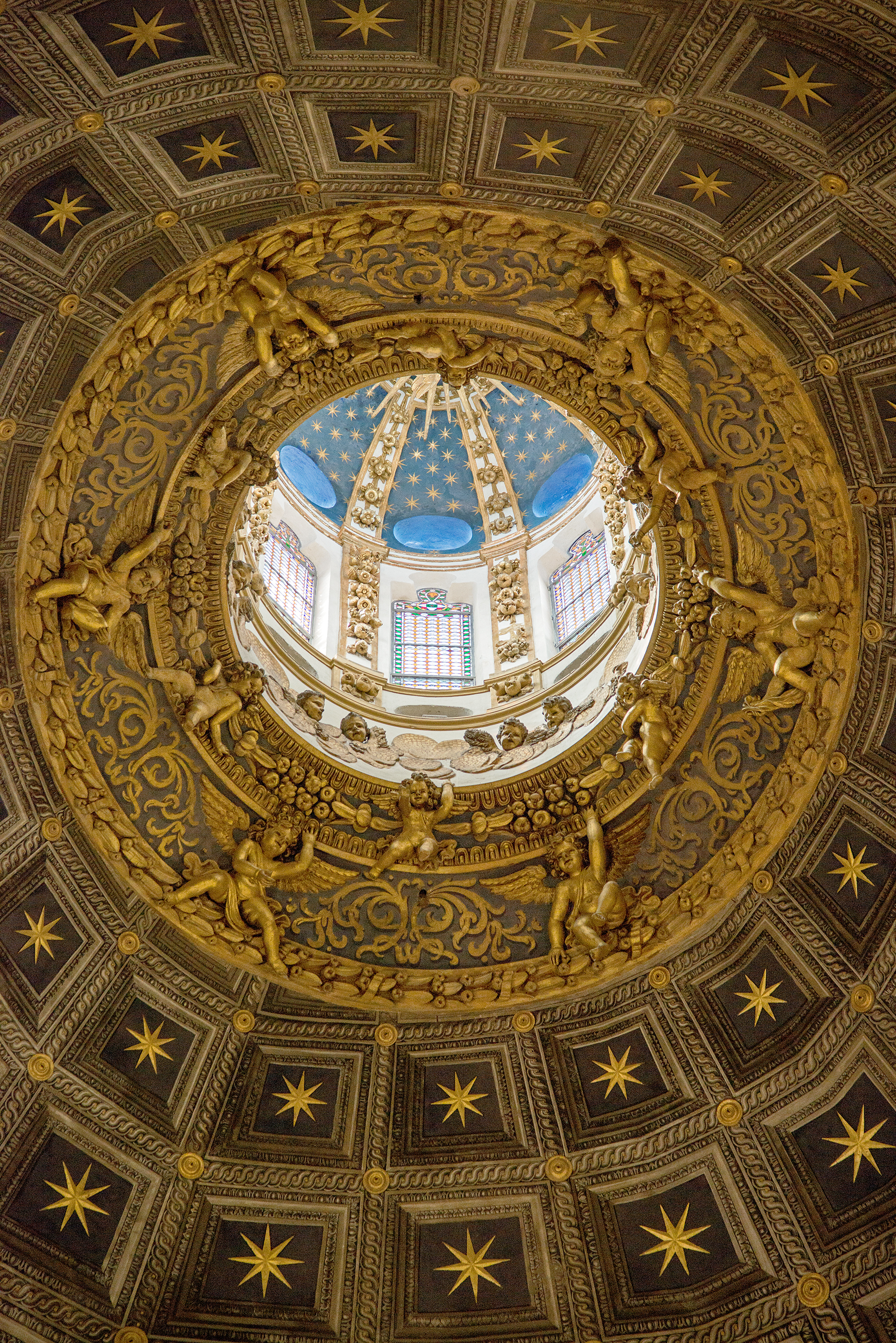
Intérieur de la lanterne.
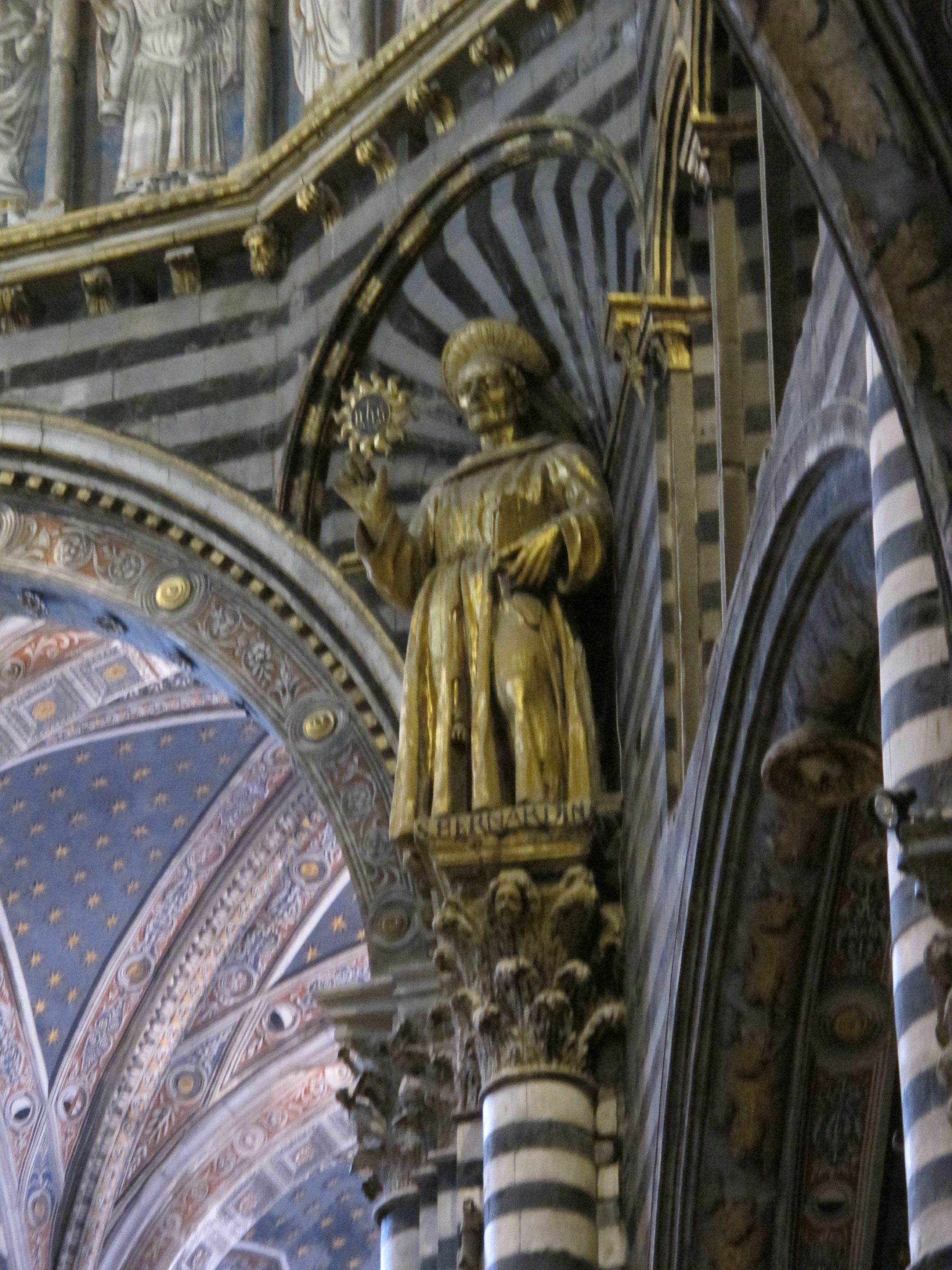
San Bernardino.
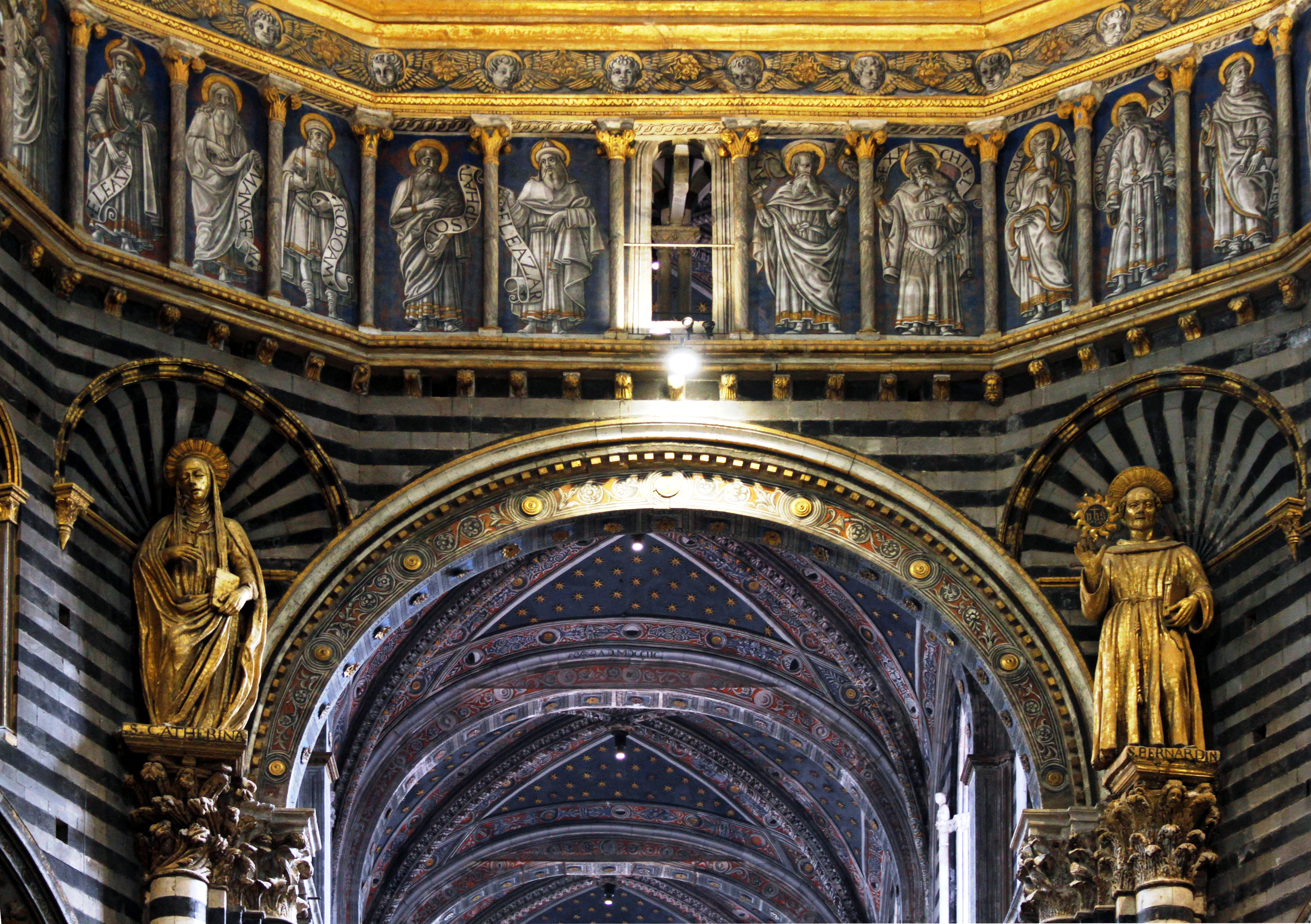
Statues des pendentifs et peintures de tambour.

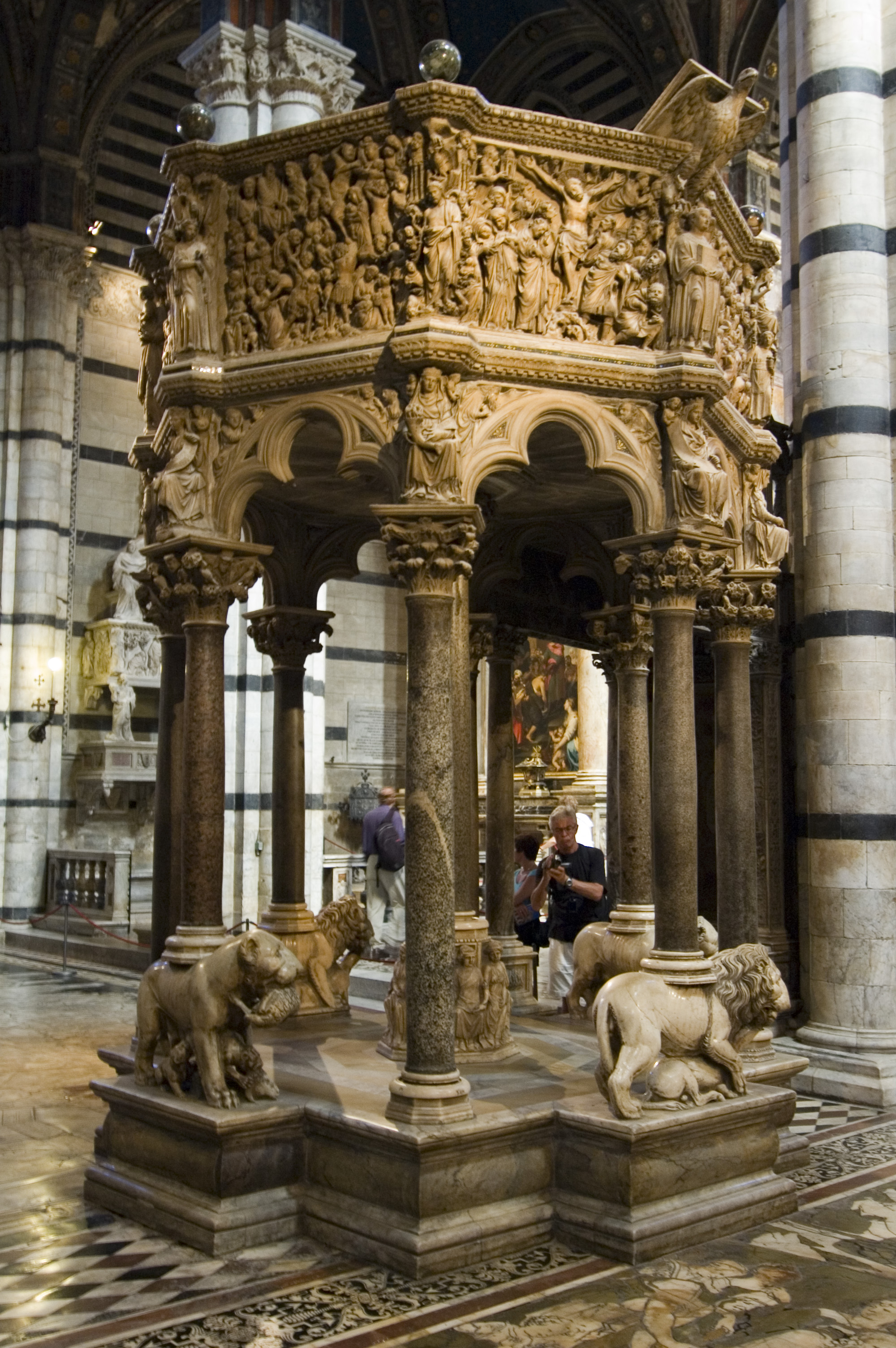
Chaire de Nicola Pisano.

### Chaire de Nicola Pisano
La chaire (ou ambon) de la cathédrale de Sienne a été exécutée par Nicola Pisano entre 1265 et 1268. C'est l'un des joyaux du Duomo, ainsi que l'une des sculptures les plus importantes du XIIIe siècle italien.
Son plan est octogonal. Quatre des huit colonnes aux angles reposent sur des lions portant des colonnes, tandis que la colonne centrale sur un socle octogonal est ornée de personnages figurant les arts libéraux et la philosophie. Les arcs sont en plein cintre, avec des trèfles et, au-dessus des chapiteaux, des figures en marbre représentant la Logique et les Vertus cardinales. Les rainures des arcades portent des prophètes et des évangélistes.
Les scènes représentées sur les panneaux principaux sont la Visitation et la Nativité, l’Adoration des mages, la Présentation au temple et fuite en Égypte, le Massacre des Innocents, la Crucifixion, le Jugement dernier, avec les élus et les damnés.
L'escalier et le pont d'accès ont été sculptés par Bernardino di Giacomo en 1536-1539, sur une conception probable de Baldassarre Peruzzi avant l'année de sa mort (1536).

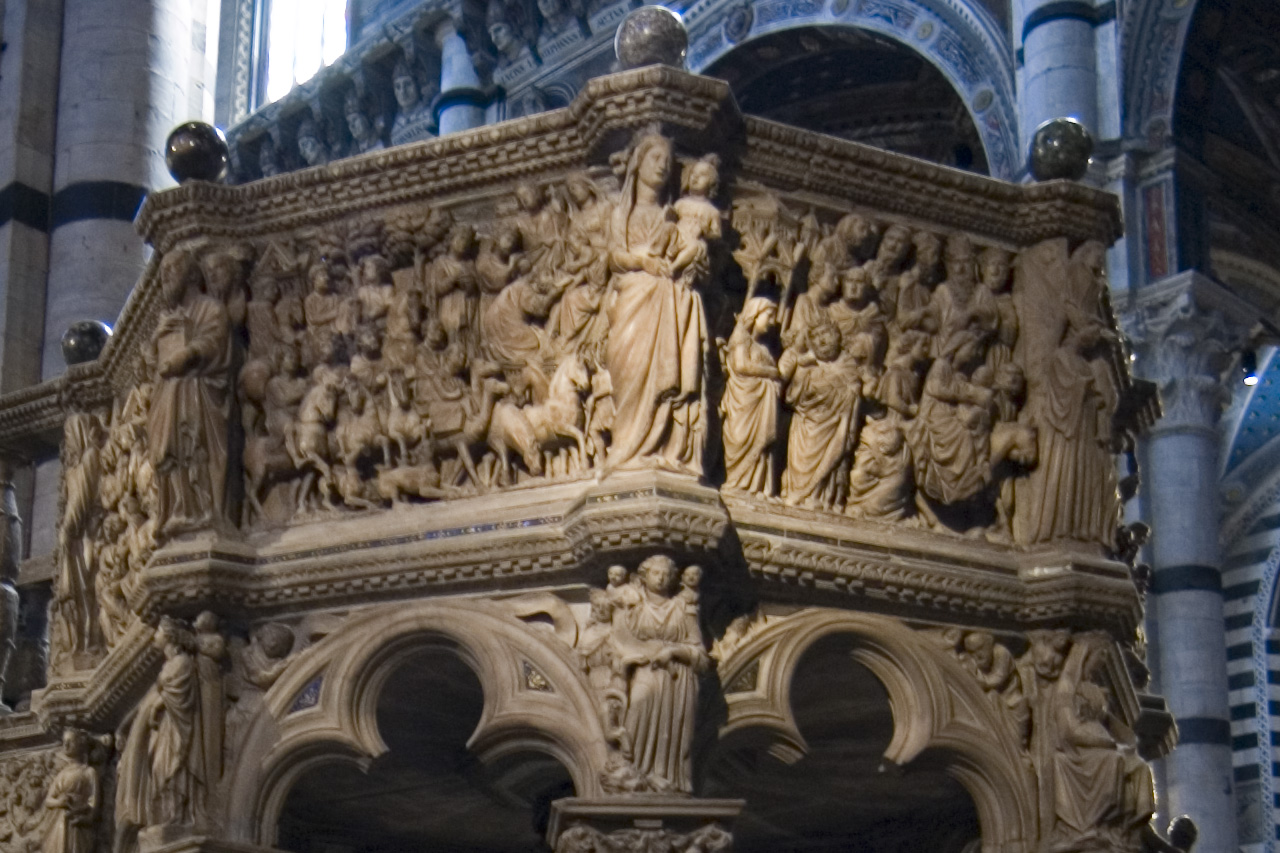
La Visitation et la Nativité et L'Adoration des Mages.
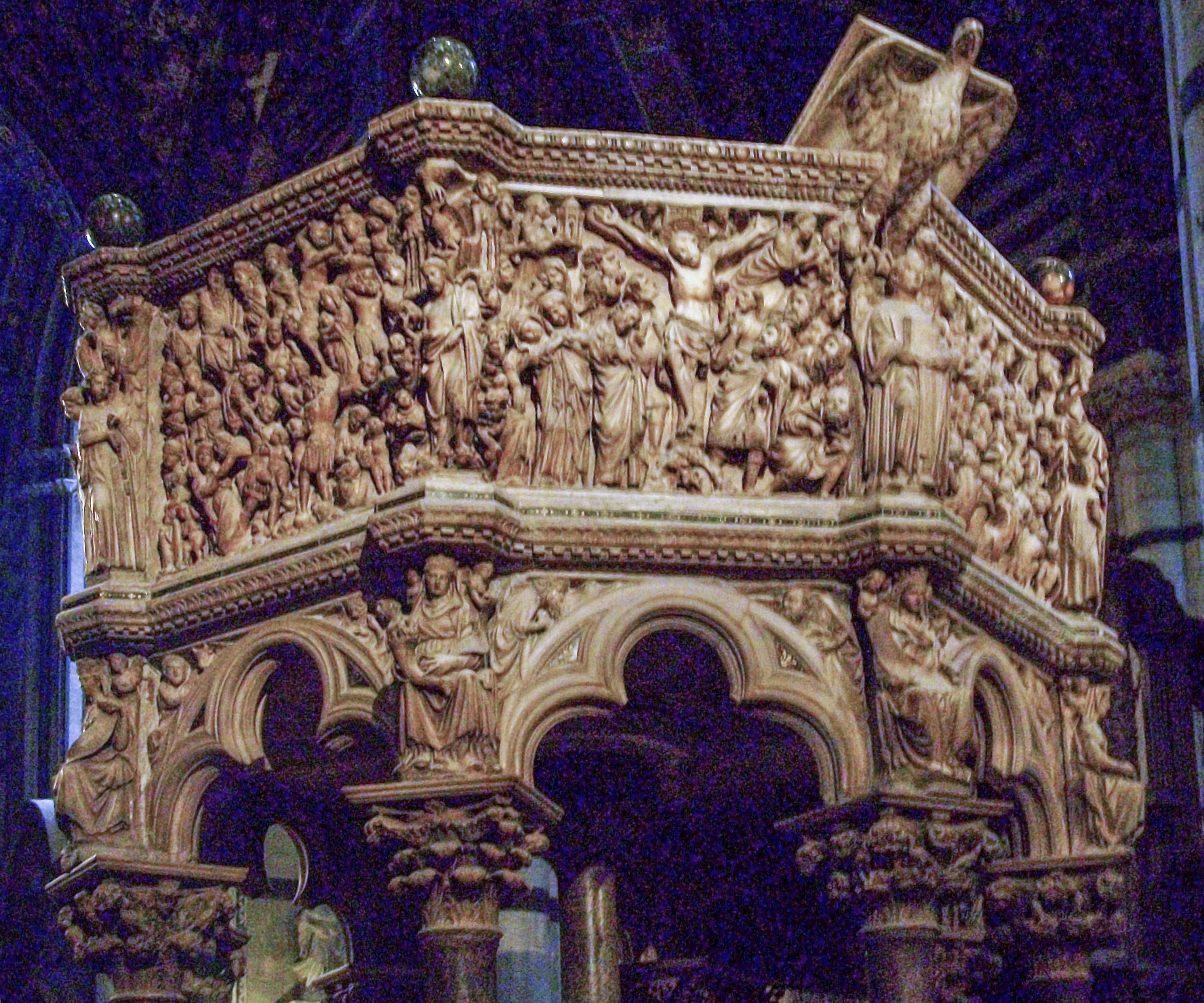
Présentation au temple et fuite en Égypte, Crucifixion.
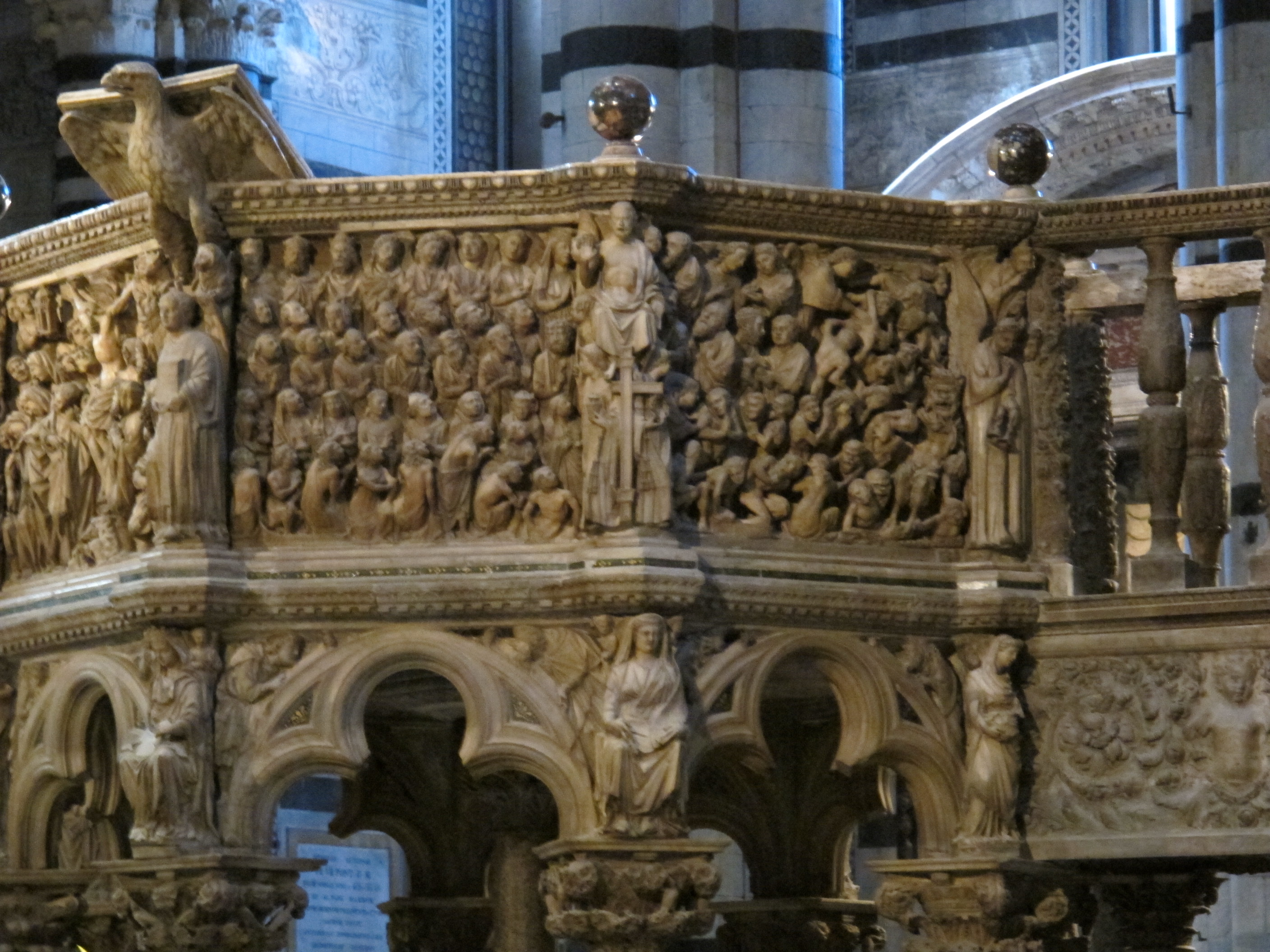
Jugement dernier : élus et damnés.

### Bénitiers

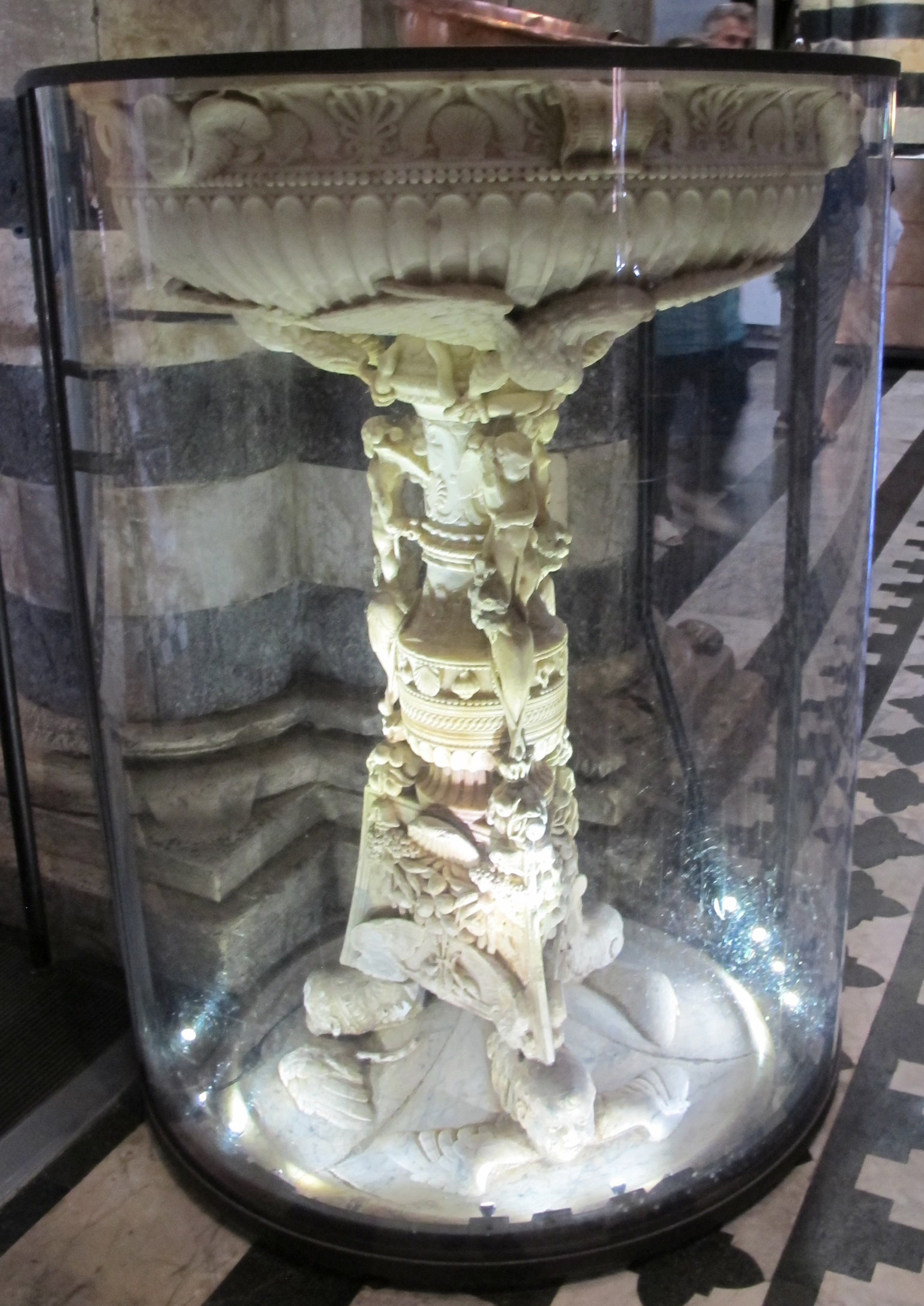
Le bénitier de gauche, protégé par une vitrine.

À l'entrée de la nef centrale se trouvent deux bénitiers en marbre blanc de Carrare, travail d'Antonio Federighi, entre 1458 et 1467, au moment où le sculpteur était maître constructeur de l'Opéra del Duomo.
Ces bénitiers, qui figurent parmi les œuvres les plus précieuses du Duomo et de tout le XVe siècle siennois, ont une signification allégorique complexe qui devient compréhensible par l'analyse des deux œuvres dans leur ensemble : le bénitier de droite exprime la chute de l'homme qui, avec le péché originel, est précipité par la grâce de Dieu (exprimée par le haut du bassin avec des têtes de chérubins et dauphins et festons de fruits) à la condition carcérale du monde matériel (représenté par les figures humaines emprisonnées).
Le bénitier de gauche montre la rédemption de l'homme qui, même sur terre, peut trouver les signes de la grâce de Dieu (les festons au niveau de la base) et, sous la poussée de dauphins (symboles du Christ Rédempteur), parvenir au sommet, où les aigles aux ailes déployées (symboles du salut et de la victoire sur le diable symbolisé par le serpent qu'ils enserrent) le ramènent au décor festonné paradisiaque.
Le salut accordé par le Christ Rédempteur est reçu par le visiteur par l'intermédiaire de l'eau bénite offerte dans les deux bassins.

### Peintures
Outre les sculptures, de nombreux tableaux ont orné la cathédrale. La plupart d'entre eux ont cependant été transférés ailleurs lors des travaux de rénovation au XVIIe siècle. Parmi les œuvres importantes, mentionnons : 
- L’Annonciation de Simone Martini
- La Présentation au Temple d'Ambrogio Lorenzetti
- La Vierge des Neiges de Sassetta
- La Maestà de Duccio di Buoninsegna

Le cardinal Flavio Chigi, commanda pour la cathédrale à Francesco Trevisani, deux retables, Le Christ entre saint Philippe et saint Jacques, en 1687 et Le Martyre des quatre saints couronnés en 1688.

### Chapelle du Vœu
La chapelle Chigi (1661) est consacrée à la Vierge du Vœu (del Voto) à l'instigation du pape Alexandre VII de la famille Chigi. Elle fut construite par Jean-Paul Schor sur un dessin de Gian Lorenzo Bernini. Le nom de la chapelle évoque le vœu fait par les Siennois à la veille de la bataille de Montaperti le 4 septembre 1260 et qui consacra la ville à la Vierge.
De forme circulaire et soutenue par huit colonnes sous une coupole dorée, la chapelle est fermée par une grille de Giovanni Artusi. À l'intérieur, quatre niches abritent des sculptures : Saint Bernardin d'Antonio Raggi, Sainte Catherine de Sienne d'Ercole Ferrata, Saint Jérôme et Sainte Marie-Madeleine de Bernini.
Derrière l'autel, des anges en bronze doré de Farrata encadrent le tableau de la Vierge du Vœu datant du XIIIe siècle.

### Chapelle San Giovanni
Cette chapelle est consacrée à saint Jean Baptiste. C'est là qu'est installé le Saint Jean Baptiste de Donatello. Sur les murs, des épisodes du saint ont été peints par Alberto Aringhieri, Francesco Rustici, Cesare Maccari et Pinturicchio. C'est également dans cette chapelle qu'on retrouve le puits sculpté par Antonio Federighi.

### Librairie Piccolomini
La Libreria Piccolomini est la bibliothèque du cardinal Francesco Piccolomini (futur Pie III). Alors archevêque de Sienne, il fait construire la bibliothèque entre 1492 et 1502 dans les locaux du vieux presbytère pour honorer la mémoire de son oncle Pie II et pour abriter son important patrimoine bibliographique.

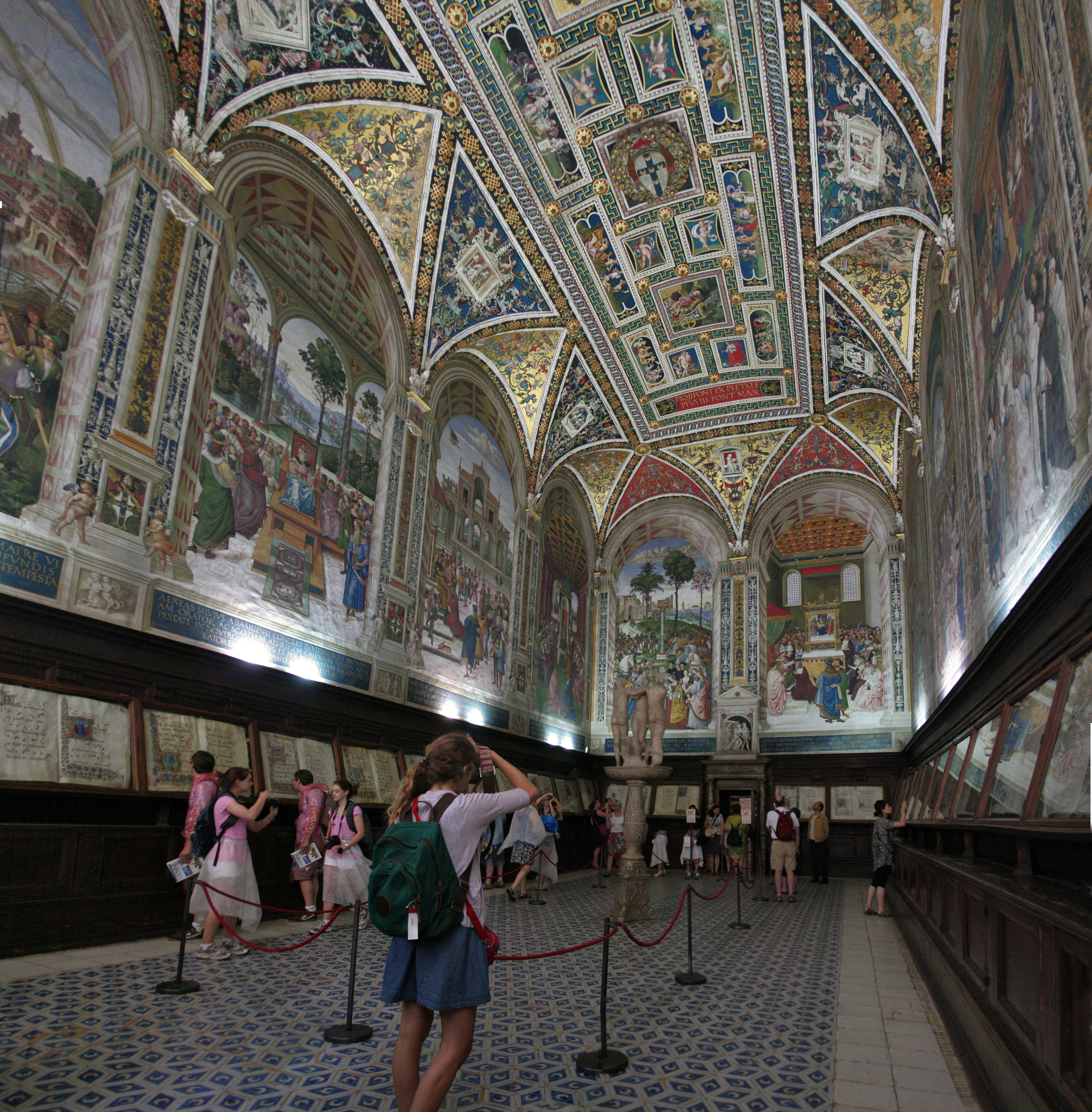
Libreria Piccolomini.
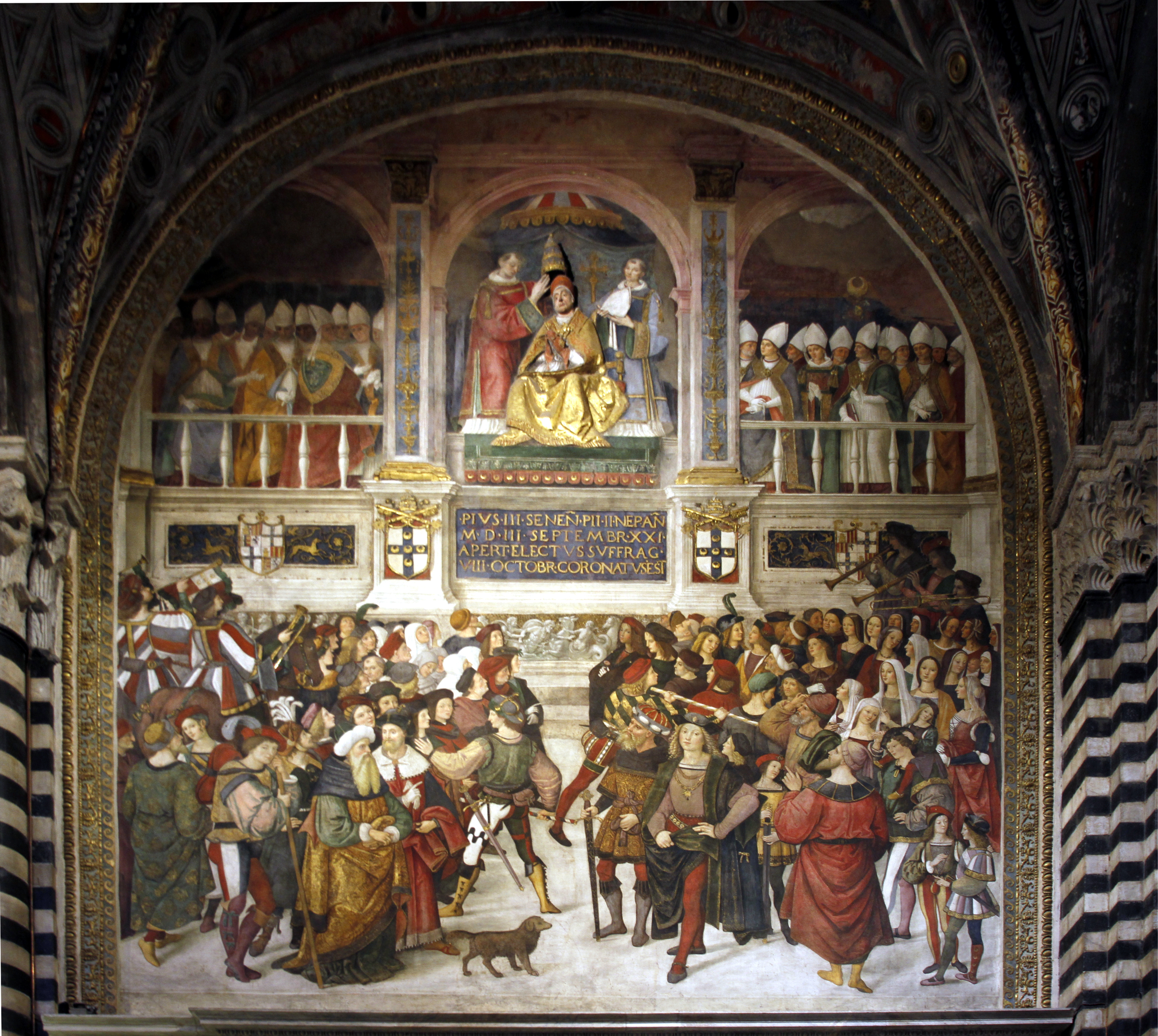
Couronnement de Pie III, par Pinturicchio.
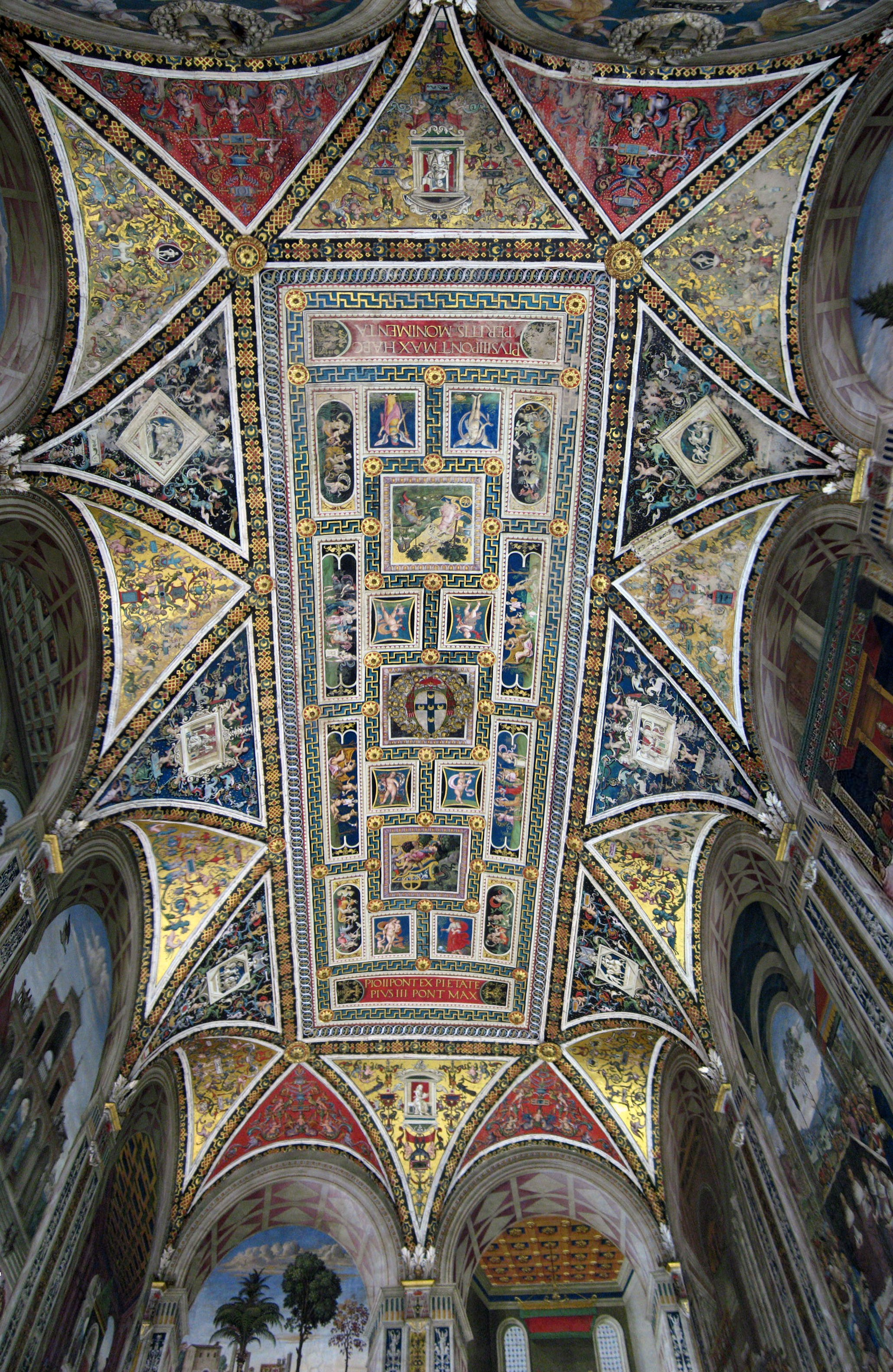
La voûte.
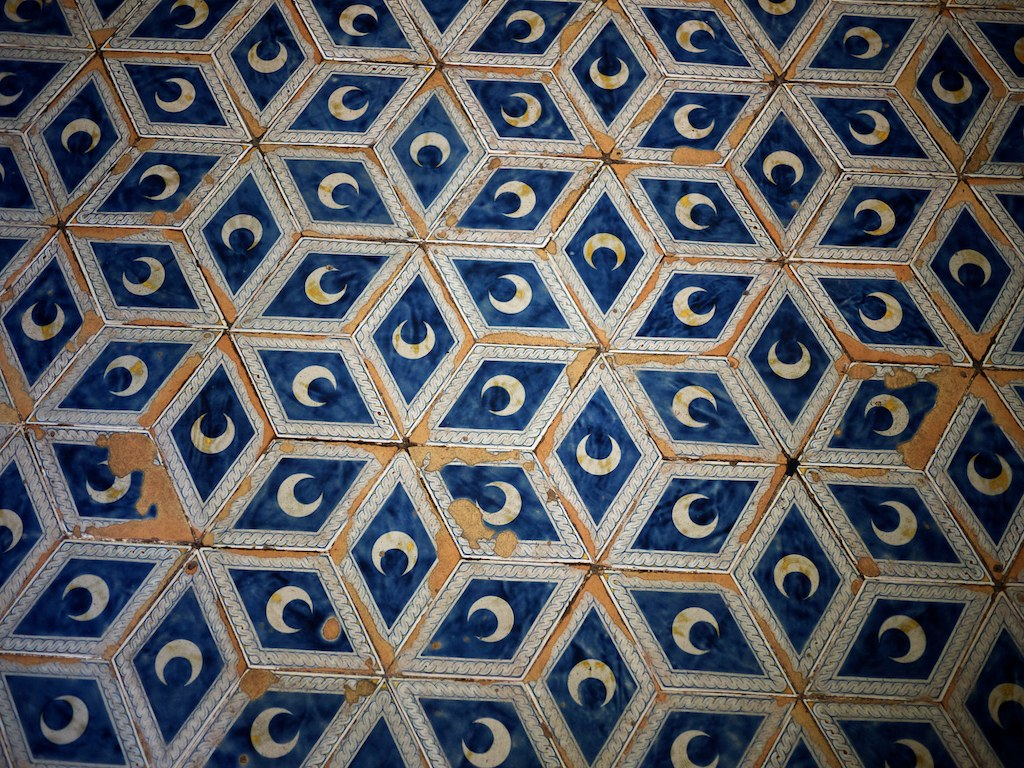
Détail du sol.
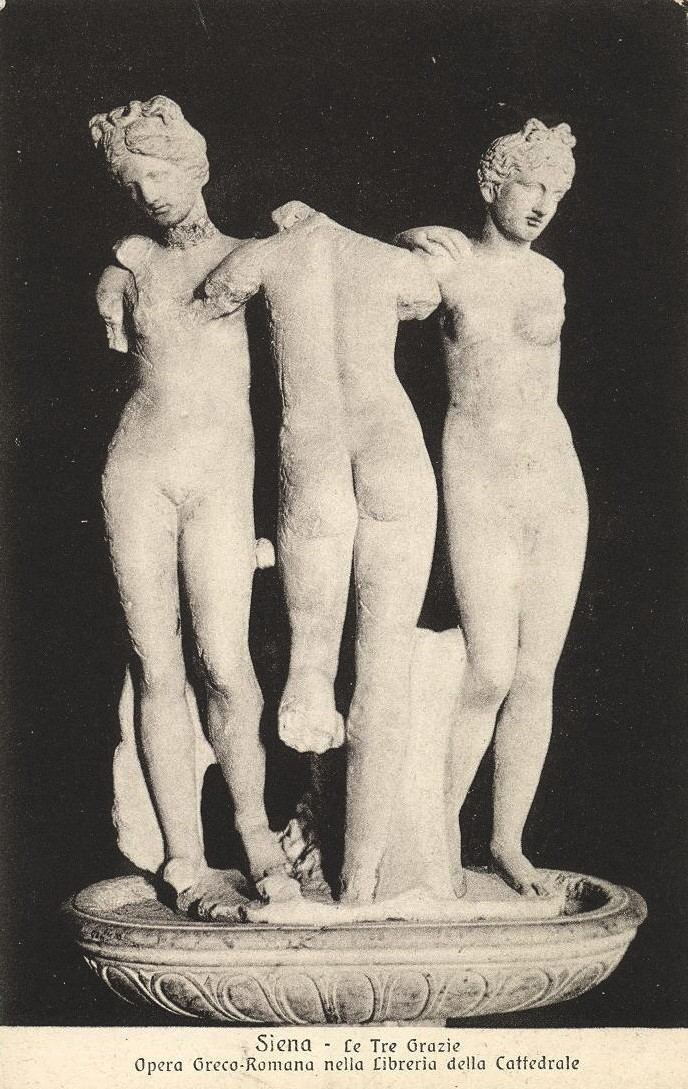
Les Trois Grâces.

## Lieux annexes
- Le baptistère San Giovanni, situé sous l'abside, au niveau inférieur de la rue, en bas de l'escalier extérieur dit Scalinata di piazza San Giovanni permettant l'accès par la Piazza San Giovanni.
- La crypte du Duomo (redécouverte en 2002), enfouie alors pour consolider la construction du pavimento (et se trouvant entre le sol de la cathédrale et le baptistère).
- Le parvis :
  - Sa partie sud : la piazza Jacopo della Quercia avec le Palazzo Reale et le Facciatone sur l'emplacement de la nef jamais construite du Duomo Nuovo.

## Source
- Enzo Carli, Le Dôme de Sienne et le Musée de l'Œuvre, SCALA Group S.P.A., 1999, 95 p. (ISBN 978-888117377-8)